# Mikuláš Medek

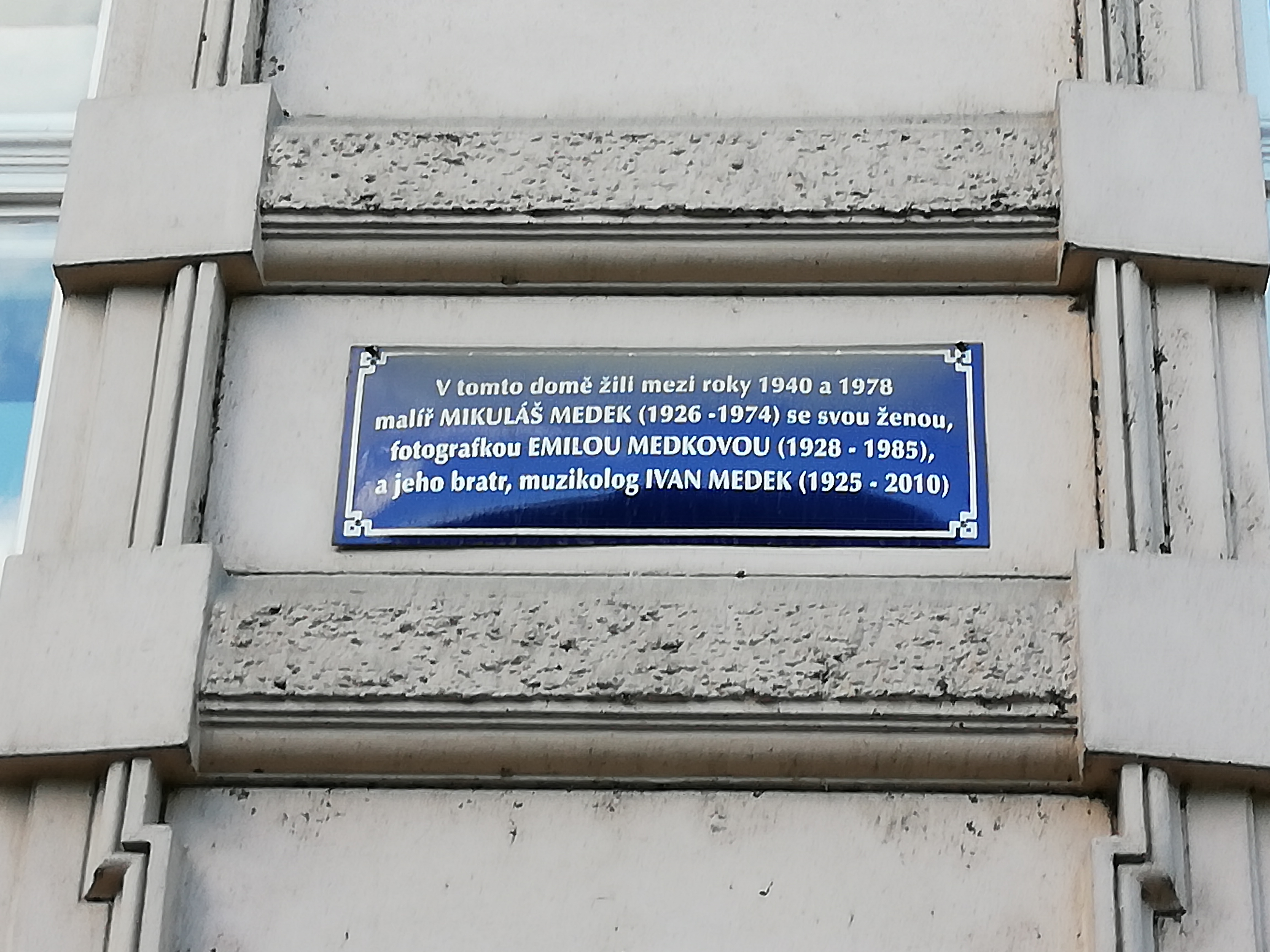
Informační deska na domě (Janáčkovo nábřeží 471/49, 150 00 Praha 5-Smíchov)

Mikuláš Medek (3. listopadu 1926 Praha – 23. srpna 1974 Praha) byl československý malíř. Je považován za jednoho z nejvýznamnějších představitelů českého moderního malířství poválečného období. Ve svém díle spojil uměleckou tradici více než tří generací, je oceňován za originalitu svého výrazu, hloubku a duchovnost svého díla.
Svobodně tvořil jen v krátkém období mezi lety 1963–1969 a za svého života měl v Praze pouze dvě autorské výstavy. Byl vnukem impresionisty Antonína Slavíčka, synem generála a spisovatele Rudolfa Medka a bratrem Ivana Medka. Byl ženatý s fotografkou Emilou Medkovou. Medkův ateliér byl v době komunistických represí jedním z center setkávání výtvarníků a historiků umění. 

## Život

### 1926–1960
Mikuláš Medek byl synem učitele, legionáře a brigádního generála prvorepublikové armády Rudolfa Medka a Evy Medkové, roz. Slavíčkové a vnukem Antonína Slavíčka. Měl sestru Evu (1921–1924), která tragicky zemřela jako dítě a staršího bratra Ivana (1925–2010). Babička Bohumila Slavíčková byla podruhé provdaná za Herberta Masaryka a Mikulášovými tetami byly její dvě dcery – historička umění Anna Masaryková a Herberta Masaryková, provdaná za historika umění Emanuela Poche. Její dcera Charlotta byla provdaná za Petra Kotíka, syna malíře Jana Kotíka. Mikuláš Medek udržoval přátelské vztahy se svým strýcem, filmovým režisérem Jiřím Slavíčkem. Rudolf Medek sepsal pětidílnou kroniku legií, publikoval legionářské povídky, psal básně do Moderní revue, byl autorem filmových scénářů a divadelní hry Plukovník Švec, kterou uvedlo Národní divadlo. V bytě Medkových se scházel debatní klub intelektuálů a umělců širokého spektra politických názorů – od katolických básníků po komunisty. Rudolf Medek se přátelil s generálem Syrovým, architektem Strnadem, biskupem Podlahou, spisovateli Josefem Koptou a Viktorem Dykem a básníky Seifertem, Halasem, Horou, Palivcem, Durychem, Zahradníčkem, Kostohryzem, ad. Také Mikulášova matka byla literárně činná.
Medkovi bydleli od roku 1929 ve služebním bytě v Památníku národního osvobození, kde byl Rudolf Medek ředitelem. Roku 1939 zabralo byt gestapo a rodina strávila rok ve svém venkovském domě v Čejkovicích a pak od roku 1940 bydlela v bytě na Janáčkově nábřeží 49. Rudolf Medek se nechal hospitalizovat na Bulovce aby unikl zatčení, ale v srpnu roku 1940 zemřel na zánět pobřišnice. Roku 1943 zabrali nacisté jejich dům v Čejkovicích a po nich ho obsadila Rudá armáda.
Mikuláš Medek absolvoval základní školu v Karlíně a poté navštěvoval do roku 1942 Akademické gymnázium. V té době ho zajímala především literatura a chystal se studovat biologii, ale vysoké školy byly za války zavřené. V kvartě gymnázia u něj převážilo zaujetí výtvarným uměním a přešel na Státní grafickou školu v Praze. Studoval u prof. K. Müllera, kde jeho spolužáky byli mj. Jan Hladík, Vladimír Fuka, Vlastimil Sova a Václav Sivko. V posledním roce války byl celý ročník „totálně nasazen“ v družstvu Dorka, kde pletli tašky. V květnu 1945 se jako člen ilegální studentské skupiny zúčastnil Pražského povstání s obránci Staroměstské radnice a po jejím zapálení uprchl kanalizací. V létě 1945 byl přijat na Akademii výtvarných umění do ateliéru prof. V. Mináře a V. Rady. Po prvním semestru přestoupil do ateliéru Františka Muziky na Vysoké škole uměleckoprůmyslové a roku 1947 přešel do ateliéru Františka Tichého. Jeho spolužáky byli Zbyněk Sekal, Stanislav Podhrázský, Zdeněk Virt a Josef Lehoučka. Mikuláš i jeho matka roku 1945 vstoupili do KSČ, ale po komunistickém převratu roku 1948 oba vystoupili. Při čistkách organizovaných komunistickými studenty byl Mikuláš Medek z VŠUP roku 1949 vyloučen.
U Medků žily před koncem války dvě dívky, kterým nacisté odvlekli rodiče do koncentračního tábora – dcera Mileny Jesenské Jana Krejcarová a studentka VŠUP Gabriela Dvořáková, do které se Mikuláš Medek zamiloval a roku 1947 se s ní oženil. Ve stejné době ho Josef Lehoučka seznámil s Emilií Tláskalovou a mezi oběma vznikl milostný vztah, který se prohloubil v následujícím roce, kdy spolu strávili prázdniny. Počátkem roku 1949 se Mikuláš Medek rozvedl a v září 1951 uzavřel sňatek s Emilou. Roku 1952 se manželům narodila dcera Eva (Iviška). Mikulášova rodina bydlela ve společném bytě s rodinou Ivana a s matkou, která se podruhé provdala za právníka J. Velkoborského, na Janáčkově nábřeží 49. Jeden ze dvou obývacích pokojů sloužil zároveň jako ateliér a místo setkávání Medkových přátel. Emila Medková byla zaměstnaná jako fotografka v Ústavu lidské práce a o dceru se v pracovních dnech staral Mikuláš nebo byla u babičky Emilie Tláskalové a rodiče za ní dojížděli.
Po vyloučení ze školy se Medek ocitl ve společenské izolaci a existenčních starostech. Nedokončené studium znamenalo, že se nemohl stát výtvarníkem na volné noze, hrozilo odvelení k dvouleté vojenské službě a musel si hledat zaměstnání. Následovalo nelehké období, kdy několik měsíců pracoval u revolverového soustruhu ve strojírenském závodě Škoda na Smíchově (1950) a nakonec se nervově zhroutil a byl hospitalizován na Bulovce. Vojenské službě se vyhnul, když si způsobil zranění hrudníku nožem. V dalších letech získával příležitostné zakázky v oblasti užité knižní grafiky, jako tvůrce plakátů pro cirkus nebo malíř dekorací. Výtvarníkům zadával zakázky a dodával malířský materiál Jaroslav Puchmertl, někdejší člen skupiny Ra, který byl zaměstnán na Ústředním výboru Národní fronty. Mikuláš Medek se kvůli zakázkám pro obživu nikdy nevzdal vlastní tvorby, která se rozvíjela bez přerušení od poloviny 40. let. Roku 1945 poprvé vystavil dva obrazy na studentské výstavě a seznámil se s Liborem Fárou a jeho prostřednictvím i s okruhem spořilovských surrealistů. Od roku 1949 se stýkal s Vladimírem Boudníkem, Bohumilem Hrabalem a jeho okruhem (Egon Bondy) a s Jiřím Kolářem. Roku 1951 se Emila a Mikuláš Medkovi připojili ke skupině surrealistů kolem Karla Teiga a podíleli se na samizdatových sbornících Znamení zvěrokruhu a Objekt i na anketách o surrealismu, které organizoval Vratislav Effenberger. Celou skupinu surrealistů sledovala a odposlouchávala Státní bezpečnost (akce Mazalové) a v blízkosti Mikuláše Medka se pohybovalo několik spolupracovníků StB, kteří o něm podávali zprávy (Egon Bondy, Jaroslav Puchmertl, Josef Vyleťal, Stanislav Drvota).
V letech 1955 a 1956 spolu se Zdeňkem Palcrem a Stanislavem Podhrázským pracoval jako restaurátor fresek ve Strakonicích a v Klatovech. Roku 1957 odevzdal kresebné návrhy pro gobelínové dílny Ústředí uměleckých řemesel ve Valašském Meziříčí, které podnik nakonec nerealizoval, pod pseudonymem ilustroval knihy. První články o Medkově tvorbě zveřejnil roku 1956 polský Przegląd Artystyczny a o rok později Ludmila Vachtová v časopisu Tvar. V témže roce se seznámil s Václavem Havlem, Jiřím Kuběnou a Josefem Topolem. Roku 1958 byly tři Medkovy obrazy vystaveny dva dny na Filozofické fakultě a Ludmila Vachtová ho zde představila teoretikům Františku Šmejkalovi a Zdenku Felixovi. Spřátelil se s Janem Koblasou a skupinou Šmidrů. Prostřednictvím Herberty Masarykové se v následujícím roce seznámil s hudebními skladateli Krzystofem Pendereckim, Józefem Patkowským a Luigi Nonem. Medkovy žádosti o výstavní termín jsou v té době trvale zamítány a je vyřazen i ze všech souborných výstav. Roku 1960 Ludmila Vachtová odeslala článek o pěti českých malířích (Medek, Istler, Koblasa, Kotík, Sklenář) do revue La Biennale di Venezia. Ten byl první zprávou o českém současném umění na Západě a Vachtovou kvůli tomu vyšetřovala StB a dostala výpověď z redakce časopisu Výtvarné umění.

### 1961–1969
U Mikuláše Medka se scházeli výtvarníci a teoretici, kteří se pokoušeli o registraci tvůrčí skupiny Konfrontace. Na počátku roku 1961 proběhla série zatýkání a výslechů, členové skupiny byli odposloucháváni. Žádost o registraci podaná roku 1961, jakož i žádosti o výstavní termíny roku 1962 a 1963 zůstaly bez odpovědi a skupina se postupně rozpadla. Teprve roku 1962 byly Medkovy obrazy díky Janu Křížovi představeny na výstavách pořádaných AJG Hluboká ve Vimperku a Kamenici nad Lipou. V témže roce je zastoupen na výstavě Argumenty 62 v galerii Krzywe Koło ve Varšavě, kterou připravil Marian Bogusz.
Situace se změnila, když roku 1963 získal řadu veřejných zakázek do architektury – pro kancelář ČSA v Damašku, monumentální panó pro halu ČSA v Košicích, oltářní obraz pro Jedovnice. Byl přijat za kandidáta SČSVU a v srpnu měl první velkou výstavu obrazů na zámku v Teplicích společně se sochařem Janem Koblasou. V následujícím roce vystavil tři obrazy na výstavě D v Nové síni, ale k výstavě nesměl vyjít katalog ani recenze v odborném tisku. Výstava Imaginativní malířství 1930–1950, kterou připravili roku 1964 v AJG Hluboká Věra Linhartová a František Šmejkal, zakázal krajský výbor KSČ a nebyla zpřístupněna veřejnosti. Teprve po reformě SČSVU v prosinci 1964 a volbě nového předsednictva v čele s Adolfem Hoffmeisterem byl Mikuláš Medek přijat za člena a zvolen náhradníkem jeho ústředního výboru. V závěru roku 1964 obdržel první cenu v soutěži na výzdobu nové budovy letiště v Praze-Ruzyni a získal objednávku na dva obrazy pro kancelář ČSA v Paříži (jeden z obrazů je instalován na Pražském hradě).
Roku 1965 měl svou první samostatnou výstavu obrazů z let 1947–1965 v pražské Nové síni a byl zastoupen na řadě výstav současného českého umění v Západní Evropě (Bochum, Baden-Baden, Celle, Paříž, Mnichov, Liége, Rotterdam, Aquila), na Salonu mladých v Paříži, bienále v San Marinu a Evropském fóru v Alpbachu, Linci a Štýrském Hradci. Byla mu diagnostikována cukrovka, kvůli které byl v následujících letech často hospitalizován.
Roku 1966 získal prostorný ateliér na Letné po komunistickém malíři Janu Čumpelíkovi a byl mu vydán cestovní pas. Jeho obrazy byly součástí významných přehlídek moderního českého umění v Praze (Jarní výstava, Mánes, Aktuální tendence, ke kongresu AICA, Symboly obludnosti, Galerie D) a v zahraničí (záp. Berlín, Mexico City, Lausanne, Brusel, Worpswede, Skopje). Spolu s Emilou navštívil západní Berlín, Worpswede, Brémy a Hamburg. Obdržel cenu nakladatelství Blok za ilustrace ke knize Otakara Březiny Ruce a navrhl spolu s Josefem Wagnerem scénu ke hře Josefa Topola Slavík k večeři pro Divadlo za branou. Měl menší výstavy v Ústí nad Orlicí a v Liberci, ale chystaná Medkova výstava v Domě umění v Brně se neuskutečnila.
V následujícím roce strávil na pozvání Galerie La Bertesca spolu s Emilou čtyři týdny v Janově a vytvořil obrazy a kresby, které zde vystavil v červnu 1967 na své první autorské výstavě v zahraničí. Při příležitosti výstavy v Celle cestoval dva týdny po severoněmeckých městech a zúčastnil se dalších výstav v Kielu, Soestu, Turíně, Stockholmu, Haagu, Bukurešti, Antverpách a Kodani.
Roku 1968 opět strávil několik týdnů v Janově a vystavil dvanáct tam vytvořených obrazů v galerii Chisel. S Emilou navštívil Hameln a Celle. Byl zastoupen na zahraničních výstavách v Dortmundu, Namuru, Rijece, Kodani, Římě, na pařížském květnovém Salonu a v Lignanu, kde získal první cenu za malbu. V Praze byl přizván na výstavu 300 malířů, sochařů a grafiků 5 generací k 50 létům republiky. Režisér Jan Iván o něm a Aleši Veselém natočil film Cesta k abstrakci.
Roku 1969 realizoval kompozici Signály pro novou budovu letiště v Praze-Ruzyni a za cyklus Projektanti věží, vystavený ve Špálově galerii, obdržel Státní cenu. Kromě toho měl samostatné výstavy v Krajské galerii v Hradci Králové, Gallerii La Bertesca v Janově, Městském muzeu v Regensburgu a byl zastoupen na výstavách v Paříži, Římě, Brně, Jihlavě (Phases). Rodina se přestěhovala do Šumavské ulice na Vinohradech.

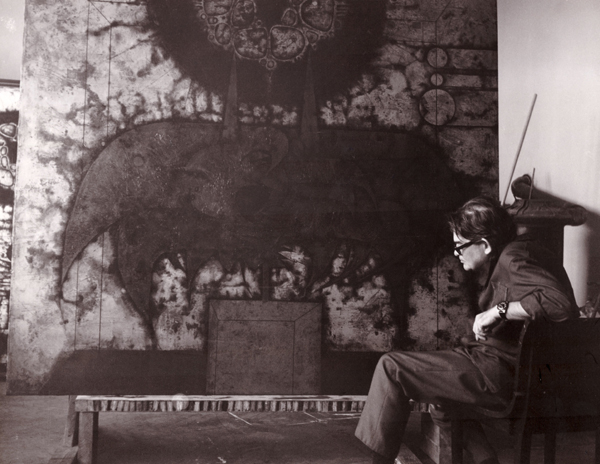
Emila Medková – poslední fotografie Mikuláše Medka, ateliér Letná (1973)

### 1970–1974
S počátkem normalizace se Medek opět ocitl na indexu, jeho díla v galerijních expozicích byla sejmuta a uložena do depozitáře, nesměl vystavovat a smlouvy na zakázky do architektury byly zrušeny. Od roku 1970 bylo Medkovo dílo prezentováno pouze v zahraničí (Hamburg, 1970, Leinfelden, 1970, Curych, 1976, Bochum, 1976). Medkova monografie, kterou roku 1970 připravil pro nakladatelství Obelisk Bohumír Mráz, byla stažena z prodeje a skončila ve stoupě.
Kvůli zhoršující se cukrovce byl během roku 1970 a poté znovu v roce 1972 několikrát hospitalizován. Emila Medková se vzdala zaměstnání, aby se o Mikuláše mohla starat. Roku 1973 odevzdal dva obrazy pro hotel InterContinental, ale byly odmítnuty se zdůvodněním, že „jsou v příkrém rozporu s posláním umění v socialistické společnosti“. Cukrovka se projevovala i řídnutím kostí a roku 1974 Mikuláš Medek utrpěl frakturu kyčelního kloubu, po které už nemohl docházet do ateliéru. V červnu 1974 se rodina přestěhovala do přízemního bytu v Estonské ulici č. 6. Užívání velkého množství analgetik u něj vedlo k perforaci žaludku a vnitřnímu krvácení. Mikuláš Medek byl 21. srpna 1974 převezen do nemocnice a operován, ale dva dny po operaci, 23. srpna 1974 v nemocnici zemřel. Je pohřben na Olšanských hřbitovech.
Ivan Medek na něj vzpomíná roku 1978: Mikuláš byl neuvěřitelně jemný a citlivý bratr. Strašně krásný člověk. Nevím, kdo by vydržel to co on – fyzicky i psychicky.

### Výstavy po roce 1974
Posmrtnou výstavu posledních Medkových obrazů uspořádala v jeho ateliéru roku 1975 Emila. Navštívilo ji množství Medkových přátel, včetně Václava Havla a jeho ženy Olgy. Posmrtnou výstavu k Medkovým nedožitým 50. narozeninám uspořádal Jan Koblasa a Petr Spielmann v Museu Bochum roku 1976. V posledních letech normalizace se Mikuláš Medek vrátil do obecného povědomí díky výstavě, kterou roku 1988 uspořádal Antonín Hartmann ve všech prostorách Galerie moderního umění v Roudnici nad Labem. K výstavě vyšel i katalog, který představil 60 obrazů jako reprezentativní průřez Medkovou tvorbou od roku 1944 do roku 1974. V září 1989 se uskutečnila skromnější výstava v Městském muzeu Aš.
Roku 1990 se konaly monografické výstavy Mikuláše Medka v oblastních galeriích v Praze, Brně, Hluboké, Jihlavě, Olomouci a Ostravě. Velká retrospektivní výstava, připravená Bohumírem Mrázem (†2001) a Antonínem Hartmannem a provázená výpravným katalogem se konala roku 2002 v Galerii Rudolfinum. Retrospektivu Mikuláše Medka připravila roku 2020 Národní galerie ve Valdštejnské jízdárně, Anežském klášteře a Veletržním paláci.

## Dílo
Mikuláš Medek byl během svého života uznáván nejen jako malíř, ale i pro svůj výrazný intelekt, hluboké umělecké a literární vzdělání, mravní pevnost, skromnost a nesobeckost. Jeho malířské dílo bylo v době, která se malbě vzdalovala a spatřovala modernost v jiných oblastech výtvarného projevu, považováno za povýšení a oslavu závěsného obrazu. Přestože v českém prostředí působí jako solitér, stal se součástí celého jednoho proudu světové malby, který po vyčerpání elánu lyrické abstrakce a zakademizování pozdních odnoží surrealismu našel cestu z krize v nové celistvosti pohledu na svět a v účasti všech složek psychofyzické aktivity umělce v tvůrčím procesu. Medkova tvorba je poznamenána nepřetržitým napětím, jehož pramenem byly sny a traumatické zážitky z dětství, znepokojivé tělesné pocity a sebedestruktivní chování i bezprostřední kulturní a politická situace, zejména naprostá izolace od západní kultury v letech 1948–1956. Hluboce ho ovlivnila literární díla Ladislava Klímy, Franze Kafky a Richarda Weinera, vztah s Emilou a přátelství se Zbyňkem Sekalem, Liborem Fárou a Janem Koblasou. Medek psal surrealistické básně a působil jako ilustrátor, scénograf a v neposlední řadě teoretik a interpret moderního umění a inovátor techniky malby. Jeho dílo lze rozdělit do několika period, které na sebe plynule navazují.

### Raná tvorba (1942–1949)
Počátkem války se Mikuláš Medek chystal ke studiu biologie a své kresby detailů květin a živočišných tkání později využil ve svých surrealistických obrazech. Ve stejné době vznikly jeho první malířské pokusy podle obrazů A. Slavíčka a reprodukcí moderních francouzských malířů. Vztah ke křesťanství, povzbuzený později i Medkovým zájmem o středověkou deskovou malbu, se projevil i v jeho juvenilní tvorbě. Již v šestnácti letech provedl množství temperových expresivních, až rouaultovských kreseb s novozákonní a literární tematikou. Během studia na grafické škole si vyzkoušel kubismus a olejovou manýristickou malbu ve stylu El Greca s výraznou barevností. Počátek jeho vlastní tvorby je spojen se surrealismem. Ten byl pro něj přitažlivý jako poslední programové avantgardní hnutí působící bez ohledu na hranice a svým levicovým zaměřením rezonující s revoluční náladou společnosti ve druhé polovině 40. let.
V obrazech ze surrealistického období se objevují citace z děl Paula Kléa, Miróa, Yvese Tanguy a Maxe Ernsta, ale náměty pocházejí ze sféry Medkových bezprostředních zájmů – botaniky a zoologie. Vytvořil několik obrazových cyklů na téma Svět cibule (1944–1946), Infantilní procházka (1946–1947), Infantilní krajina (1947), Zázračná matka (1948–1949). Plochu obrazu ve Světě cibule tvoří několik vzájemně oddělených a rámovaných detailů skutečných nebo imaginárních tkání na principu obrazu v obraze. Jsou malovány olejem, staromistrovskou technikou, s pečlivým provedením detailů. Přidáním písku do olejové barvy tvořil plastické struktury. V dalších cyklech skládá podle surrealistického principu na ploše obrazu zdánlivě nesouvisející fragmenty skutečnosti a vytváří z nich poetickou koláž, propojenou geometrickými prvky a šipkami (Infantilní krajina, 1947). Předlohou obrazů jsou řezy nejrůznějšími tkáněmi a orgány, mikroskopické snímky buněk, prvoci, korýši, detaily lidského těla (Zázračná matka, 1948).

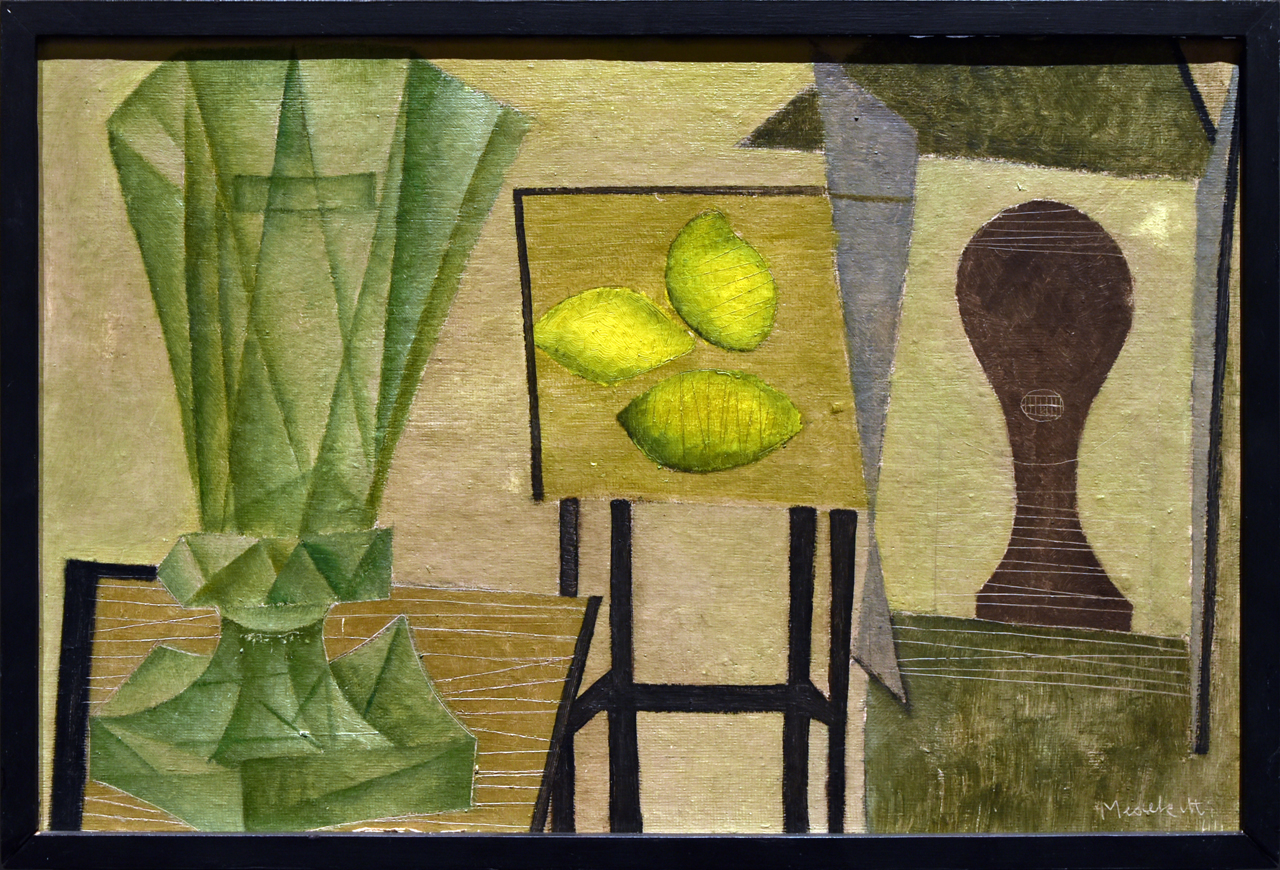
Mikuláš Medek, Zátiší se zelenou vázou (1944)
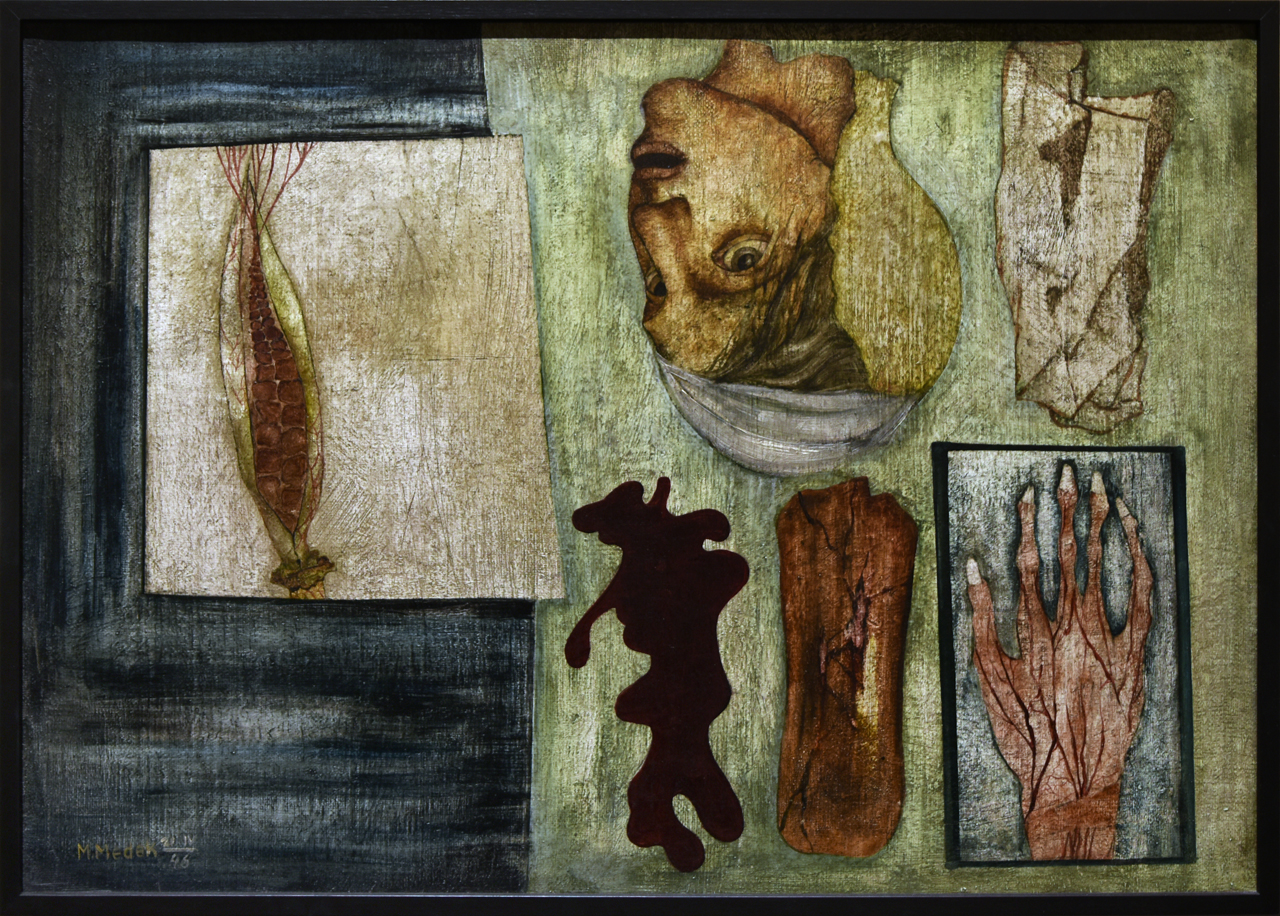
Mikuláš Medek, Bez názvu – kukuřice (1946)
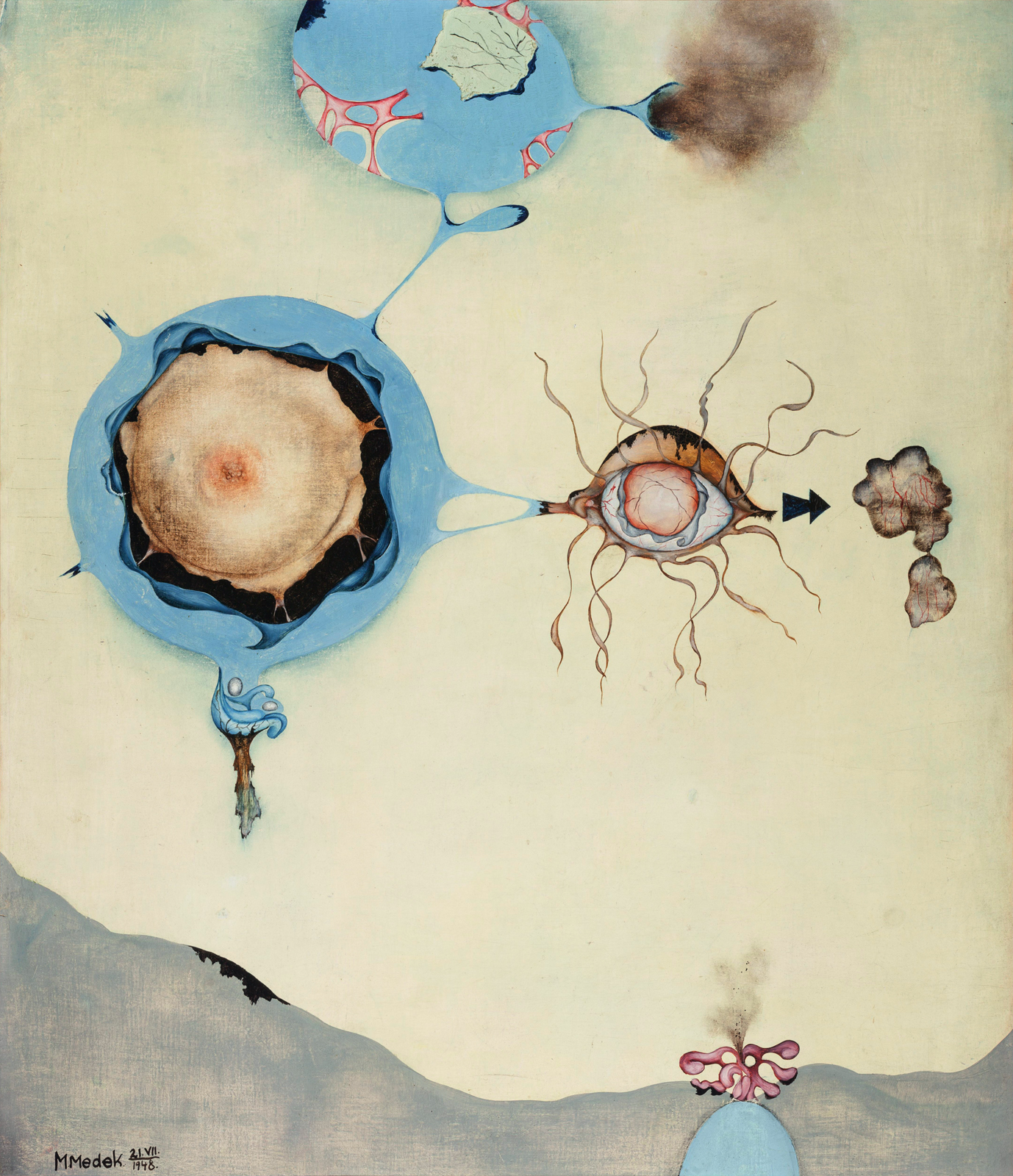
Mikuláš Medek, Zázračná matka II (1948), Národní galerie v Praze
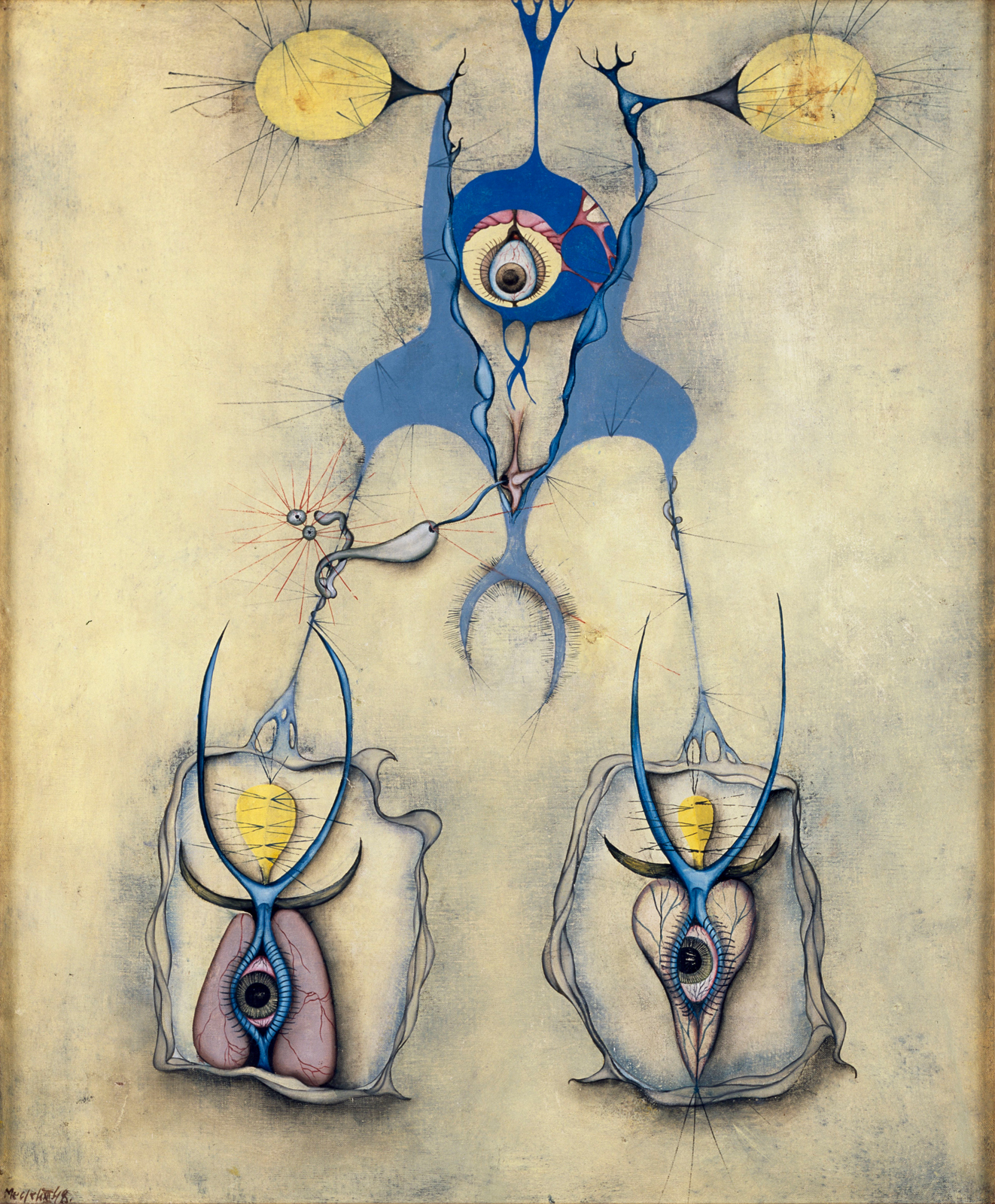
Mikuláš Medek, Zázračná matka III (1948), Alšova jihočeská galerie v Hluboké nad Vltavou

### Imaginativní malba (1949–1951)
Medek se neúčastnil poválečného skupinového života a měl výhrady ke skupině Ra i surrealistické skupině kolem Karla Teiga. Zcela odmítal ortodoxní pojetí surrealismu i okultismus, v nějž vyústil surrealismus v podání André Bretona. Přestože se nakonec spolu s Emilou stal roku 1951 členem surrealistické skupiny, v anketách uváděl, že se za surrealistu nepovažuje a má v úmyslu oslavovat vědomí jako sourozence reality. V malbě navazuje na magický realismus Toyen, Magritta a Dalího a tvoří kompozice složené z fragmentů reality do nových významových celků. Obrazy charakterizuje přesná kresba a maximálně iluzionistické podání v hladké splývavé olejové malbě. Poválečná psychóza militantního komunistického režimu, jeho neustálé strašení nukleárním konfliktem, politické procesy a sovětské gulagy mu připadaly natolik úděsné, že surrealismus už nebyl programem, ale výchozím bodem nové poezie, která podává analytický obraz skutečnosti v plné intenzitě.
Medkovy obrazy tohoto období jsou výrazem sadismu či masochismu reálného světa, nezastřeného pokryteckým závojem každodenních životních konvencí. Prvky této krutosti tvoří pařáty, ostré zobáky dravců, ústa s jedovými zuby, oči zavěšené na rybářské udici, sekera, vidlička, břitvy, nože, šípy, revolvery, ústa a ňadro zraňovaná břitvou a nožem nebo sešité provazem, plameny, prameny vlasů a doutnající popel. Medkovy básnické texty často předstihují malířskou realizaci (báseň a obraz Magnetická ryba, 1949, „čelo plné křičících ptáků“ z básně Uvězněn v okně v obrazu Hostina I, 1950). Z nich sestavuje situace, na nichž si ověřuje schopnost šokovat diváka s odkazem na konkrétní děsivou společenskou situaci počátku 50. let (Mikuláš Medek: ...každého z nás šli popravit a pak si to rozmysleli...) Báseň „V uzavřených pokojích...“ (1949) obsahuje četné připomínky válečného osudu Židů a má svůj protějšek v obrazu Úsměvy poledne (1950).
V této etapě motiv obrazu v obraze vytváří imaginativní prostor, jehož iluzivnost je vzápětí zrazována přímou souvislostí s objekty, které z něj unikají nebo se do něj dobývají na pozadí rozpukané zdi, roztrhaného a hořícího papíru nebo oblohy. Veristické podání prostředky iluzivní malby umocňuje reálnost básnické vize. Podstatu básnické přízračnosti cyklu Hostina tvoří simultaneita vidin a halucinatorní pronikání objektu objektem.
Medkův obraz Hluk ticha je přesně datován a shoduje se se dnem popravy Milady Horákové 27. června 1950. Obraz lze interpretovat jako výjev bezprostřední hrůzy – tři udice s očima – tři šibenice (Jan Buchal, Záviš Kalandra, Oldřich Pecl), čtvrtá šibenice – udice zaseknutá do úst rozříznutých břitvou na pozadí ženského torza (Milada Horáková). Všechny symboly popravených stoupají do nebes, na římse doutnající hromádky popela (těla popravených byla spálena), z torza se líhne kobylka jako dalíovský symbol žravosti a zkázy.
Absolutní pocity zmaru a existenciální tísně demonstrují obrazy Vyhřezlá matka (1949) a Jaro ’51 nebo téměř realistický obraz staženého králíka podle Emiliny fotografie (1951). Medek dospěl k poznání, že surrealismus nemá prostředky k tomu, aby adekvátně popsal netečnou, úděsnou, absurdní a ke všem otázkám subjektu lhostejnou realitu, ve které se člověk ocitl (anketa o surrealismu, leden 1951). Celé toto malířské období uzavírá obraz Mlynářova vášeň (1951), v němž jsou některé surrealistické rekvizity odloženy v okenním výklenku vedle oprýskané zdi.

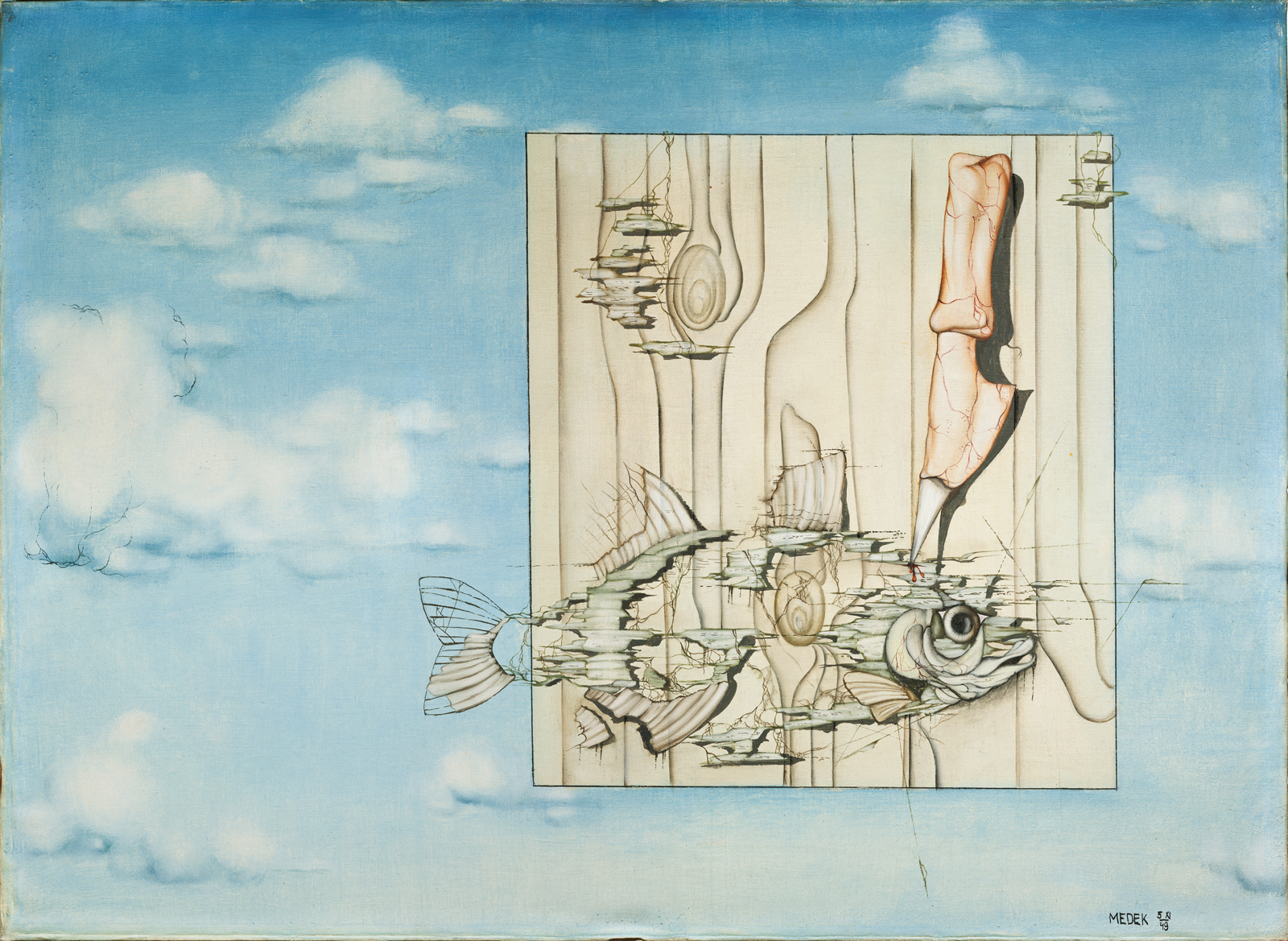
Mikuláš Medek, Magnetická ryba (1949), Národní galerie Praha
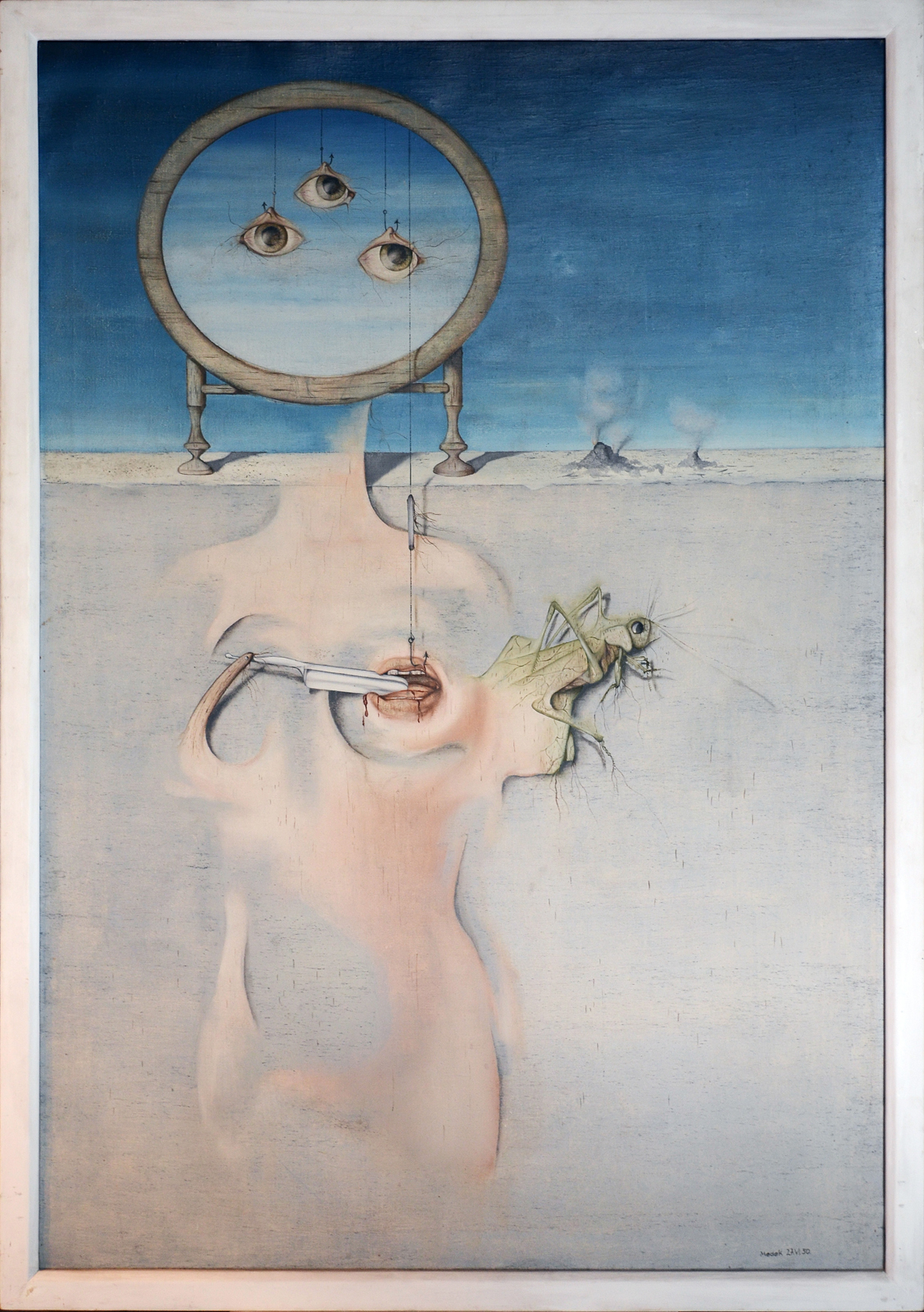
Mikuláš Medek, Hluk ticha (27. 6. 1950), Museum Bochum
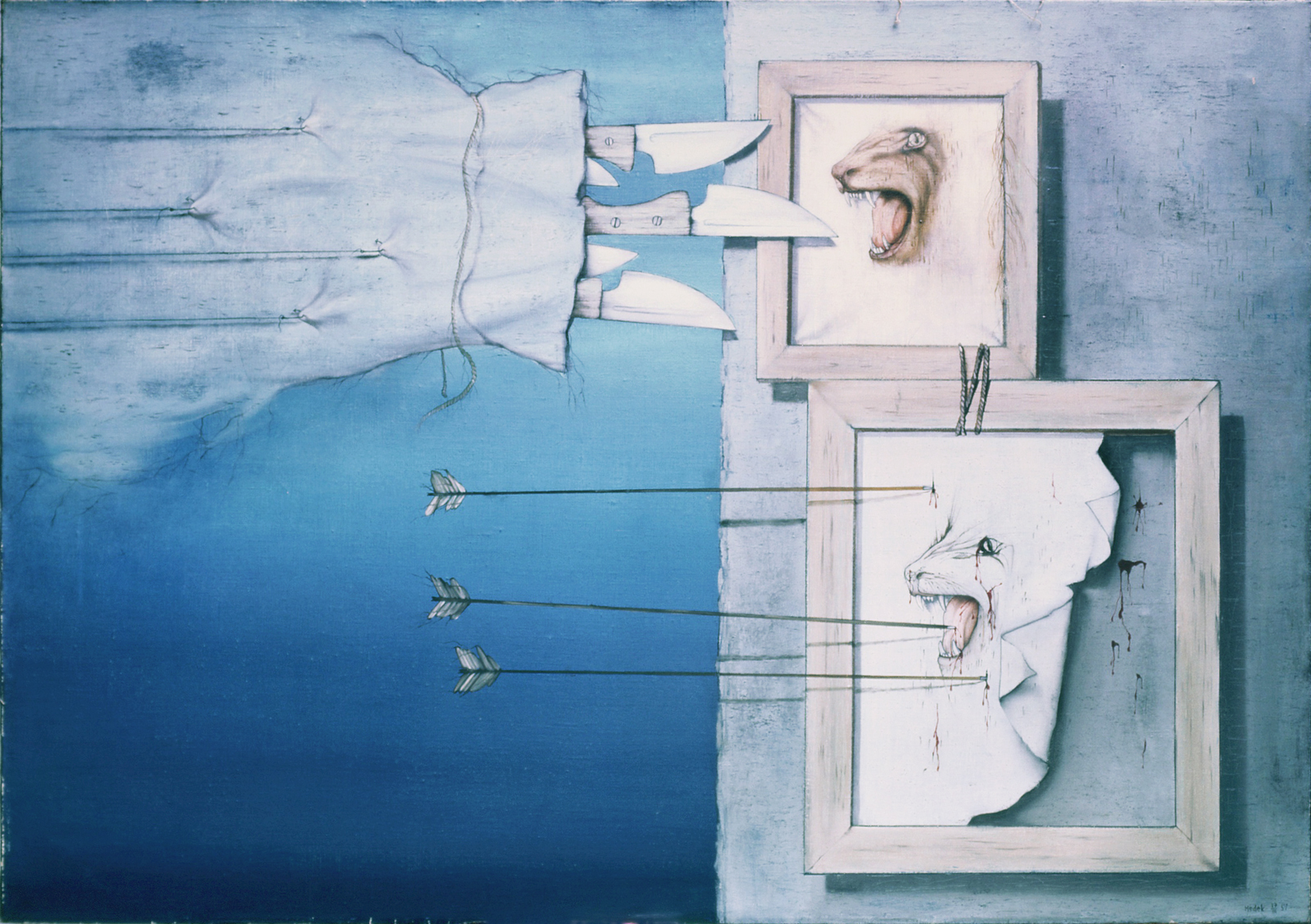
Mikuláš Medek, Jaro (1951)
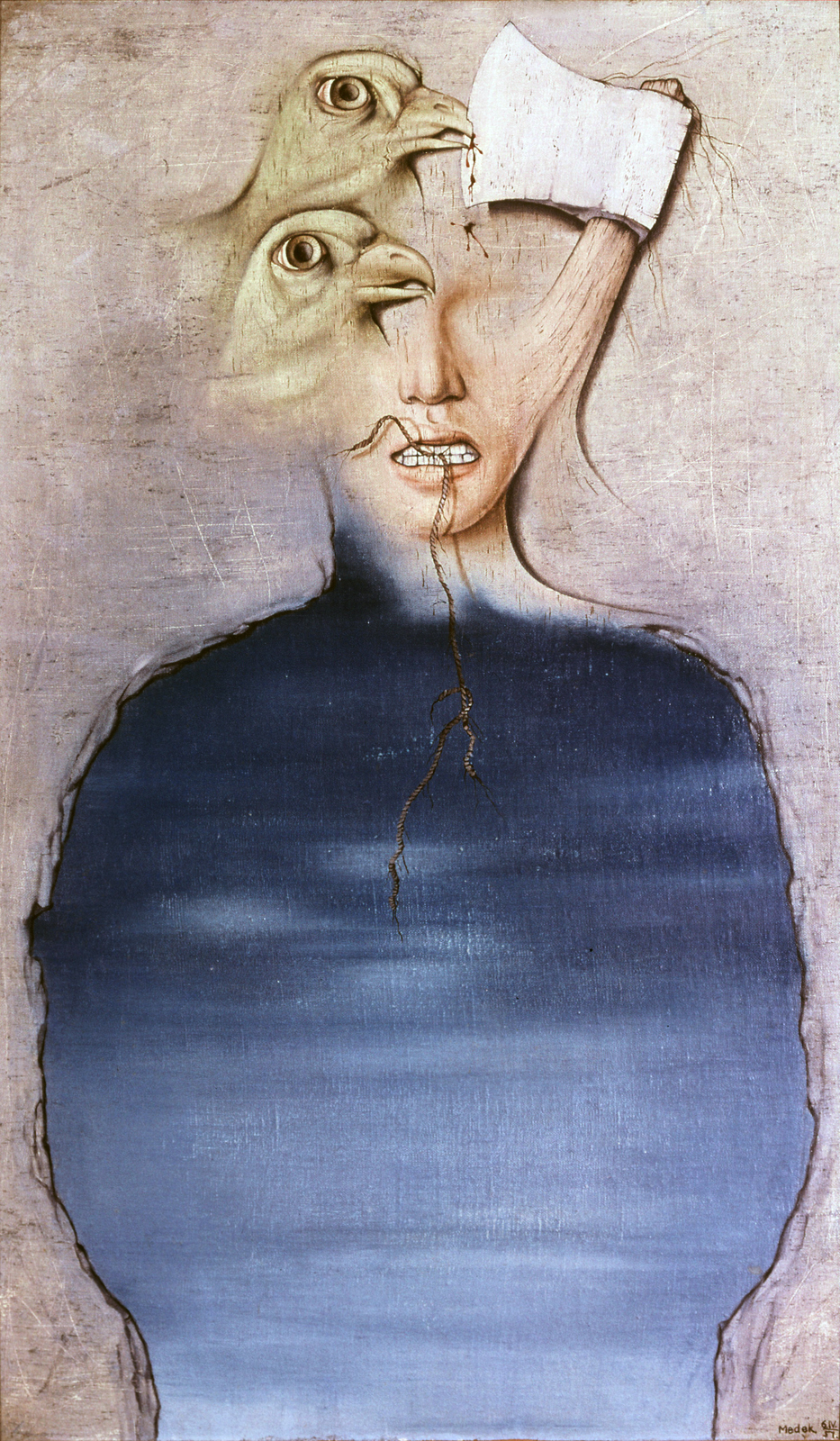
Mikuláš Medek, Polykač pout (1951)

### Cykly Akce, Jídlo, Nahý v trní, Hry, přechod k abstrakci (1952–1959)
Medek sdílel základní existenciální pocit s básníky své generace K. Hynkem a V. Effenbergerem, autory černého románu ze současnosti Aby žili (1952) a podobně jako někteří jeho spolužáci z VŠUP zažil počátkem 50. let hlubokou tvůrčí krizi. V první polovině 50. let trpěl pocitem že se blíží katastrofa, měl deprese, které se snažil potlačit alkoholem a užíváním psychofarmaka Psychoton (amphetamin), trpěl nespavostí a obtížně se soustřeďoval. Ve svých denících uvádí: objektivní skutečnost těchto let je tak programově ohlupující, že znemožňuje jakoukoliv koncentraci a orientaci ve světě poezie (malby) a komplikovanosti subjektivity. Je-li toto jejich program jak působit na ideologickou nadstavbu, nelze říci nic jiného, než že se jim jejich práce daří (27.1.1954). V lednové anketě z roku 1953 odpověděl na otázku jak vzniká černý humor ocitováním všudypřítomných dobových komunistických hesel a shrnul: to vše je manifestací samovolné debility světa, která se v našem vědomí sráží v kyselou sedlinu černého humoru. Černý humor je reakce na smrtící pitomost a na mírumilovnou debilitu optimismu. Medek hledá zázemí ve své rodině a prostředí ateliéru, vnitřní model konkretizuje přípravnou kresbou. Od imaginativních obrazů Polykač pout (1950) a Hostina IV (1951), kde se objevuje obrys lidského těla z Medkova snu v němž Emila prochází zdí, přešel k přímé malbě figury podle modelu. Z téže doby pocházejí také portréty Zbyňka Sekala a Jaroslava Puchmertla (1952–1953).
Ve svém zápisníku uvádí: Myslím, že fenomén existenciálního pocitu světa je v obraze sdělitelný jedině snad figurativní a konkrétní formulací „objektů“, to jest v první řadě lidí. Je to svět absurdna konkrétnosti a třeskuté věcnosti bez filozofování a psychologizování, úžasně prostý, jednoduchý, ale v intenzitě existenciálního pocitu uhrančivě magický. Vyžaduje obraz zbavený všech schematických rekvizit vlastních uměleckým snahám před válkou. Odtud zdánlivá neavantgardnost. Medek začal užívat novou techniku malby – figury maloval mastnou vaječnou temperou, pozadí olejem. Prvním modelem byla Emila (Emila a mouchy, 1952), později žena Vratislava Effenbergera Anna Marie (Hlava, která spí imperialistický spánek, 1953, Cranachovská nadlyrika s imperialistickou květinou, 1953–1954). Nemilosrdně viděná ženská postava představuje v expresivních scénách drama brutální animality, sadismu, strachu, ošklivosti, nekonečné opuštěnosti a hrůzy (Žerekuře I, 1952, zničeno, Horké jídlo, 1953). V letech 1951–1953 za Medkem docházela také Anna Fárová, která mu překládala texty z francouzštiny a střídala Emilu jako model pro některé hlavy (Portrét 53, Horké jídlo, 1953, Senzitivní akce, 1954). Detaily její postavy, které pro něj v té době nafotografovala Emila, se staly podkladem i pro pozdější díla.
V jednom z prvních obrazů tohoto období – Hlava, která spí imperialistický spánek (1953) je syrová skutečnost brutálně zvrácena v opak socialisticko-realistických optimistických kýčů – černý kýč. V cyklu Akce Medek vytvořil vlastní figurální typ, který původně vyšel z reálného modelu. Jeho stylizace a deformace má pevný řád a nepůsobí přepjatě. Typické prodloužení rukou a také častý motiv „jehly v ústech“ má původ v prodělaném horečnatém onemocnění, během něhož prožil somatickou depersonalizaci. Základem figury je kresba, kterou plasticky modeluje barvou a světlem v jediném barevném tónu. Červené figury jsou většinou zasazeny do prázdného modrého prostoru naznačeného zprvu jen linkami (Velké jídlo, 1954–1956). Někdy je pod nízkým horizontem znázorněn labyrint s žebříky (Cranachovská nadlyrika s imperialistickou květinou, 1953–1954) nebo se prostor otvírá oknem a pohledem na zeď osazenou střepy skla (Křik, 1954). Barva dostává emotivně symbolickou funkci a nejsilněji působí v obrazech vytvořených pouze z odstínů modré (Akce I (Vajíčko), 1955–1956, Akce II (Vlna), 1956). Základní existenciální úzkost a psychickou atmosféru 50. let nejlépe vystihuje název cyklu obrazů Nahý v trní (1956–1958, první obraz cyklu, který Medek později přemaloval, pochází z roku 1954).

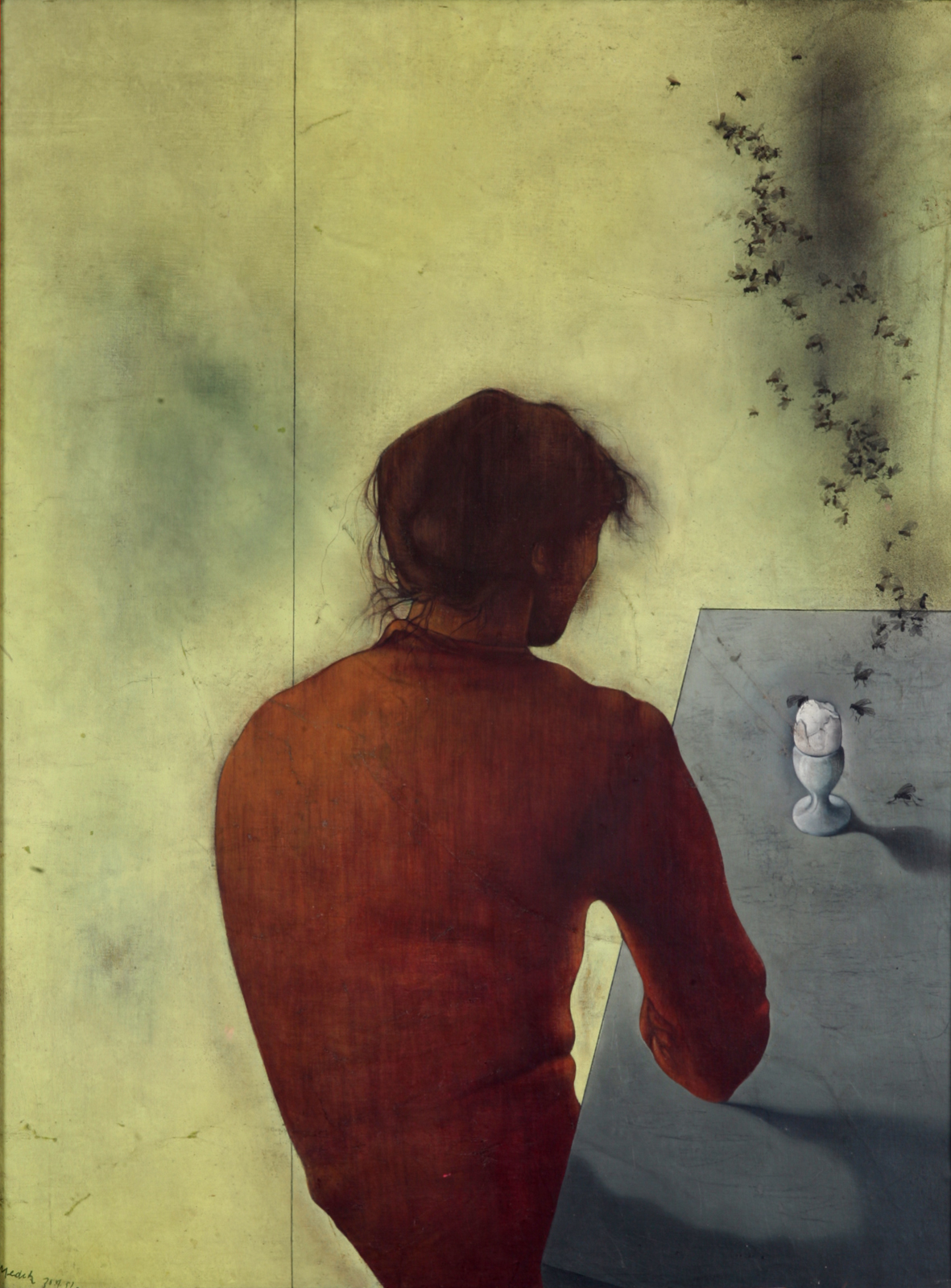
Mikuláš Medek, Imperialistická snídaně – Emila a mouchy (1952)
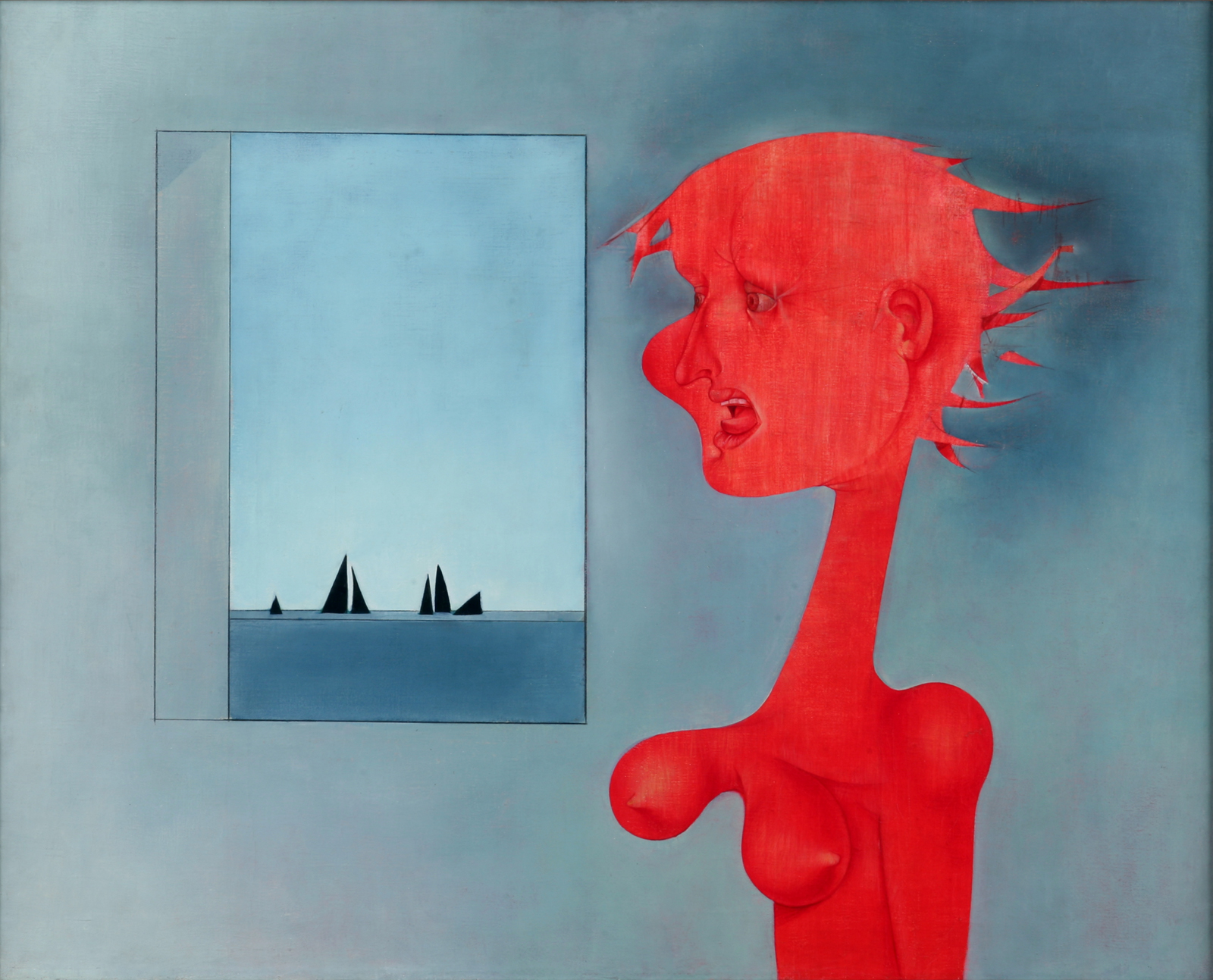
Mikuláš Medek, Křik (1954), Alšova jihočeská galerie v Hluboké nad Vltavou
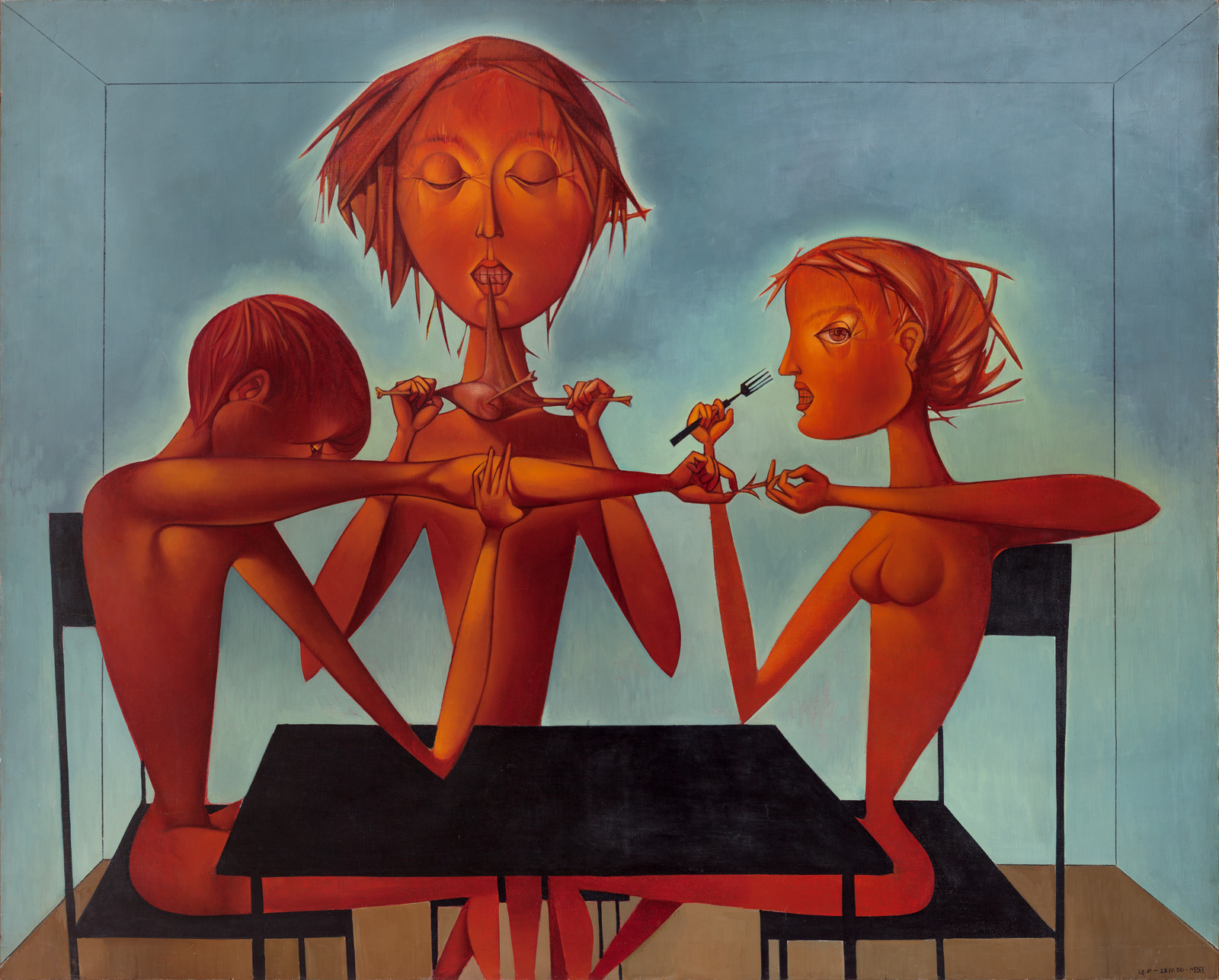
Mikuláš Medek, Velké jídlo (1956), Národní galerie Praha

Expresivita se z obrazů postupně vytrácí v cyklu Hry, když se jejich předlohou stane dcera (Hry II – Děti ve městě, 1957). Medek plynule pokračuje ve stylizaci figury zobrazením krátkých vlasů ve formě tuhých ostnů a geometrickou redukcí hlav a rukou na čtverce a trojúhelníky. Plocha obrazu se postupně stane dějištěm drobných událostí (Dítě a věž, 1957, 22. září za velkého deště, 1958) a přestává být monochromní. V obrazu Spící IV (1957) Medek poprvé užil spolu s olejem syntetické laky a tuto techniku pak rozvíjel v celé následující tvorbě.
Cyklus Hry koncem 50. let vyústil v sílící stylizovanost a dekorativnost malby, ztrátu myšlenkového napětí a znamenal Medkovu nejvýraznější uměleckou krizi (Procházka městem, 1957). Následující přechodné období, které lze nepřesně označit jako přechod k abstrakci, je pro pochopení Medkova díla nejdůležitější. Na hranici další fáze Medkovy tvorby stojí obrazy Nahý v trní bez trní (1957), Hra na pikolu (1957), Černý gambit (1958) a Modrá Venuše (1958–1959). Ty dokládají proces redukce plastického tvaru do plochy, vypouštění konkrétních znaků (ruce, vlasy) a vytváření znaků nových v rámci nového obrazového řádu. Postupný proces sublimace figury pokračuje obrazy Vlasy ve větru (1958–1959, Mladý muž na útěku (1959) až k Červené Venuši (1959), kde se nositelem významů stává samotná obrazová plocha.

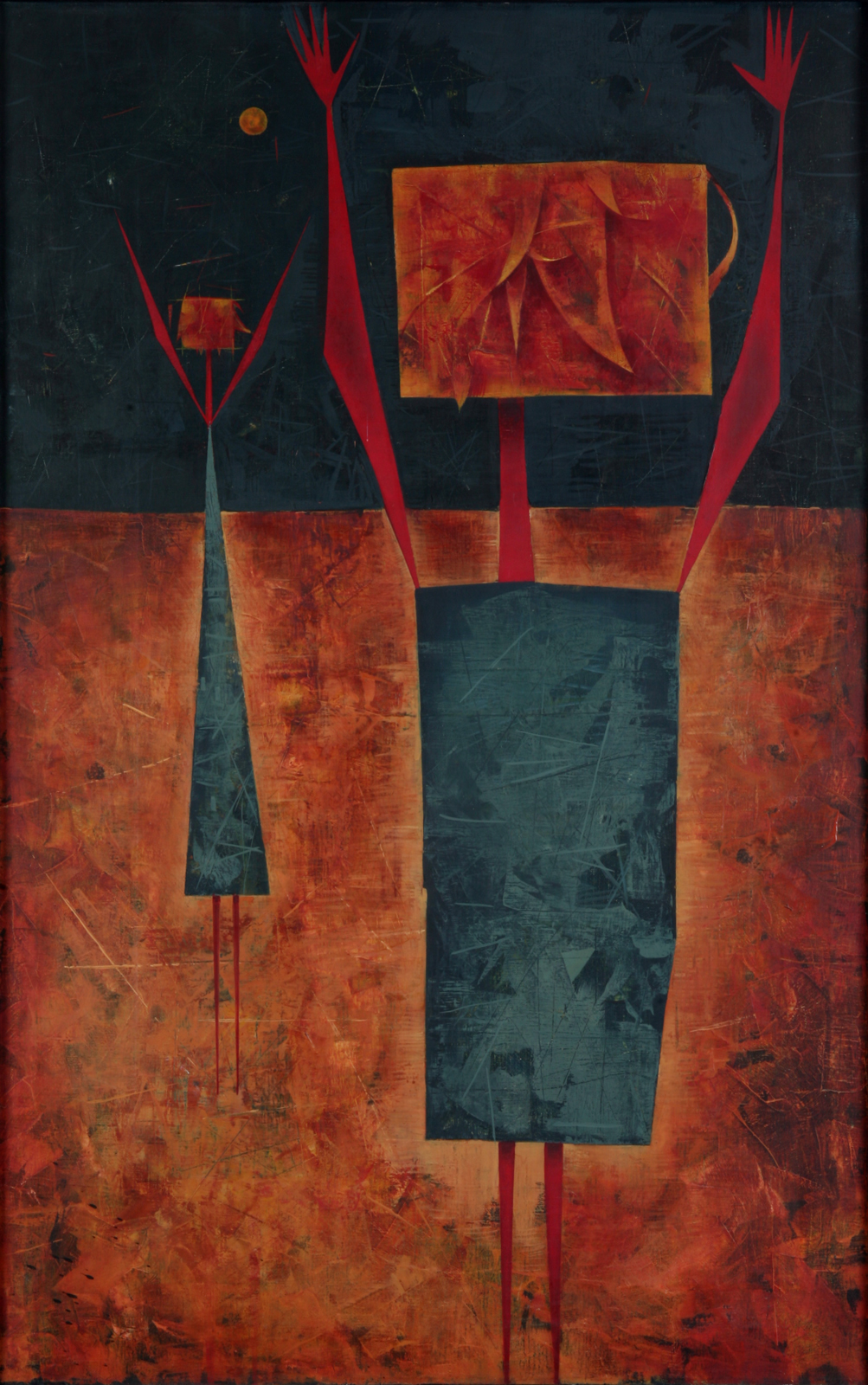
Mikuláš Medek, Hry IV (1957)
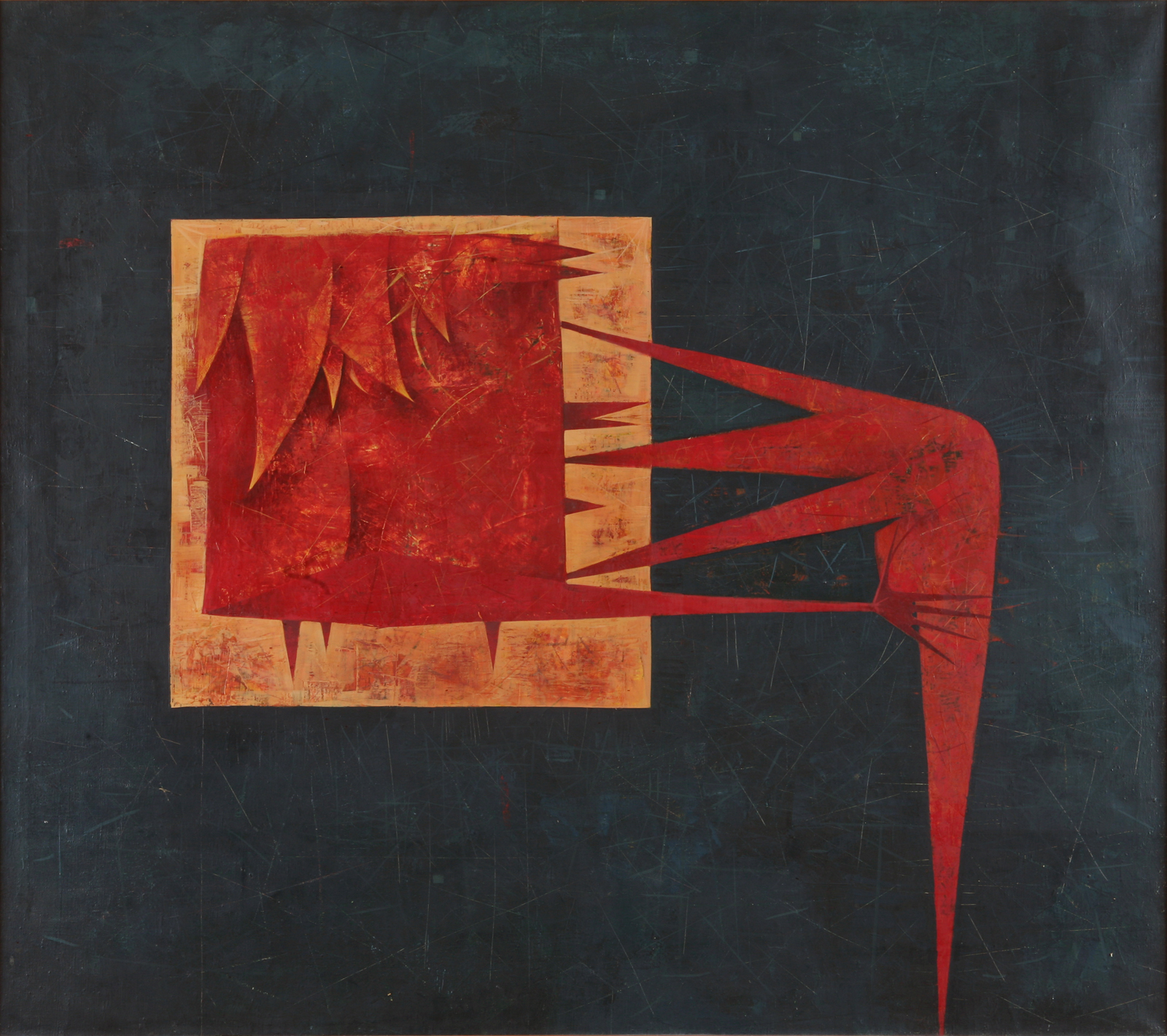
Mikuláš Medek, Spící IV (1957), Alšova jihočeská galerie v Hluboké nad Vltavou
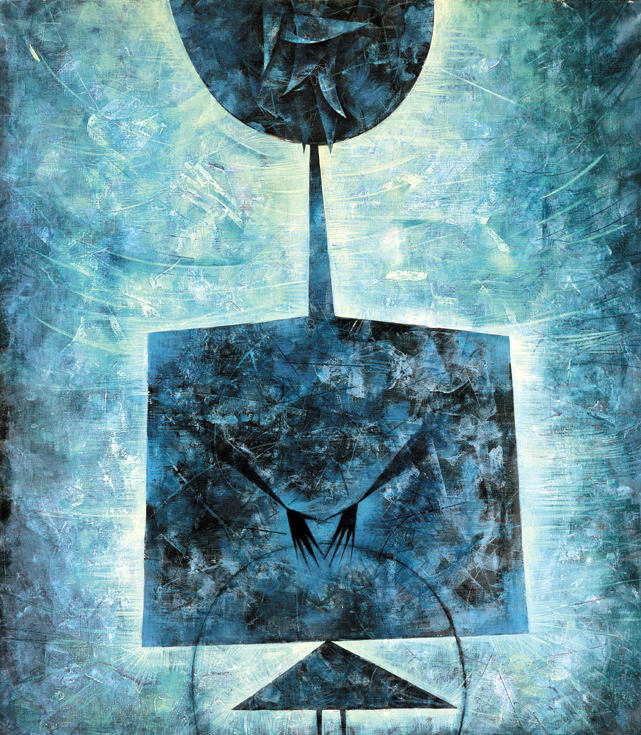
Mikuláš Medek, 12. září za velkého větru (1958), Galerie moderního umění v Roudnici nad Labem
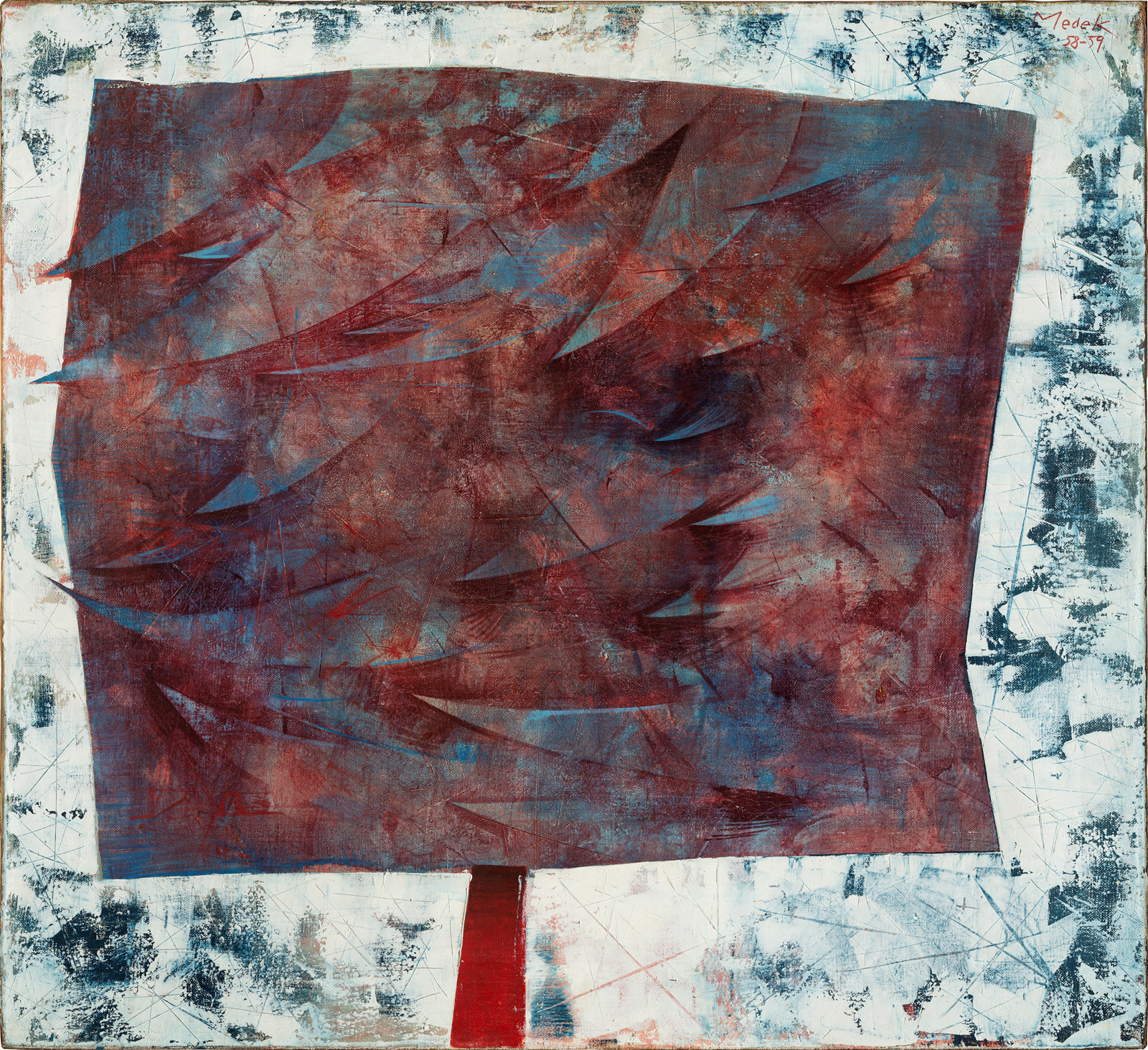
Mikuláš Medek, Vlasy ve větru (1958–1959), Národní galerie Praha

### Preparované obrazy (1960–1963)
Konec 50. let znamenal proměnu Medkovy malby – zmizel námět a nositelem všech významů se stala malba sama. Celý proces nastal už u figurálních obrazů předchozího období, kde např. v cyklu Nahý v trní jsou interní situace zobrazeny jako psychologická mikrodramata. Od nich Medek přešel ke konstrukci opticky názorného modelu určitých psychických situací, které existují v konkrétní podobě a mají konkrétní působení, ale nejsou sdělné jednoduchým vyobrazením.
Cyklus Preparovaných obrazů představuje novou výtvarnou techniku strukturální malby a neznamená úplné opuštění lidské figury nebo předmětného zobrazení, ale figura byla postupně zbavena všech realistických podrobností. Jeden z prvních obrazů z roku 1960 je Romanticky založený strýc Karel, další např. Dvě kostrče (1960), Maso kříže (1961), ad. Medek zachází s barvou a malířskou hmotou jako s živou tkání, která je drásána a zraňována nožem i nehty a vykonané násilí je patrné a vyzařuje ven. Medek obrazy buduje postupně z několika vrstev, z nichž každá je svým způsobem definitivní a obsahuje významy, které nakonec mohou být zakryté a opticky neaktivní. Emotivní působení jedné vrstvy, která je na počátku úplně nejasná, určuje emotivnost nebo výraz další vrstvy a další a další tak, že na vrchní vrstvu je pronesena psychická aktivita všech vrstev. Proces vytváření vnitřního modelu je paralelní s prací. Je v tom zapojeno daleko víc intelektuální aktivity než jenom té citové a impulzivní.
Medek sám popisuje tento proces jako přímý otisk reality bez jakékoli distance – tedy již nikoliv zrcadlo, svědectví, atd., tedy něco jakoby z druhého břehu, nýbrž něco, co ten velký chvat a úzkostný nepokoj přímo realisuje, co je přímo v něm (12. 9. 1958). Dříve opticky čitelná definice vztahu ke světu, atd., se postupem k nefigurativnímu projevu intensifikuje v opticky samostatný prvek preparovaného obrazu. Jinde přirovnal svůj postup ke scéně z filmu Hamlet, kde kamera najíždí zezadu na hlavu L. Oliviera sedícího na břehu moře, projíždí jeho hlavou a nakonec je jeho očima.
Obraz je citlivou plochou, ve které se pochody a vztahy jeho psychiky otiskují během procesu, kterým dochází k upřesnění původní představy až ke konečné realizaci formou stop a otisků v malířské hmotě. Drama pohybu zanechává
stopu ve formě hladké plochy, která působí jako obnažená a živá rána uprostřed drastické struktury rozhrnuté hmoty, která tvoří její strup. Černá plocha v obrazu může být samotným předmětem malby, zatímco blána malby, která ji obklopuje, překrývá ostatní nicotu a je negativní definicí tohoto malého černého nic. O identifikaci malíře s hmotou obrazu vypovídají i pojmenování některých děl, kde je významově určující plocha uvedena v konkrétním rozměru (Místo pro 6 606 romantických cm², 1962).
Medkovy obrazy působí jako básnický čin, výkřik úzkosti, dramatická událost a lidské poselství, v němž je vedle imaginace a složitě zašifrovaného vědomí kultury i intuice za prahem osobní zkušenosti, obsažena především bezprostředně žitá realita. Ta nabývá jedinečnou povahu neodvolatelné osudovosti, která ustavuje naléhavost Medkovy výpovědi. Původně nepoetické emoce jsou během realizace nabíjeny vysokým básnickým potenciálem, aniž cokoliv ztratily ze své brutální bezprostřednosti. Otištěny do zformované malířské hmoty se posléze stanou svébytnou uměleckou realitou a emotivním apelem estetického řádu. Bohumír Mráz shledává v Medkově malbě dědictví Byzance, které se projevuje tíhnutím k zvláštní formě monumentality, smyslem pro absolutní prostor a zejména oslavou zářící hmoty olejové malby. Ve výsledném účinku převládá zážitek krásy, harmonie a dokonalosti malířského podání.
V cyklu Náhlé příhody Medek s mírným ironickým odstupem přisuzuje samotné malířské hmotě samostatnou existenci, která je příčinou drobných katastrof (Náhlá příhoda na hranici 16 200 růžových cm², 1962–1963). Cyklus Senzitivních manifestací a Senzitivních signálů reaguje na situaci jedince v moderním velkoměstě s jeho systémem návěští, upozornění a příkazů, které působí na podvědomí a nutí člověka jednat automaticky. V ploše obrazu se přitom uplatňují drobné „děje“ provedené rytou kresbou, které budou dominovat i v následujících etapách Medkovy tvorby.

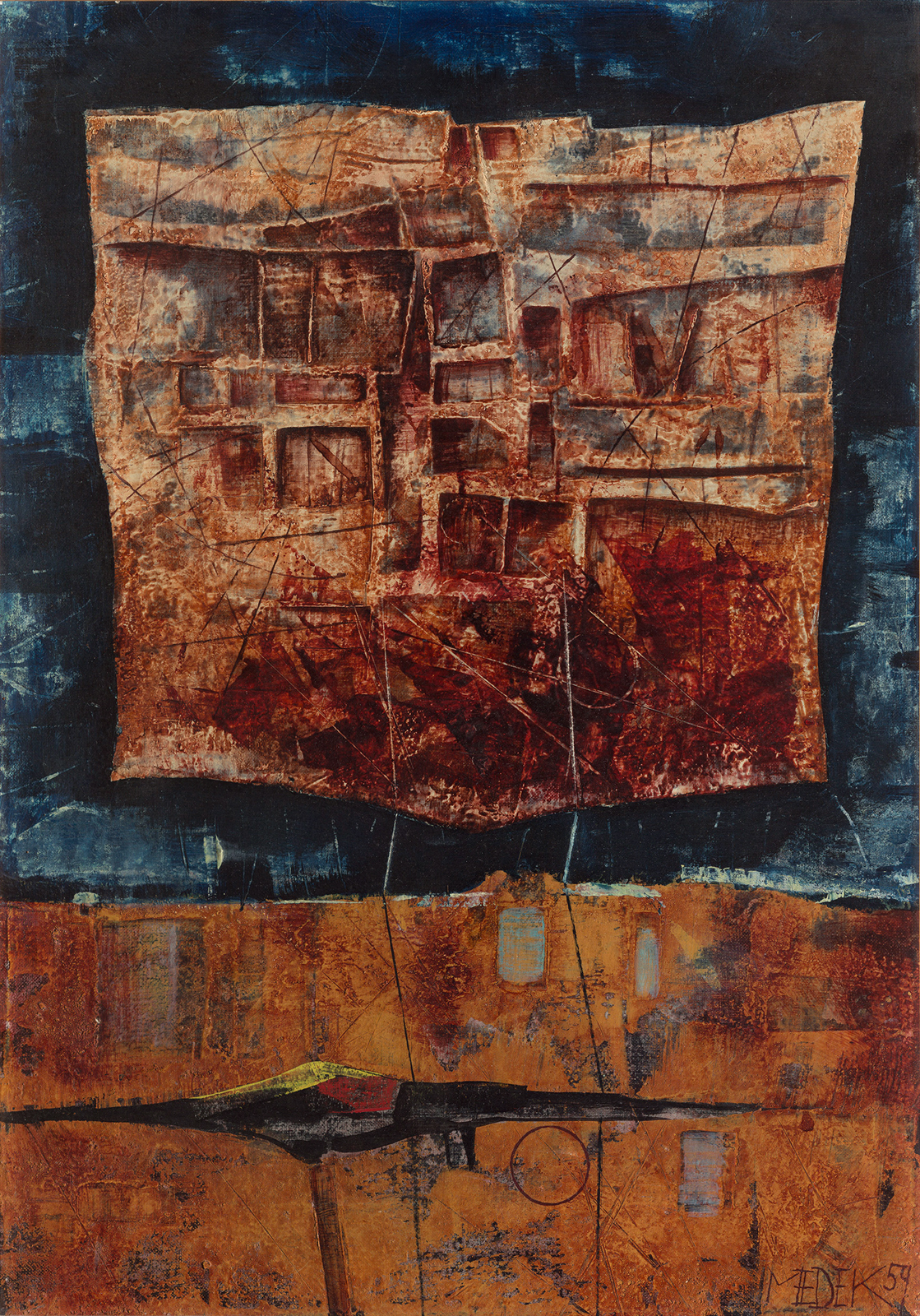
Mikuláš Medek, Mladý muž na útěku – Hlava (1959), Národní galerie Praha
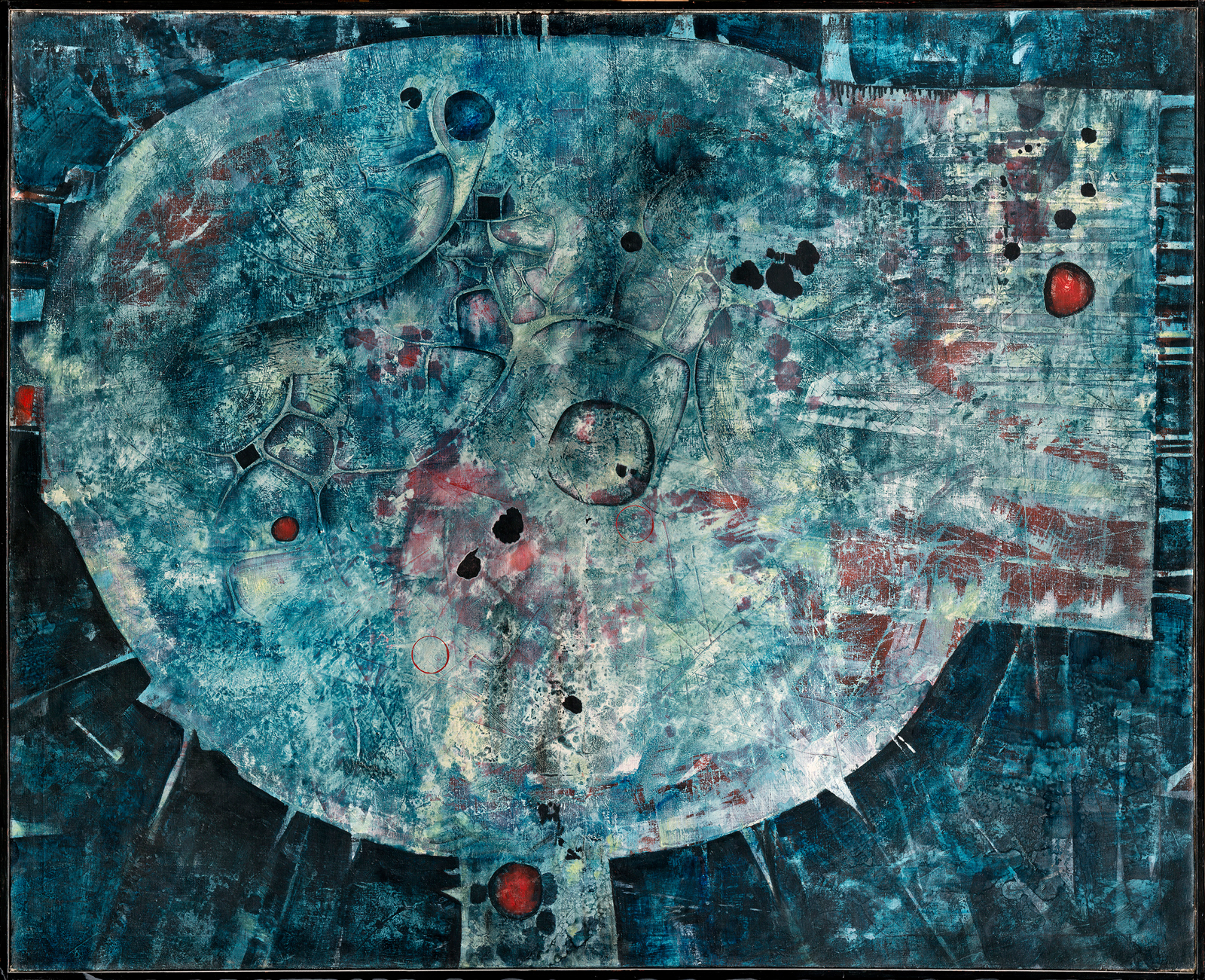
Mikuláš Medek, Velká hlava plná malých nezbedností (1960), Národní galerie Praha
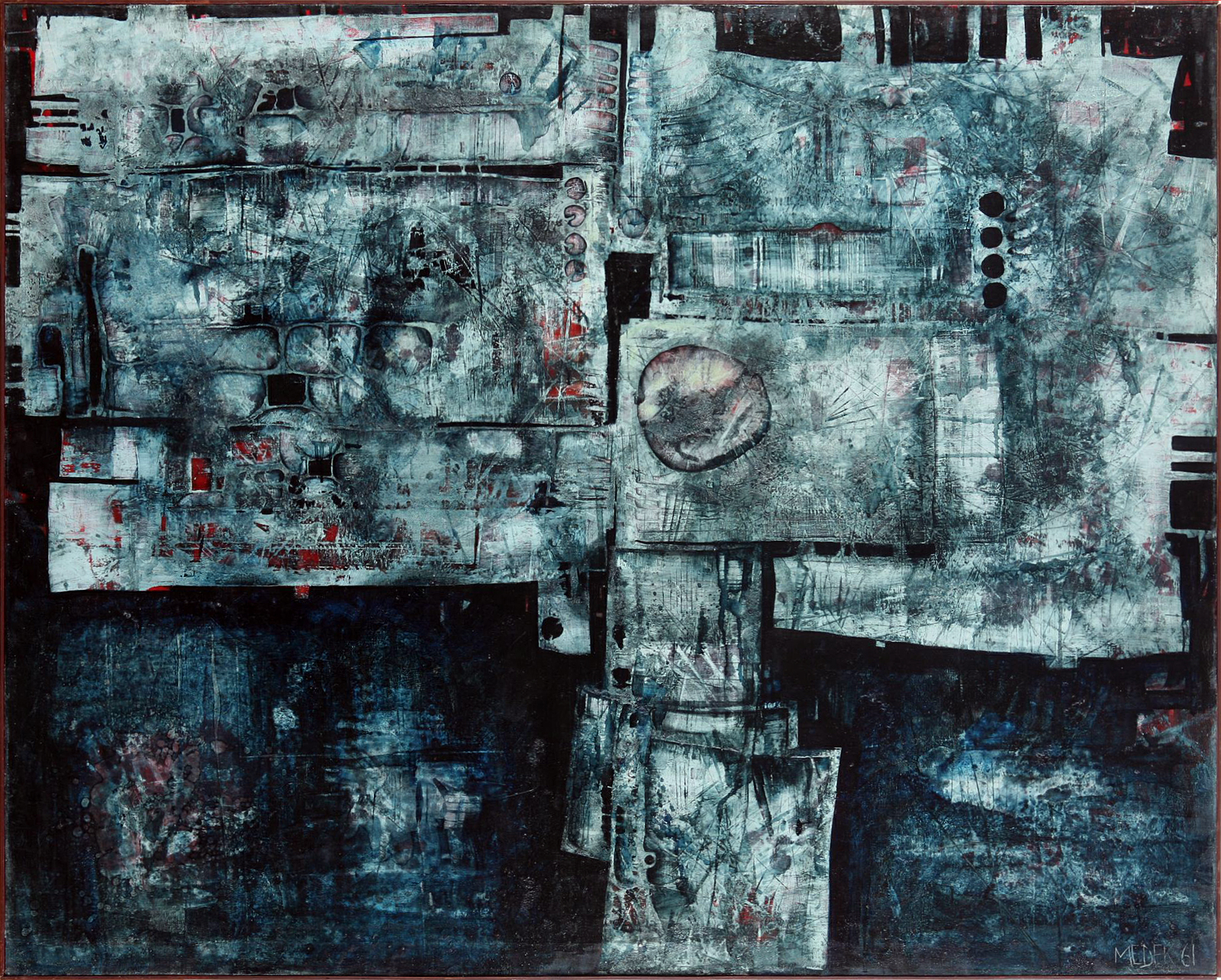
Mikuláš Medek, Kříž železa I (1961), Alšova jihočeská galerie v Hluboké nad Vltavou
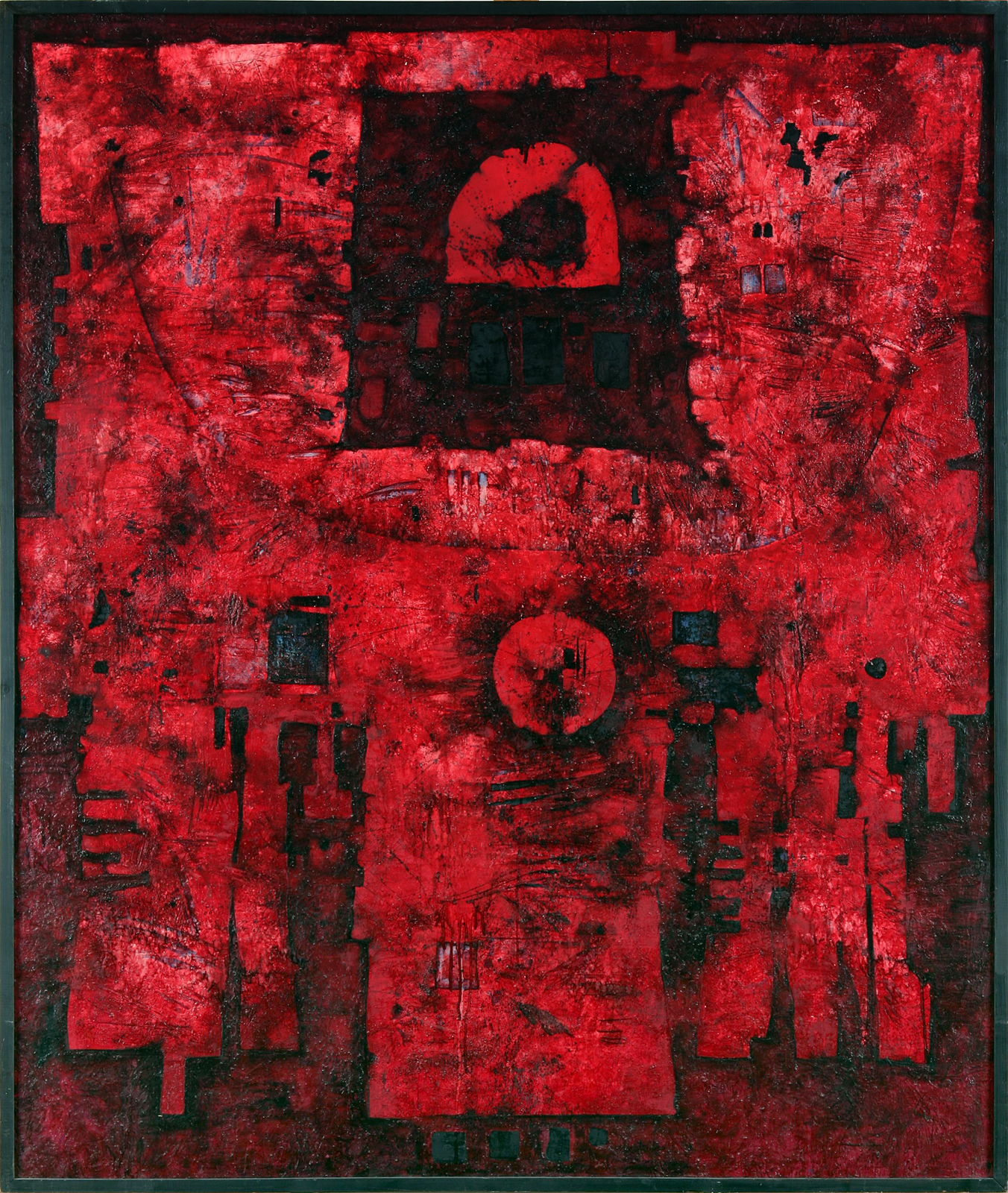
Mikuláš Medek, Oslava 21 870 červených centimetrů (1962), Alšova jihočeská galerie v Hluboké nad Vltavou

### 1964–1966
Medkova osobní situace se dramaticky změnila, když byl po demokratické volbě nového vedení Svazu československých výtvarných umělců v prosinci 1964 přijat jako člen a později náhradník ÚV SČSVU. Spolu s rehabilitací se stal předmětem kritického hodnocení kunsthistoriků, z nichž někteří považovali v polovině 60. let Medkovu malbu za konzervativní přežitek. Na vykladače svého díla z okruhu těch nejbližších, o nichž se začal domnívat, že mu příliš mluví do umělecké tvorby a života, Medek reaguje ironizujícím cyklem Inkvizitoři.
Medkovo páté tvůrčí období přechází plynule od cyklu Senzitivních signálů a představuje návrat k figuraci na pozadí obrazového prostoru a při zachování techniky strukturální malby. Pro rozsáhlé cykly obrazů vytváří novou figurální typologii s geometricky stylizovanými krky, končetinami a hlavami a s prvky přejatými z předchozích období – např. vlasy nebo ruce ve formě dlouhých zahnutých ostnů (nebo starších dravčích zobáků), jedové zuby z obrazu Dýmající hostina I (1950). Charakteristický obdélný tvar hlavy s temnými otvory místo očí se konstituuje obrazem Smrtka pro 21 870 křehkých modrých cm² (1964), zatímco v Žalu IV. inkvizitora (1965) jsou zavřené oči vyznačeny dlouhými řasami.
Řada obrazů reflektuje problémy s alkoholem (Příliš mnoho alkoholu, 1965, Příliš hluboký spánek II, 1965) nebo je autoportrétem malíře (Portrét svatého, 1966, Svatý nahý v trní, 1966), který se pro své onemocnění cukrovkou musel alkoholu vzdát (Ten svatý, to jsem vlastně já sám, když teď nemůžu pít, Mikuláš Medek, 1966). Důležitým mezníkem se stalo přestěhování do nového ateliéru (1.5.1966), který mu Svaz přidělil po Janu Čumpelíkovi. Medek se zde zpočátku cítil nesvůj a citlivost k prvkům reality viděné z okna se v obrazech projevila změnou koloritu i jako drobné modely strojků v rytinách proškrabovaných do barevné hmoty. Medek opět začal dělat malířské skici a na úzce vymezené ploše jednoho tématu zkoušel únosnost nové metody (Sklenice plná nepokoje I–V, 1966). V cyklu Hosté bez hostitele maluje portréty věcí, které symbolicky zastupují konkrétního člověka (Příšera, která chce žít líbezně, 1965 – V. Effenberger).

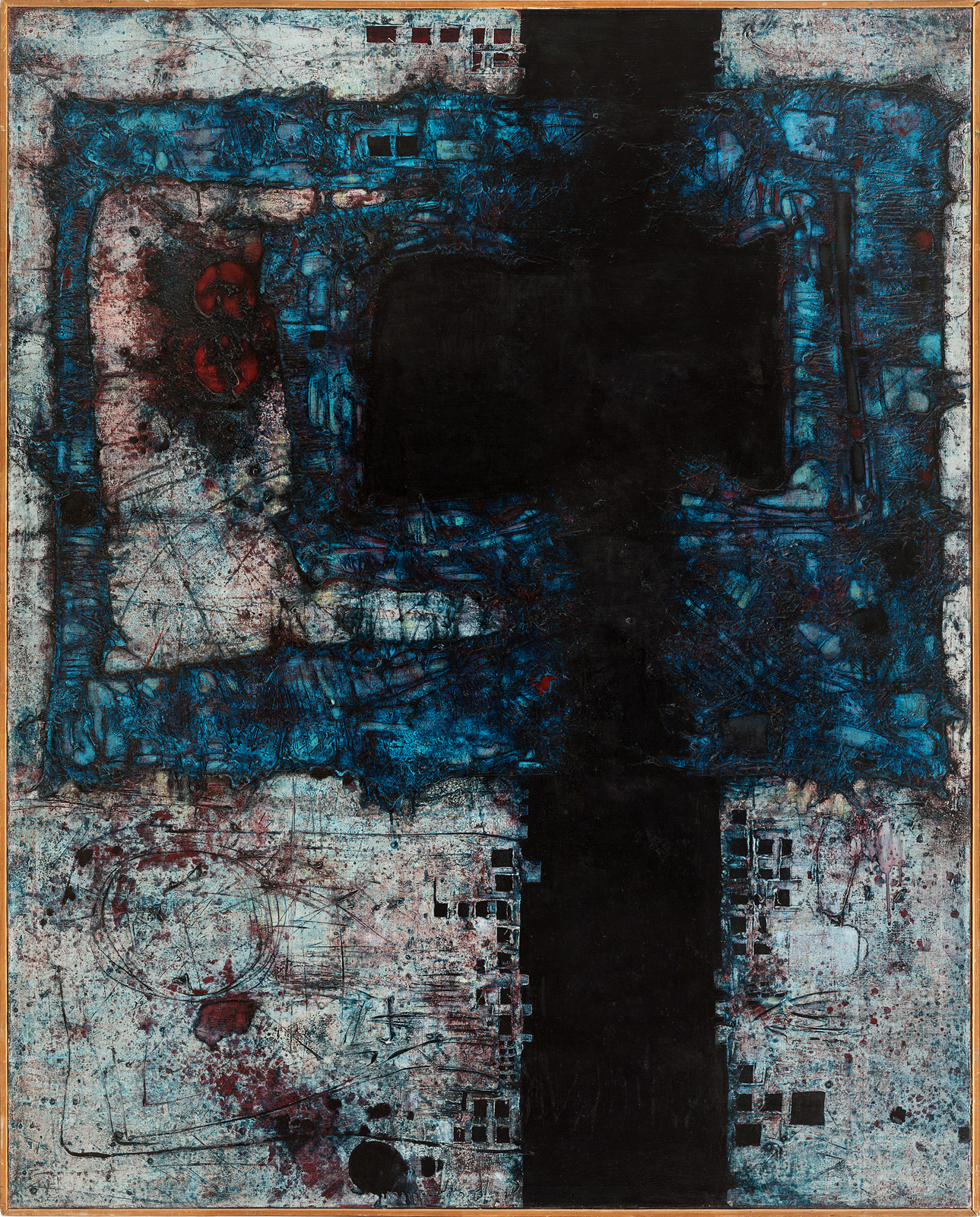
Mikuláš Medek, Senzitivní manifestace II (1963), Národní galerie Praha
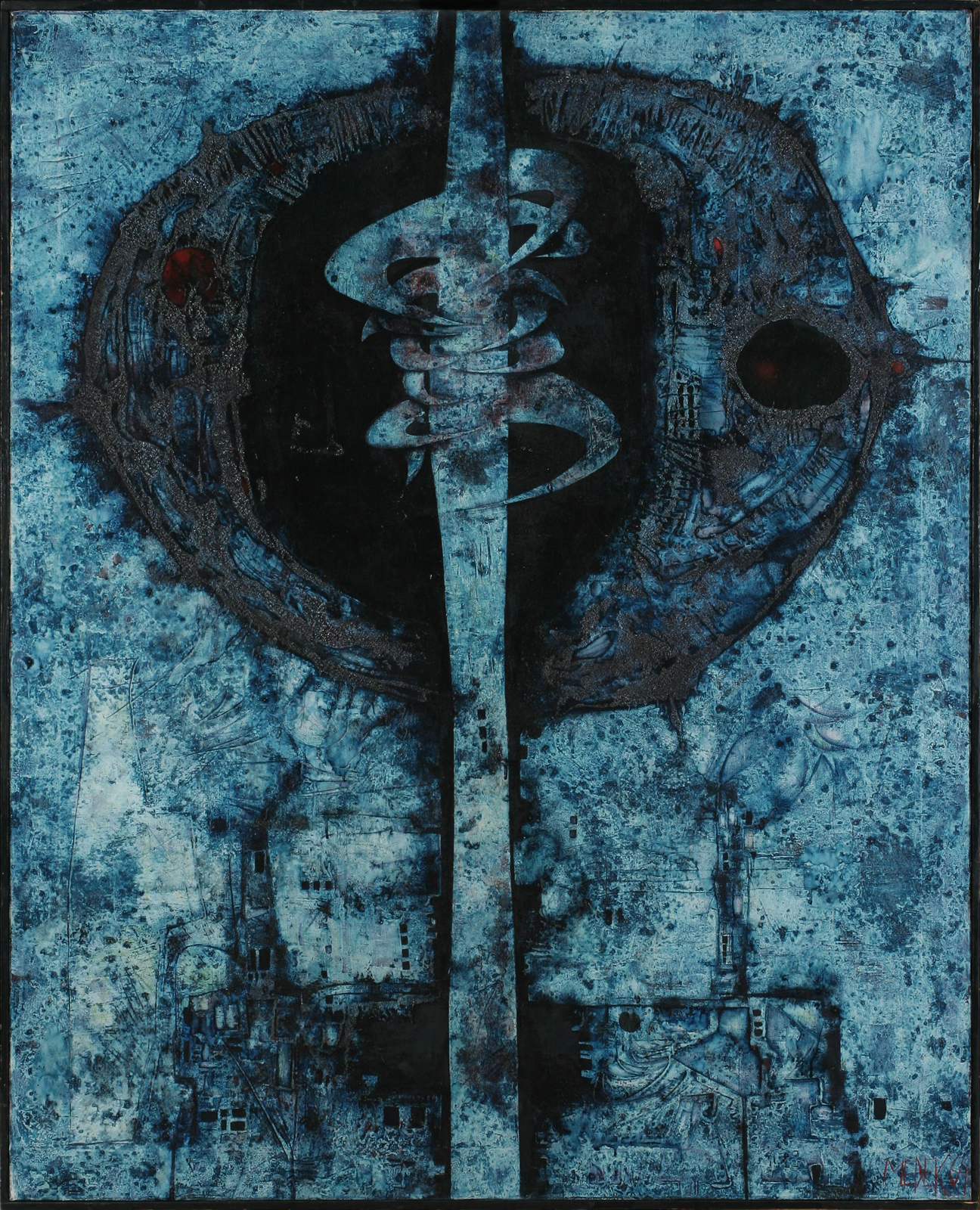
Mikuláš Medek, 162 cm křehkosti I (1964), Krajská galerie výtvarného umění ve Zlíně
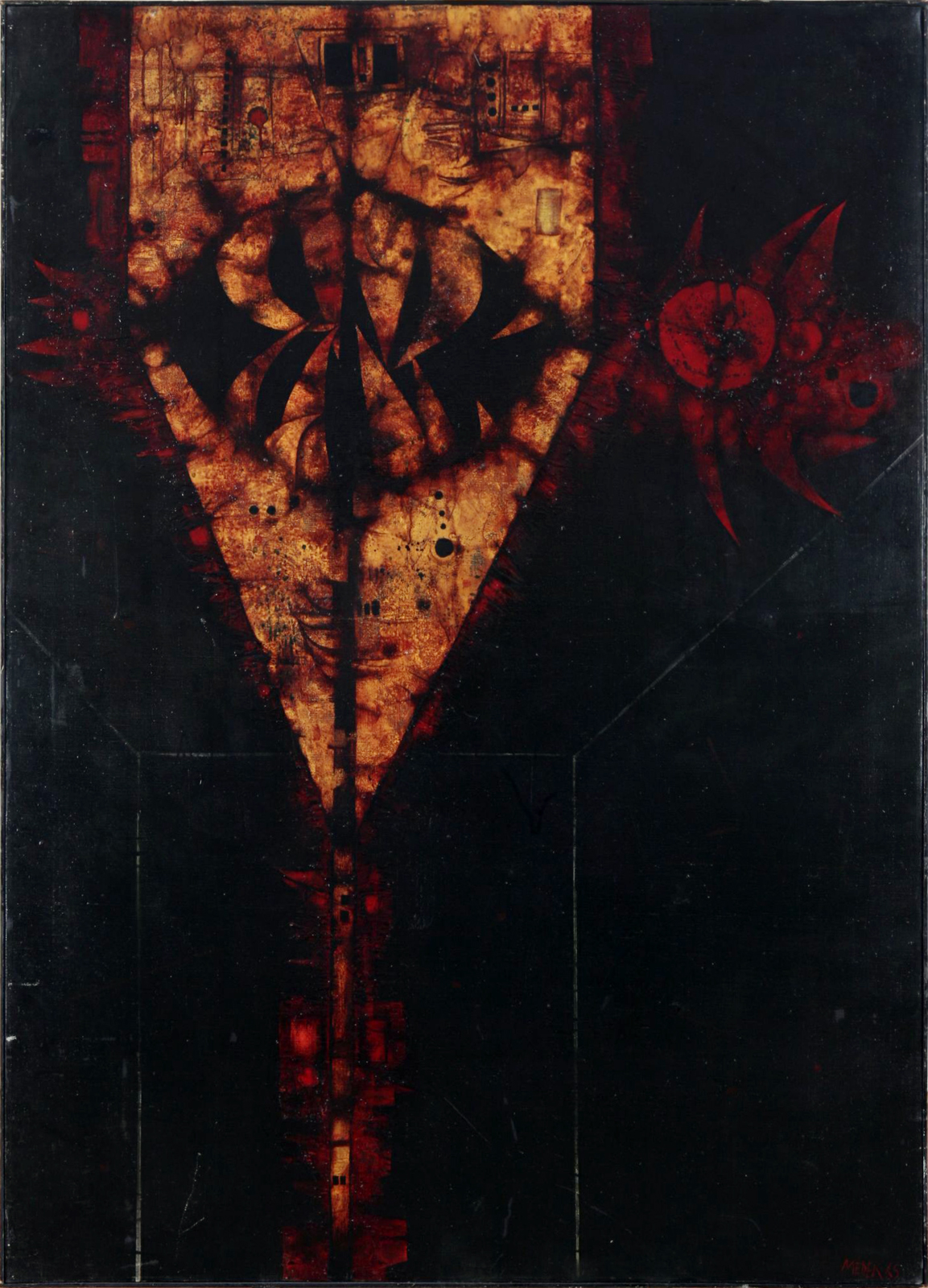
Mikuláš Medek, Žal IV. inkvizitora II (1965), Alšova jihočeská galerie v Hluboké nad Vltavou
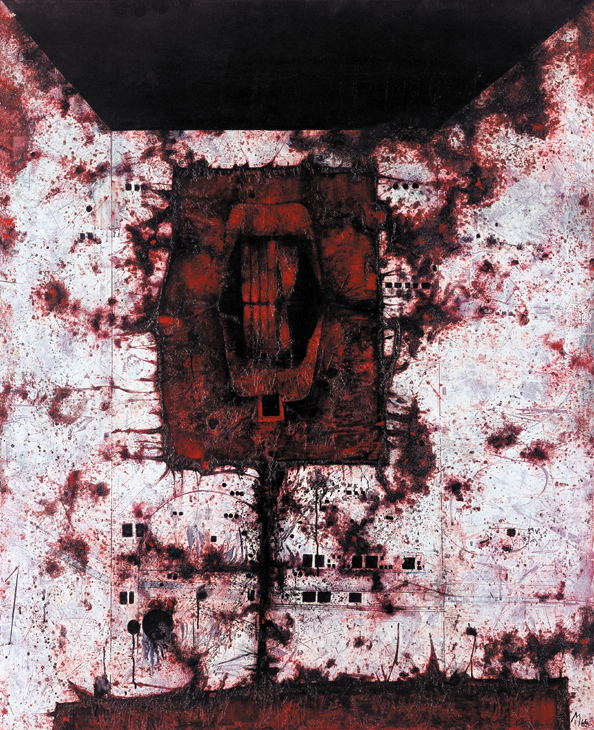
Mikuláš Medek, V lednu zblednu (1965), Moravská galerie v Brně (inv. č. A 1388)

### 1967–1969
V názvech Medkových obrazů z druhé poloviny 60. let, v nichž převládá figurace, se promítl nový vztah k námětu i tvůrčímu procesu, který vyjadřuje distanci a autoironii. Vznikla tak celá série Zobrazení pohledu na .. (Zvěstování, Hladového svatého, Muže v napětí). Některé obrazy odkazují ke starším námětům (Zázračná matka III, 1967, Modrý křik, 1967, Náhlá příhoda na hranici žluté III, 1967), ale jsou zpracovány novou formou. V obrazech vytvořených během pobytu v Janově se poprvé objevují drobné mechanismy v podobě koleček, převodů, zobákovitých záklopek a pák. Roku 1967 byly objeveny tzv. Madridské skicáky Leonarda da Vinci s množstvím technických nákresů. Medek, který se o Leonarda zajímal od studentských let, kdy objevil knihu Freda Bérence, Lionardo da Vinci, dělník rozumu (1939), podsouvá jeho strojkům erotický nebo sadomasochistický význam. V obrazu Zobrazení pohledu na muže v napětí (1967) je interpretuje jako vzájemně se požírající ptačí hlavy připevněné na společné ose. Inspirací k obrazu s technickým námětem byla také novinová fotografie letadlové lodi Enterprise (Pan Enterprise, 1968).
Technické motivy v Medkových obrazech mohou souviset i s odcizením, které cítil vůči technické civilizaci. Po svém návratu z prvních cest na Západ uvádí celkem otevřeně, že preferuje chudobu Východu blízkou františkánskému principu a ideu duchovního člověka jako nositele kultury (Nikdo nám náš socialismus nevezme z duše, protože my jsme tohodletoho zaprodanci). Byl nepochybně ovlivněn i revolučními idejemi Mao Ce-tunga, jehož Rudá knížka s vybranými citáty se stala populární mezi levicovými idealisty a bylo možno ji koncem 60. let získat na čínské ambasádě v Praze.
Obraz Pokus o portrét J. Ch. (1967) připomíná situaci, kdy byl Jindřich Chalupecký v rámci hapenningu zabalen do role balicího papíru. Stejný motiv předznamenává celý cyklus Projektanti věží, ve kterém Medek vrší množství ironických významů a demonstruje kritický odstup k technické civilizaci. Obrazy jsou především intelektuální konstrukcí, ve které je zdůrazněn obrys, kresba a tvar, zatímco struktura malby ustupuje do pozadí. Celé téma může souviset také se zakázkou na výzdobu nové letištní budovy v Ruzyni, které předcházely časté schůzky a porady s architekty. Motiv je obměňován v řadě variant a někdy vrchol věže přesahuje plochu obrazu jako symbol transcendence (Stůl projektanta věží, 1968). Poslední obrazy celé série z roku 1969: Hlava projektanta věží, Křik projektanta věží, Stůl projektanta milenců z růžové věže se vracejí ke starším motivům z obrazu Křik (1954), Smrtka (1964) nebo Hostina I (1950). S tímto cyklem souvisejí i obrazy věnované Hieronymu Boschovi, Markýzi de Sade nebo Wernheru von Braunovi. Roku 1968 Medek namaloval obraz, který se názvem vymyká z ostatních cyklů a byl zřejmě reakcí na srpnovou okupaci Československa – V ústech kamení, v hlavě boule (poprvé publikováno v Listech, 14. 11. 1968).

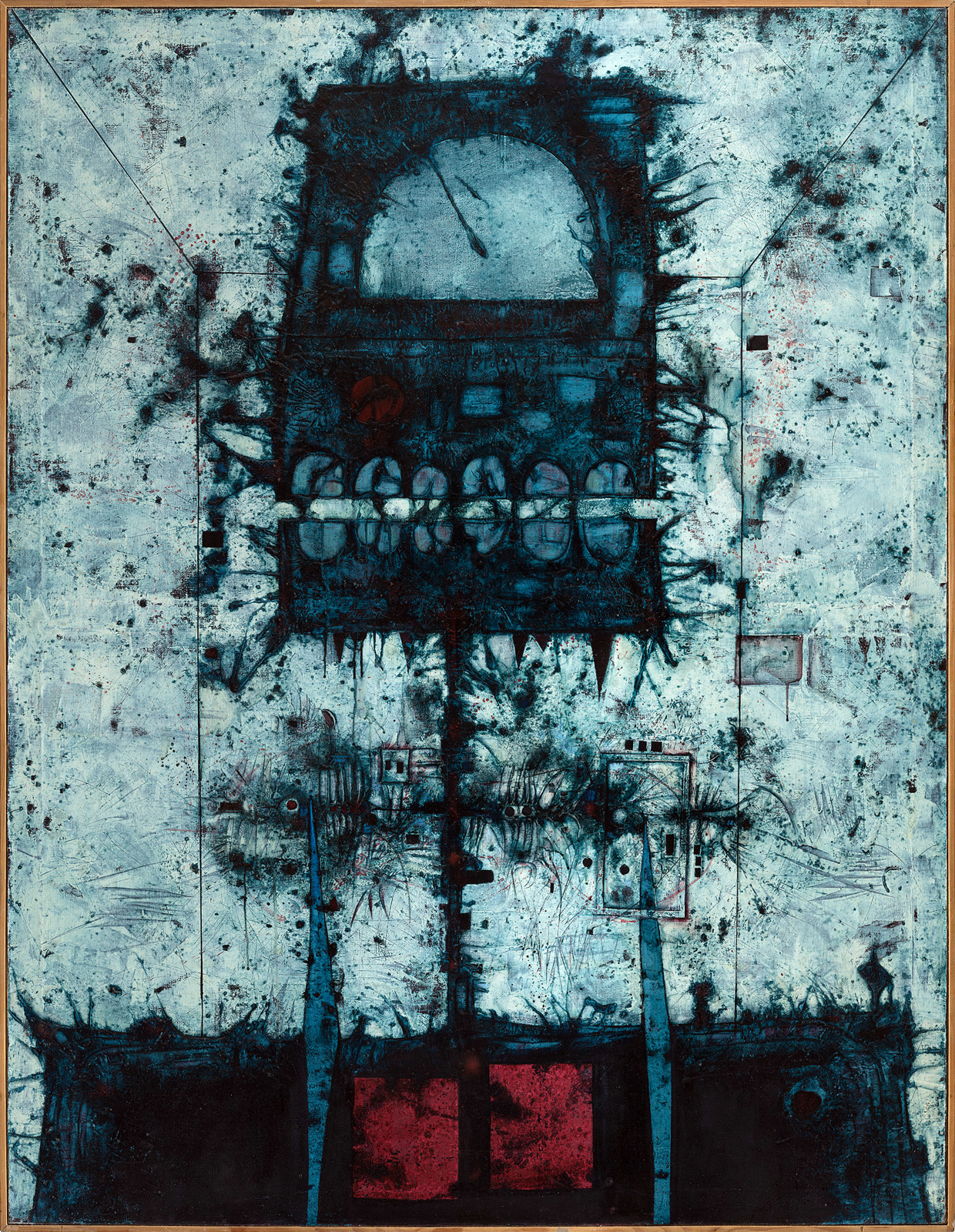
Mikuláš Medek, Zobrazení pohledu na hladového svatého I (1966), Národní galerie v Praze
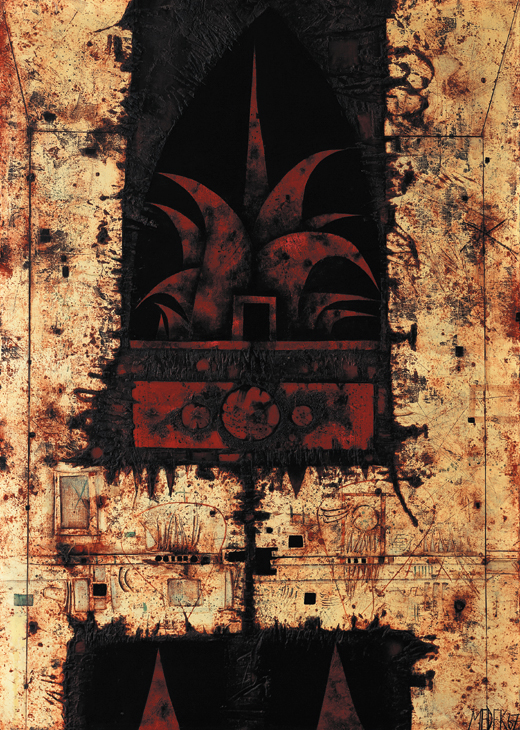
Mikuláš Medek, Červený svatý (1967), Muzeum umění Olomouc
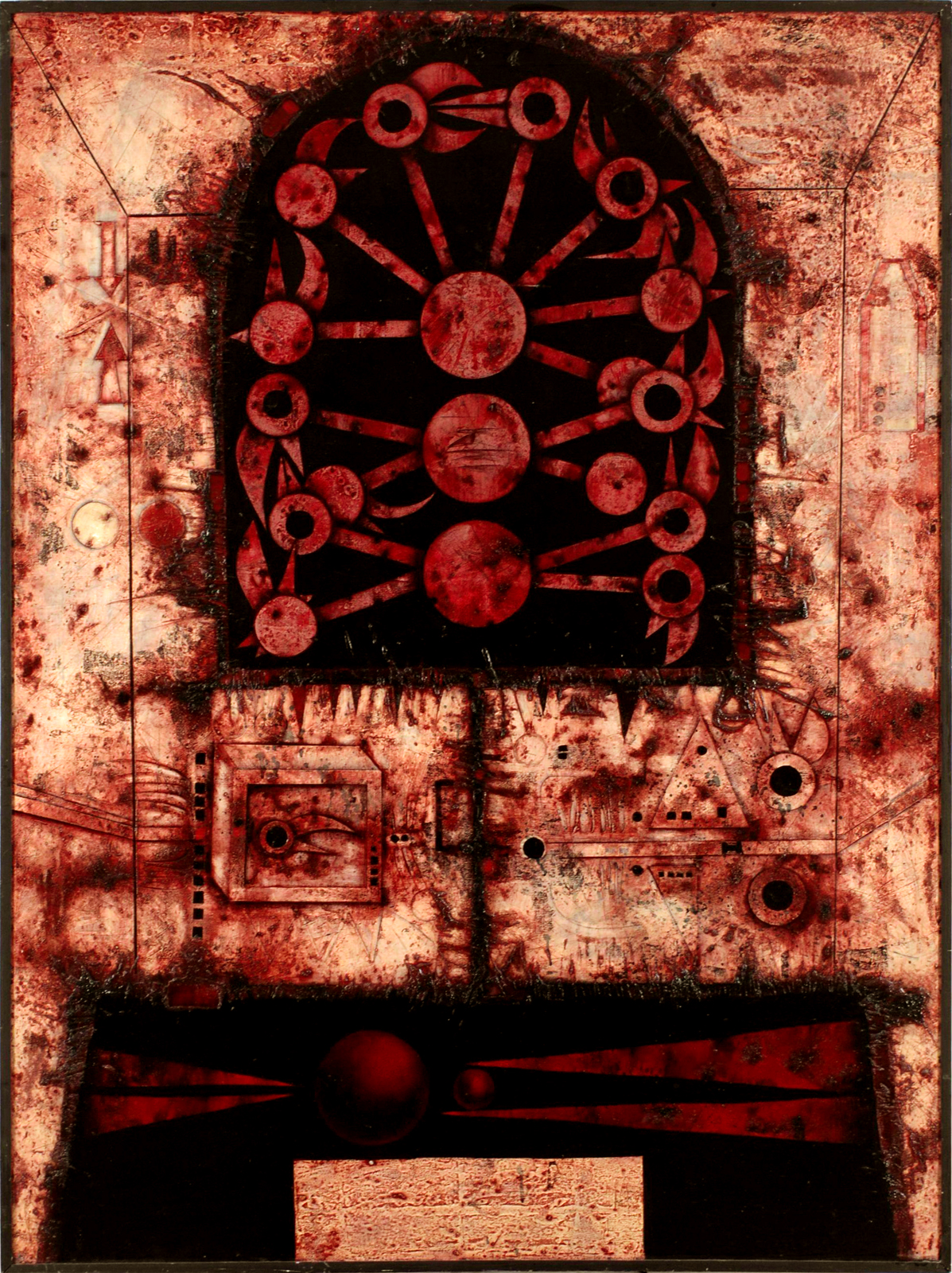
Mikuláš Medek, Zobrazení pohledu na muže v napětí (1967), Východočeská galerie v Pardubicích
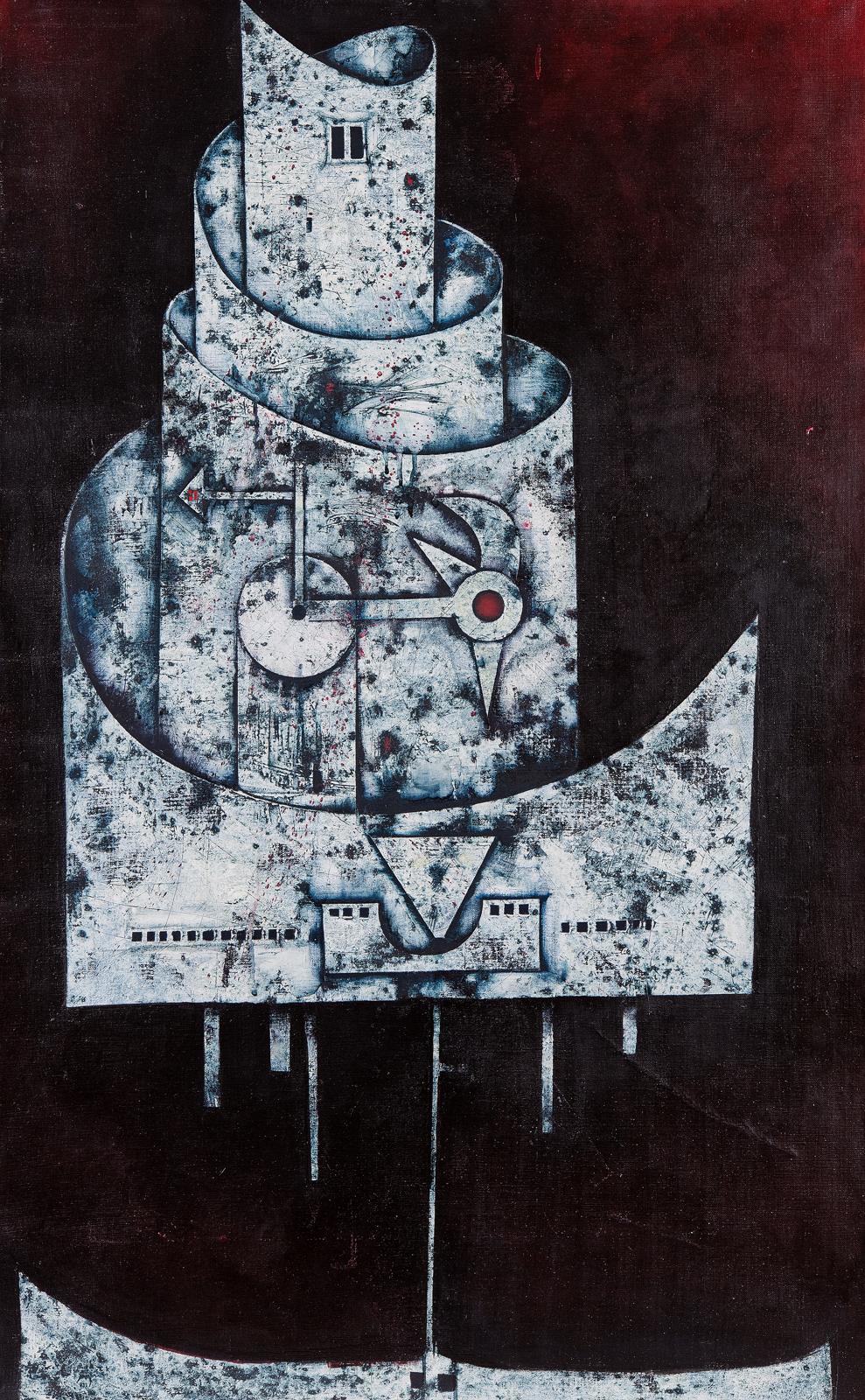
Mikuláš Medek, Pokus o portrét J. Ch. (1967), Galerie hlavního města Prahy
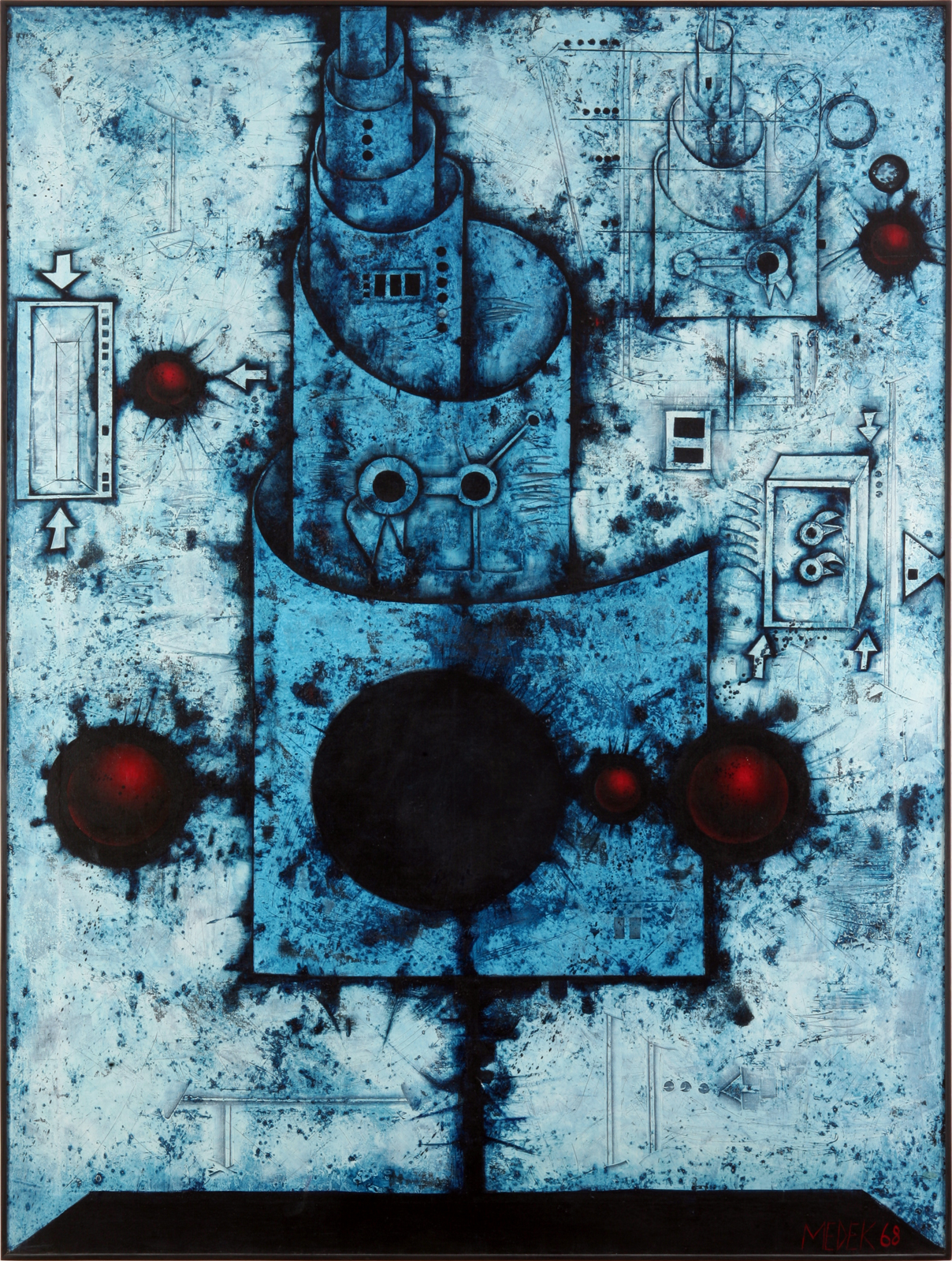
Mikuláš Medek, Stůl projektanta věží I (1968)
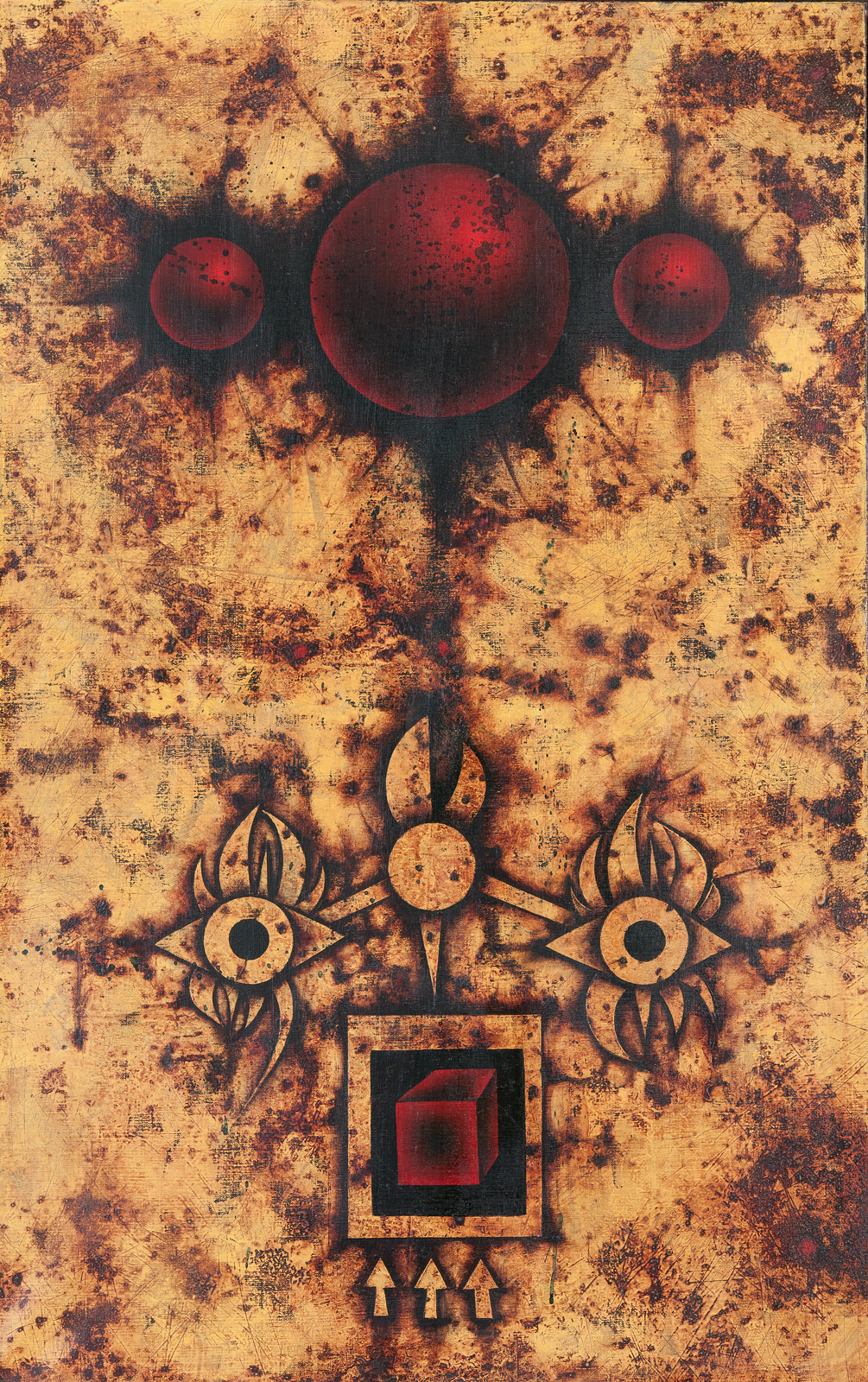
Mikuláš Medek, V ústech kamení, v hlavě boule (1968), Galerie hlavního města Prahy

### 1969–1974
Pomstychtivost kulturních normalizátorů byla vůči Medkovi krutá a vyřazení ze společnosti po roce 1970 se příliš nelišilo od 50. let. Medek byl navíc sužován svou nemocí a veškerou zbývající energii věnoval malování. Vrátil se k některým námětům až do 50. let a formálně je zcela přepracoval (Zlatý křik III, 1969, Zázračná matka V (1970). Zároveň se v jeho obrazech ze 70. let objevují citace motivů z předchozí tvorby i návraty k biomorfním inspiracím z jeho malířských začátků. V obrazu Iviška II (1970) i několika obrazech z cyklu andělů (Hlava žíznivého anděla II, 1970, Žíznivý anděl II, 1970) připomínají struktury hlav průřez rostlinným pletivem. Kniha o středověkém náboženském hnutí byla podkladem pro cyklus expresivních obrazů Bekyně I-III (1970) a obraz Lampa zběsilé jeptišky.
Roku 1970 Medek vytvořil oltářní obraz pro kapli v Kotvrdovicích, kterému předcházelo několik studií s geometrickými tělesy provedenými iluzivní plastickou malbou. 70. léta znamenala v jeho životě sužovaném nemocí zároveň mimořádné tvůrčí vzepětí. Medkovo osobní martyrium je zpodobeno křičící hlavou v obrazu Chmurný abstinent (1970), nebo nástroji Kristova umučení z kotvrdovického oltáře použitými znovu v obrazu Holubník (Dutá hlava) (1970). Téma smrti a utrpení se opakuje v různých obměnách ve všech jeho dílech po roce 1970. Pro dvojici obrazů Střelnice (1973) si vypůjčil název od Toyen, která na toto téma vytvořila v letech 1939–1940 soubor dvanácti kreseb. Příchod anděla smrti zpracoval v rozsáhlém cyklu Andělé bolestného okna (1970), Žízniví andělé (1970–1973), Žízniví andělé v okně (1970–1973) Andělé zlých ptáků, Tančící andělé černé smrtky. Ze stejné doby pochází dvojice (Veroničiných) Roušek (1971–1972). Medkovo dílo uzavírá cyklus Pohyblivých hrobů, kde se znovu objevují obelisky z jeho raných kreseb k povídce Evelyna Waugha Drazí zesnulí (1957) a motivy z obrazů Střelnice (1973), tentokrát v rudé barvě na pozadí černé nicoty. Klamná perspektiva stavebních bloků – obrub, desek, strážců prahu – dekomponuje a suverénně mate prostor agónie. Obrazy jsou postaveny z prvků, jejichž tajemství znal jen sám malíř a podle Linhartové mají formu, která připomíná dělohu, jako symbol obnovující síly univerza (Pohyblivý hrob II, jako batole, 1973). Medkovo dílo uzavírá malý obraz Čtyři kruhy (1974).

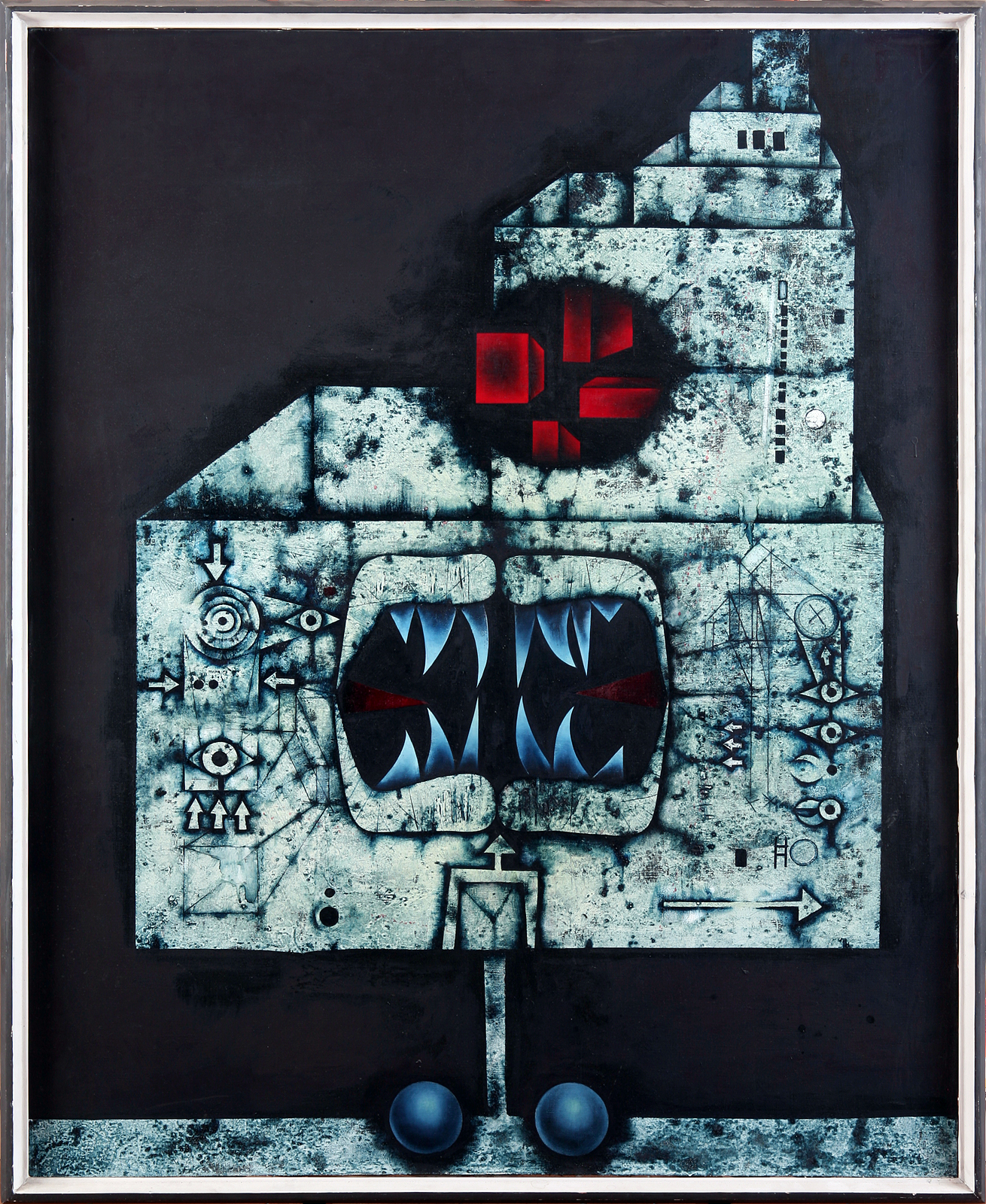
Mikuláš Medek, Pokus o portrét Markýze de Sade II (1969), Galerie moderního umění v Hradci Králové
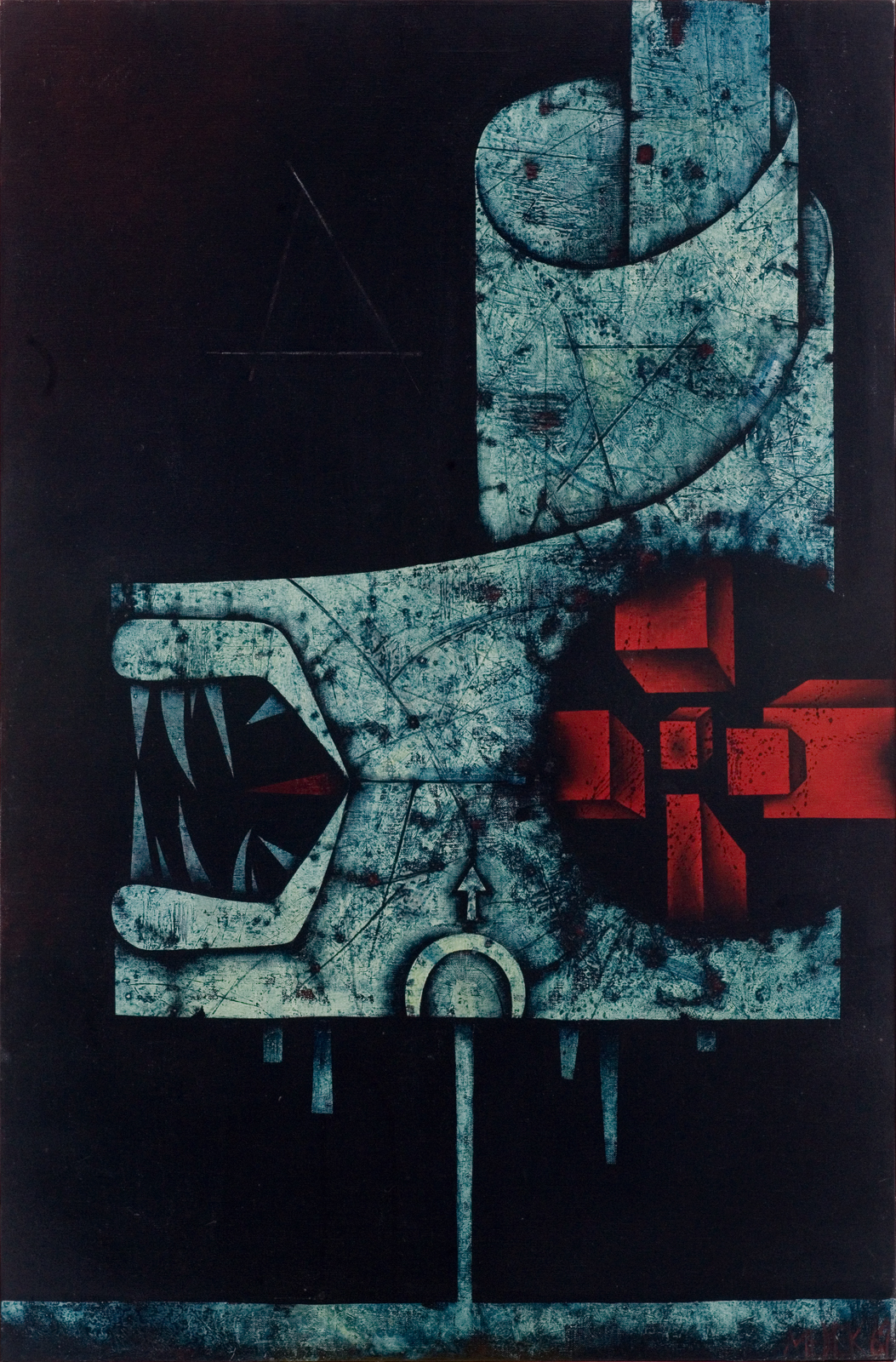
Mikuláš Medek, Hlava projektanta věží X (1969), Moravská galerie v Brně
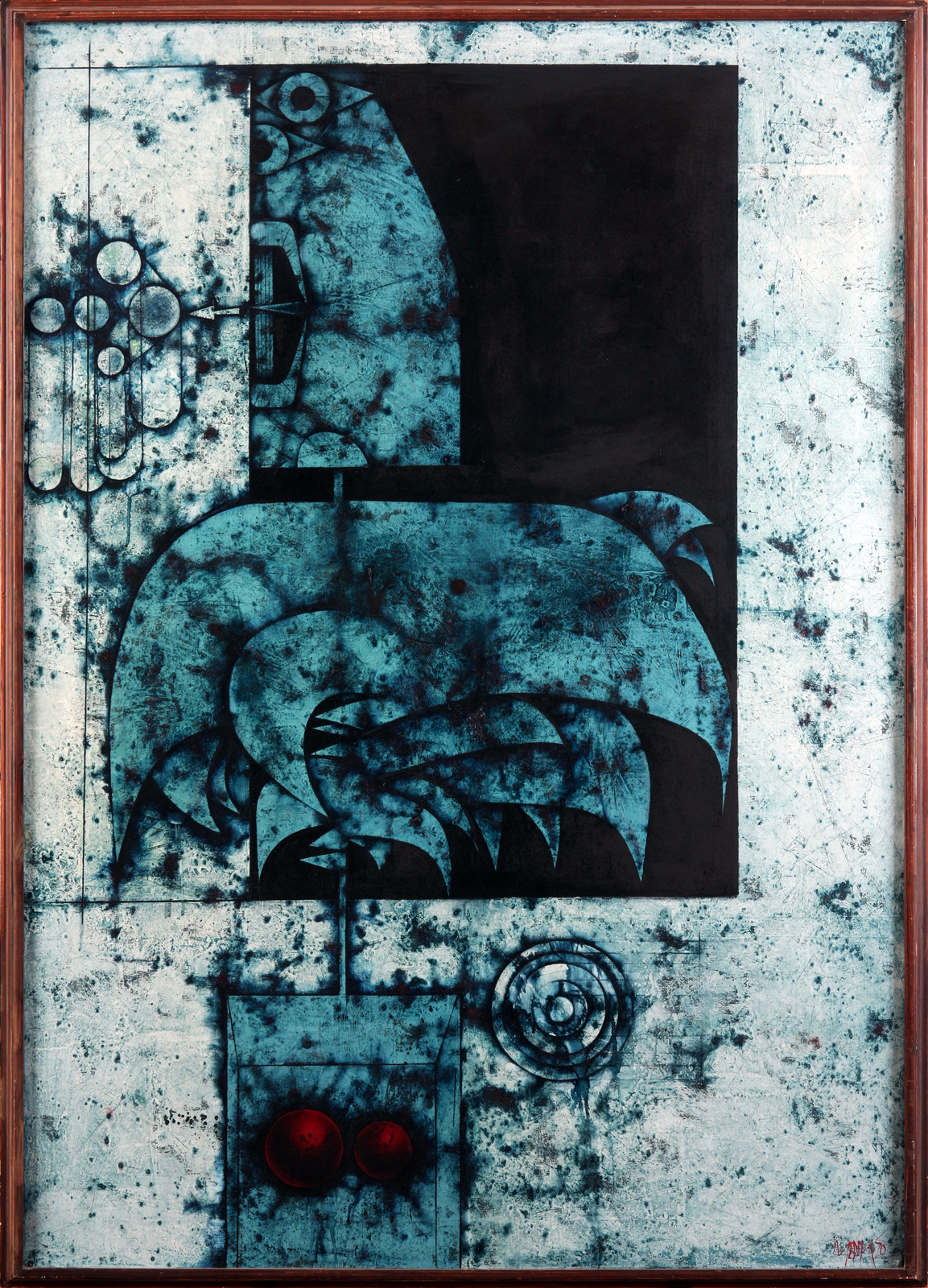
Mikuláš Medek, Žíznivý anděl v okně (1970), Galerie moderního umění v Hradci Králové
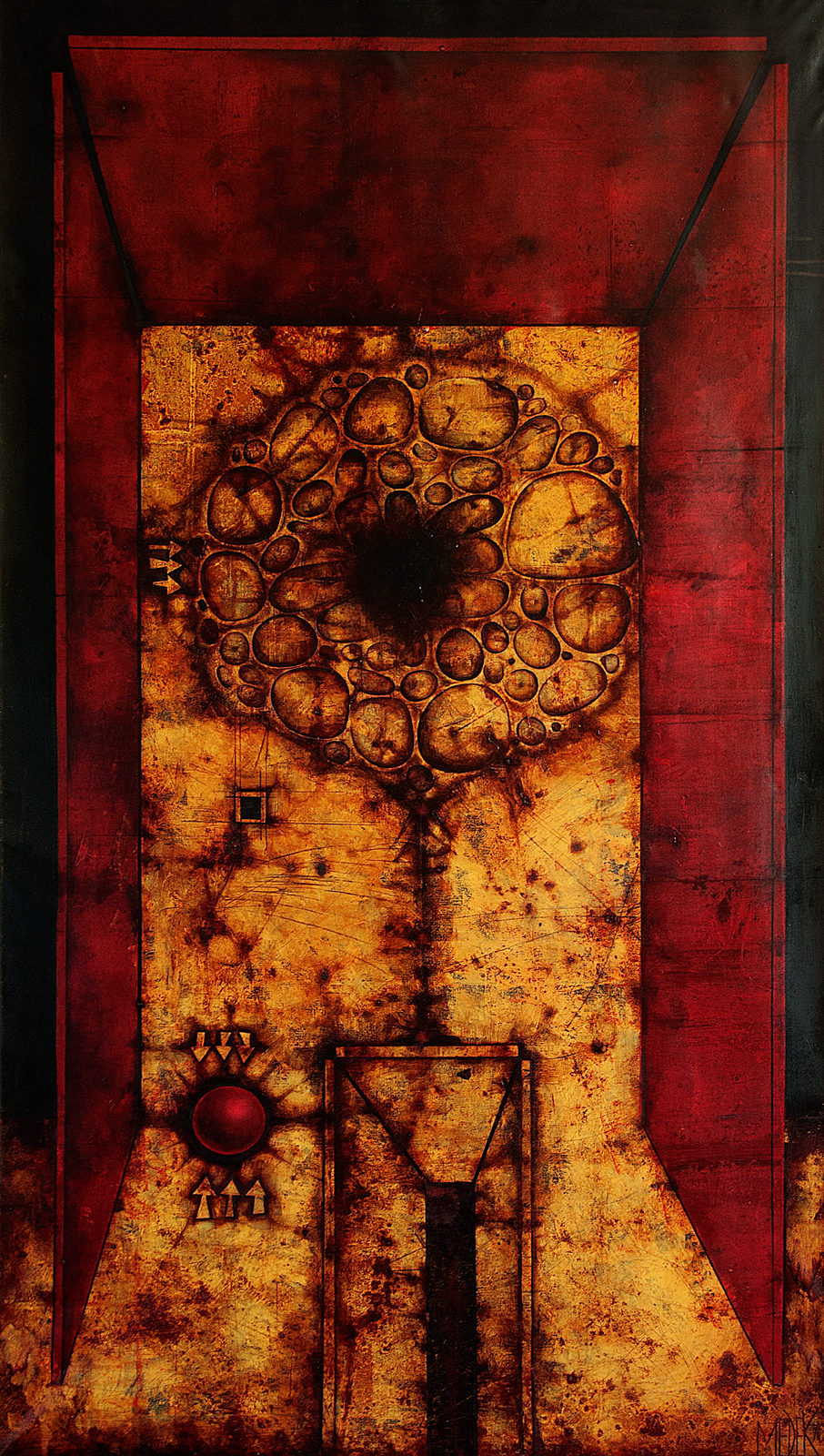
Mikuláš Medek, Velká Iviška (1970), Galerie Kodl, Praha
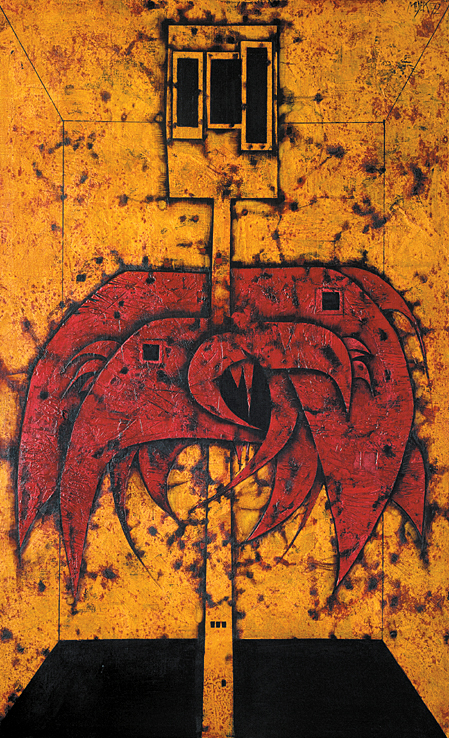
Mikuláš Medek, Tančící smrtka II (1972), soukr. sb
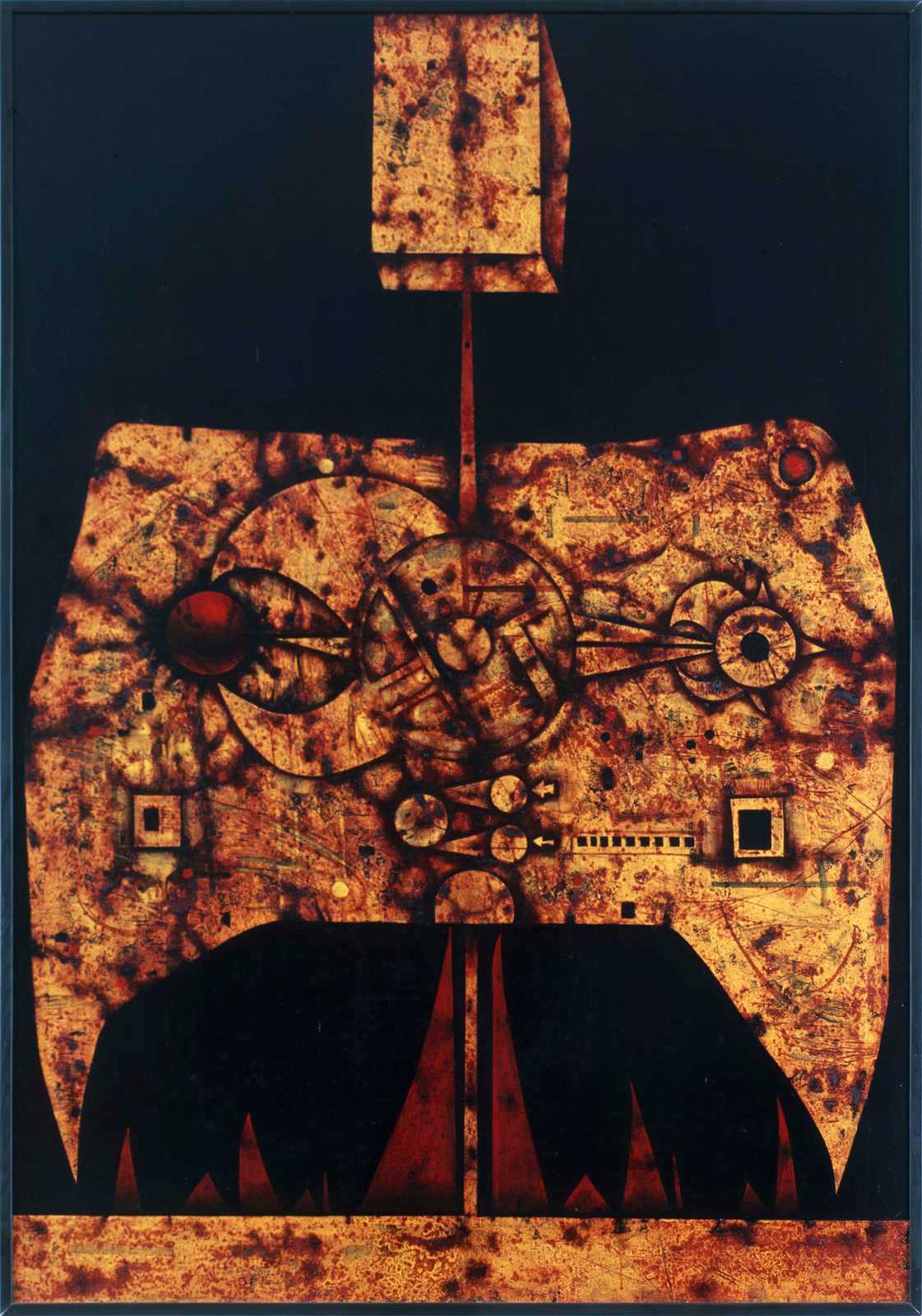
Mikuláš Medek, Anděl zlých ptáků I (1972), soukr. sb
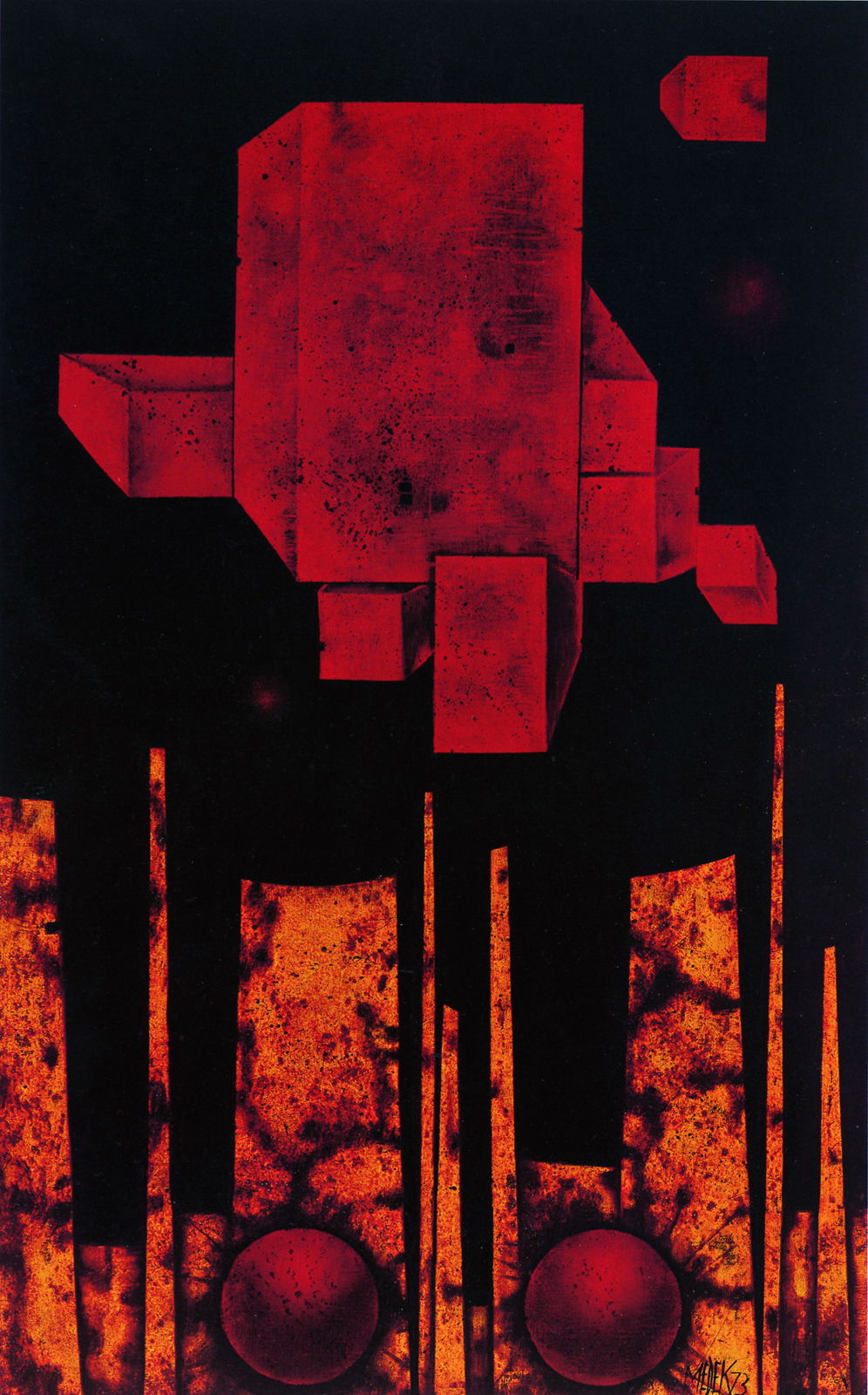
Mikuláš Medek, Pohyblivý hrob IV (1973), Galerie moderního umění v Roudnici nad Labem

Mikuláš Medek byl jeden z nejdůsledněji postihovaných malířů, ne-li vůbec nejpostihovanější, různými zákazy a restrikcemi až do poloviny 60. let a po krátkém rozvolnění, od 70. let pak znovu. Jeho život i jeho obrazy působí jako výkřik. Je to sled opojení a smrtících pádů. Je to kaleidoskop lidského utrpení, uměleckých pochybností, duševní trýzně, fyzické bolesti. Mikuláš Medek je zcela výjimečná osobnost naší výtvarné scény. Jeho tvorba je ohromující, nenapodobitelná, těžce vykoupená.

### Medkova malířská technika

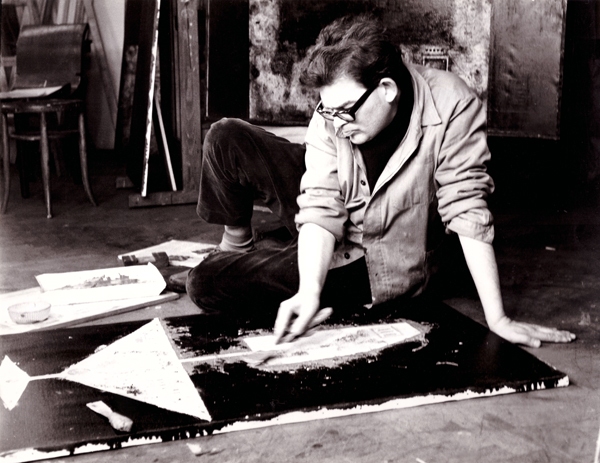
Emila Medková – Mikuláš Medek, ateliér 1965–1966

Raná díla menších formátů jsou na kartonu, překližce nebo masonitu, pozdější výhradně na plátně. Desky šepsoval křídou s přídavkem alabastrové sádry a brousil, aby dosáhl hladké plochy. Rám si sestavoval sám a práci na obrazu začínal napnutím a přípravou plátna, klížením a šepsováním plavenou křídou. V období imaginativní a figurální malby užíval plátno s hustou vazbou a pro zářivý podklad přidával do křídy bělobu. Na přípravnou kresbu tuší maloval olejovými barvami v lehkých lazurních vrstvách. Pro figurální obrazy dělal přípravné kresby na balicí papír a ty pak přenášel na plátno. Figury maloval mastnou vaječnou temperou a pozadí olejovými barvami. Medek měl v 50. letech jako neregistrovaný malíř problémy s obstaráváním materiálu a proto některá plátna sejmul z rámu a použil znovu z opačné strany.
Koncem 50. let začal užívat pro vytvoření plastické struktury obrazu syntetický email (Industrol) ředěný terpentýnem a první vrstvy obrazu maloval v horizontální poloze na zemi. Syntetický email míchal s plavenou křídou nebo s pískem a zpevňoval a barvil olejovými barvami. Základní vrstvu dělal širokou špachtlí a pak pomocí menších špachtlí vyrýval okraje kresby a detaily. Po zaschnutí na vrstvu emailu nanášel řídkou olejovou barvu a postupně ji dekalkoval přiloženými novinami a kartáčem, někdy opakovaně. Po vytvrzení podkladu provedl vlastní malbu plochými štětci a olejovými barvami. Používal olejové barvy značky Štolo, ponejvíce pařížskou modř, kadmium a kraplak tmavý. Obraz po úplném zaschnutí nalakoval damarovým lakem.
Do poloviny 50. let označoval obrazy přesným datem, později obrazy signoval až dodatečně pro výstavu nebo prodej a datování může být nepřesné.

### Realizace
- 1963 obraz Průnik prostorem (182×401 cm) pro kancelář ČSA v Damašku
- 1963 čtrnáctidílné panó (248×1701 cm) pro kancelář ČSA v Košicích
- 1963–1965 Kříž, oltářní obraz, děkanský kostel svatého Petra a Pavla v Jedovnicích. Rám obrazu je dílem Jana Koblasy.[63]
- 1966 nástěnný obraz Křehkosti (Modrá rotace vesmíru) pro cestovní kancelář v Paříži (jedna část nyní na Pražském hradě)
- 1969 Signály, 319×1747 cm, původně pro tranzitní restauraci letiště Praha – Ruzyně, nyní v majetku Národní galerie[64]
- 1970 Nejsvětější Srdce Páně, oltářní obraz, 180×140 cm, kaple Božského srdce Páně v Kotvrdovicích[65]
- 1970 obraz Velká Iviška, 215×120 cm, pro cestovní kancelář v New Yorku
- 1971 Čtrnáct zastavení Křížové cesty, 122×1050 cm, Kostel svatého Josefa v Senetářově[66][67]
- 1973 mozaika Slunce na průčelí školy ve Žďáru nad Sázavou (provedly dílny Ústředí uměleckých řemesel)

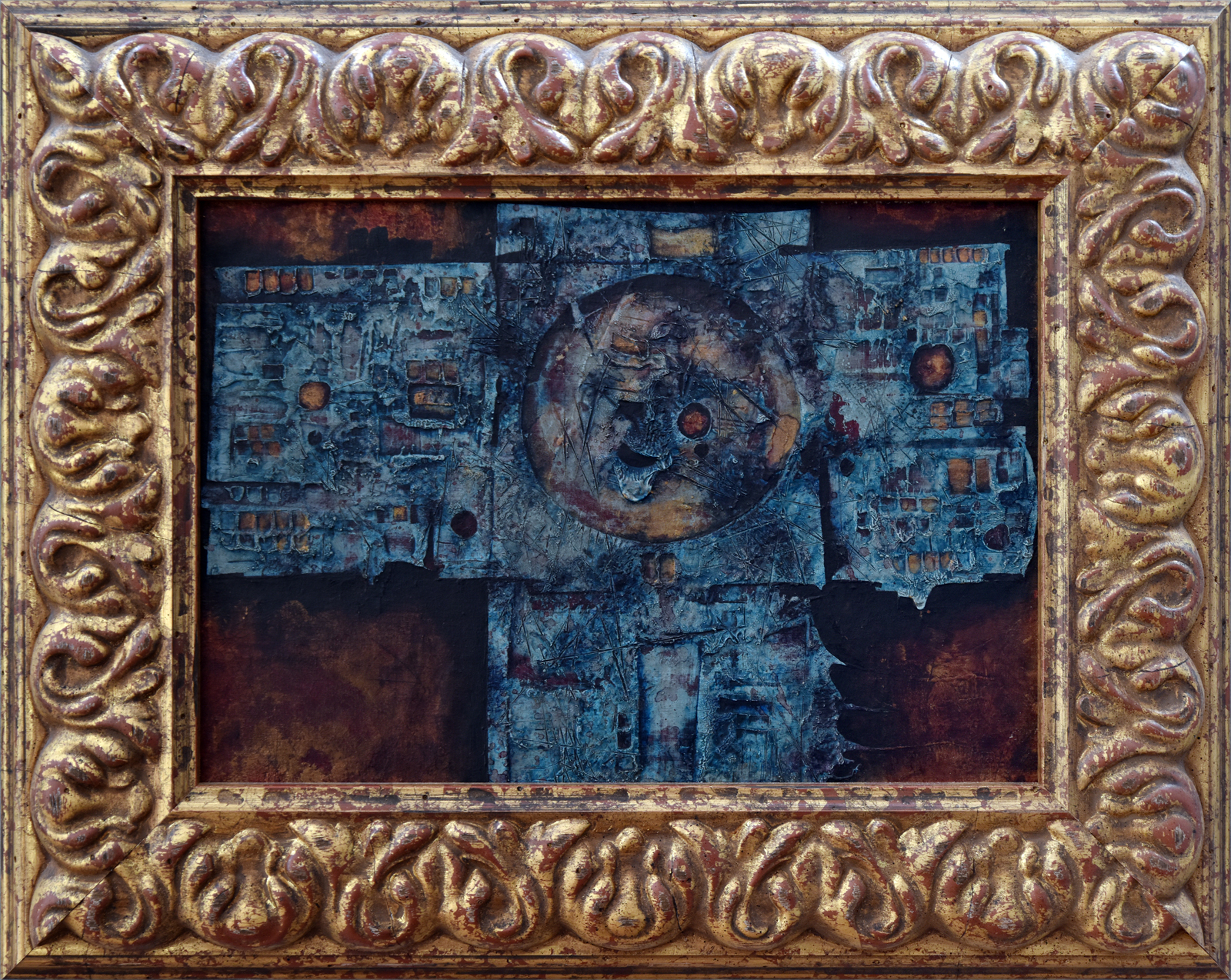
Mikuláš Medek, Románský kříž (asi 1963)
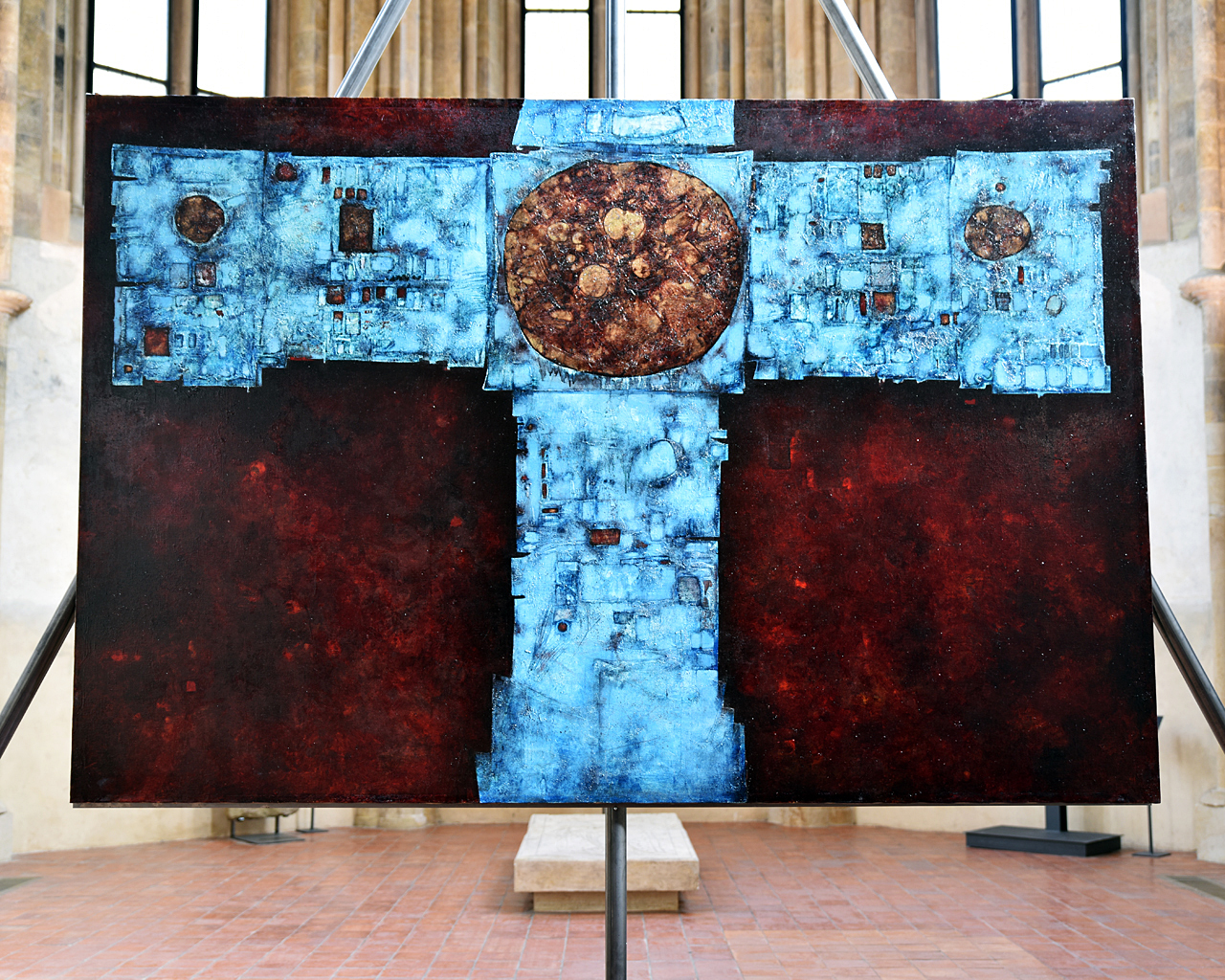
Mikuláš Medek, Kříž, oltářní obraz v Jedovnicích (1963)
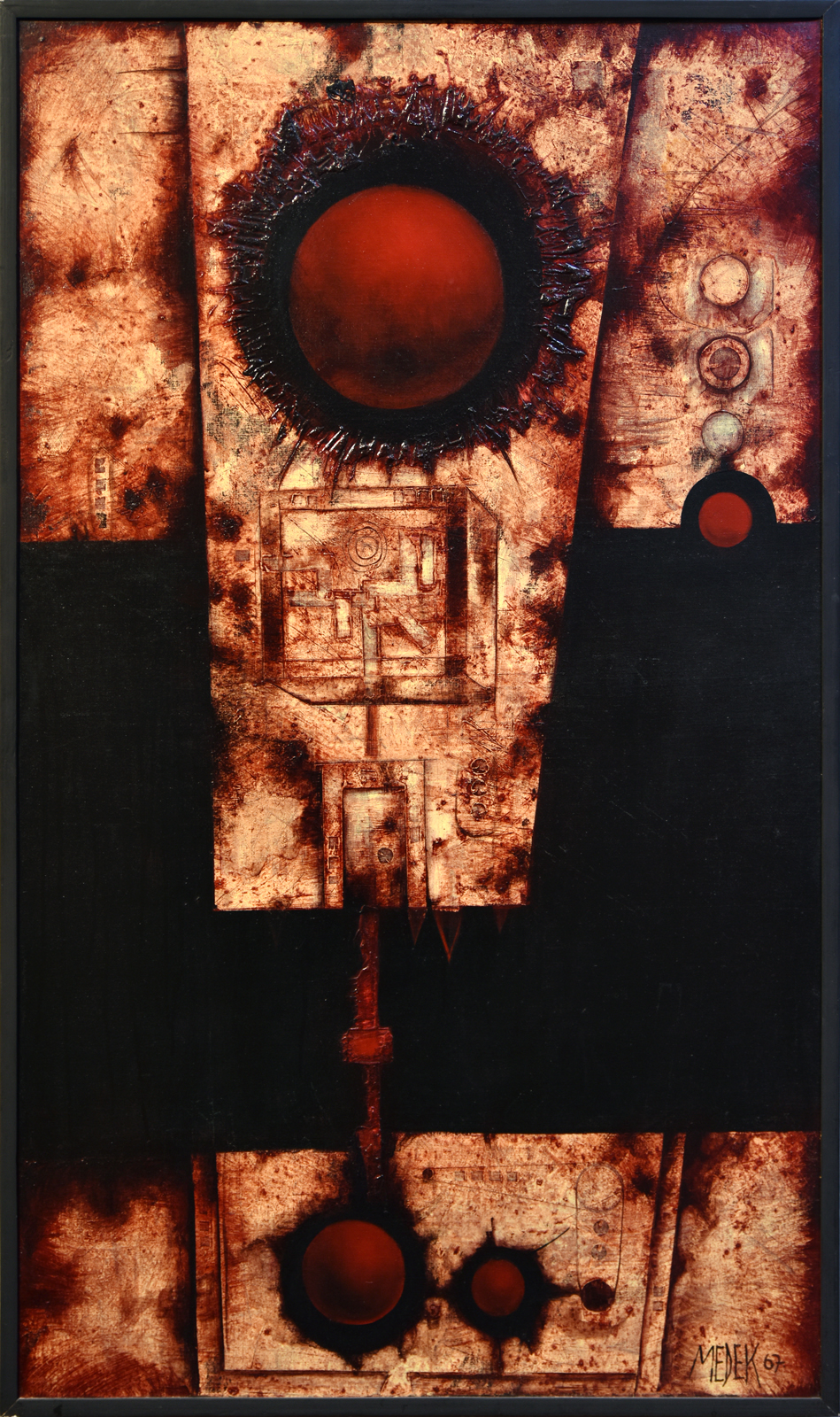
Mikuláš Medek, Zuřivá monstrance II (1967)
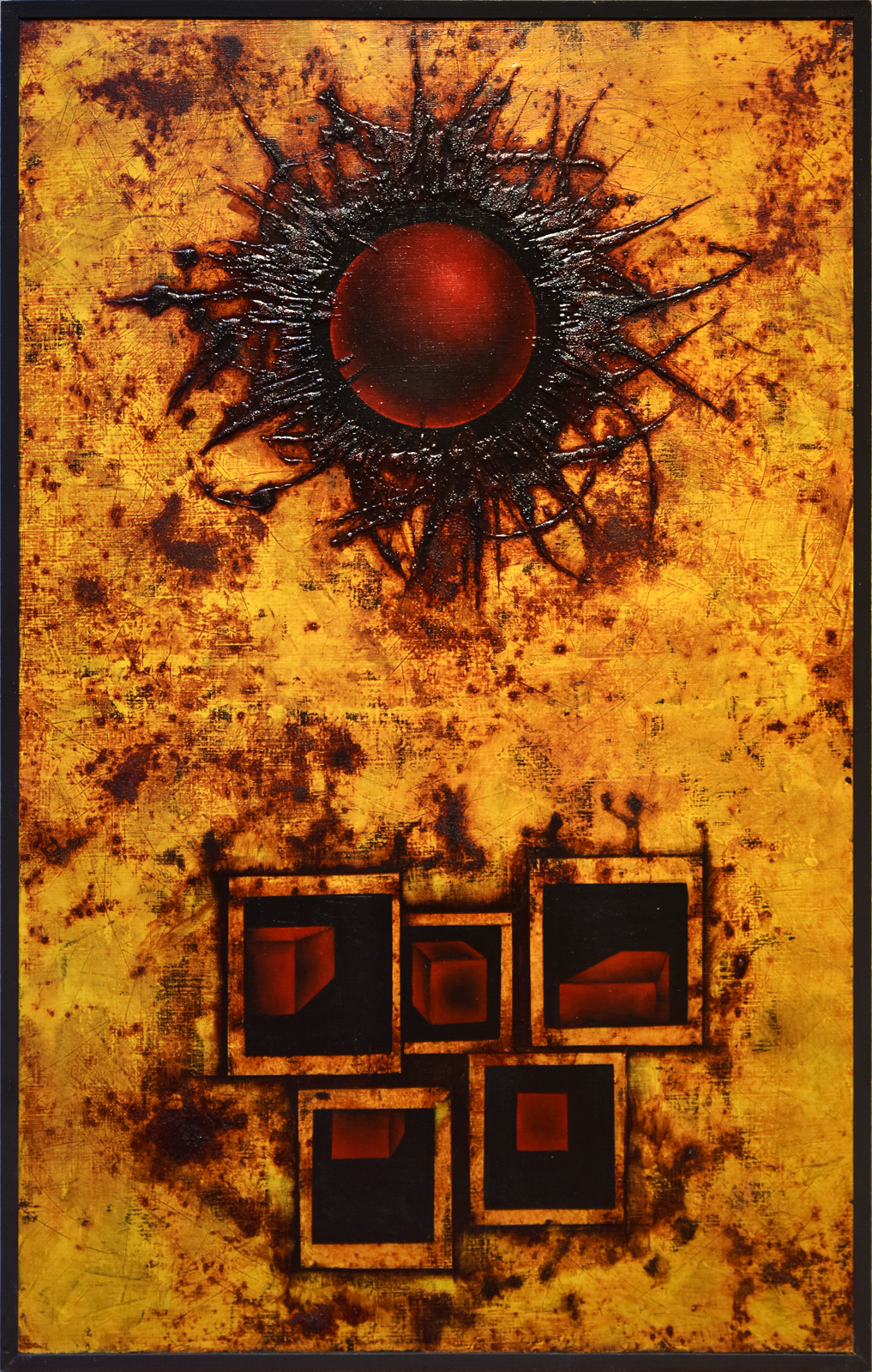
Mikuláš Medek, Studie k oltářnímu obrazu v Kotvrdovicích II (1968)
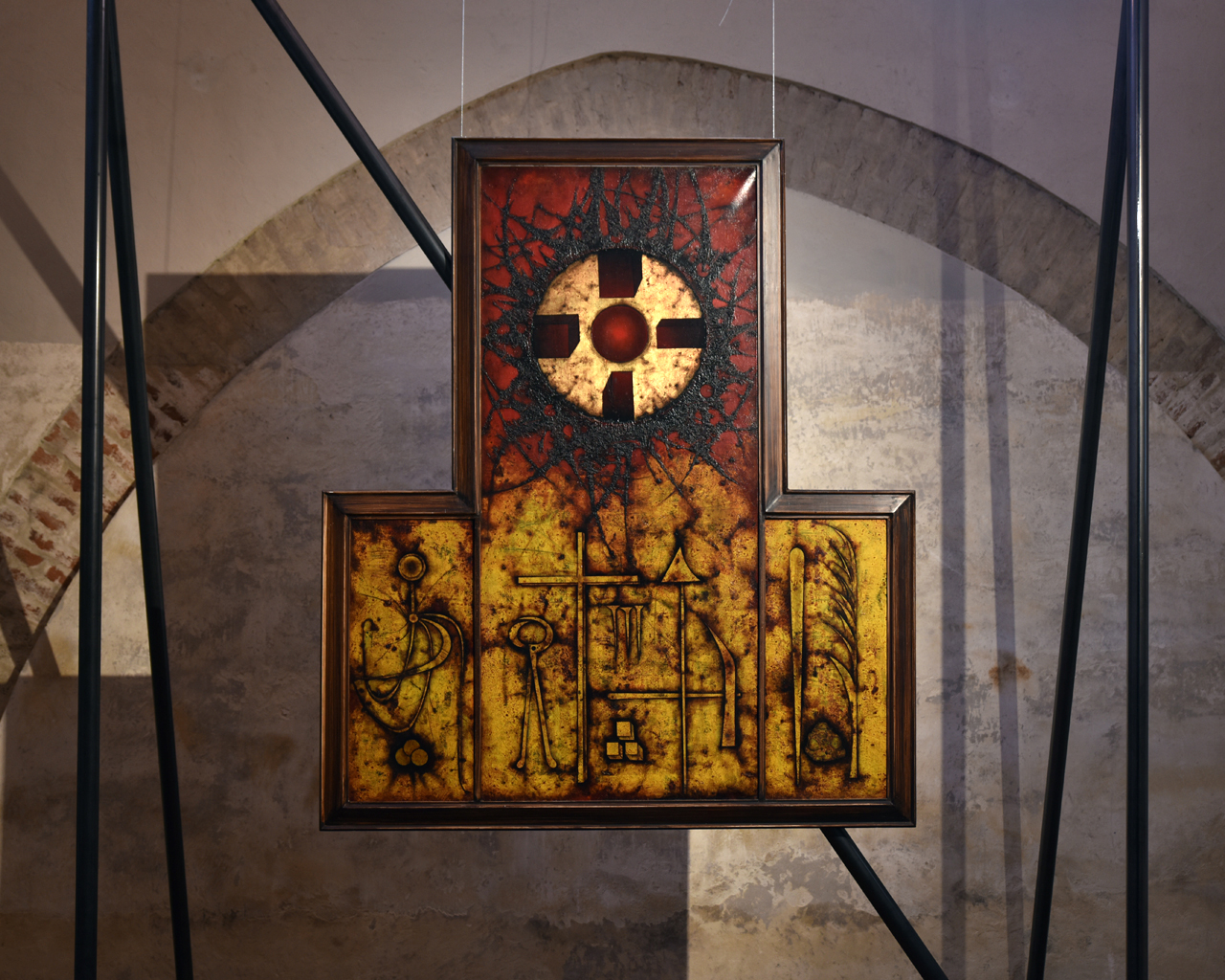
Mikuláš Medek, Oltářní obraz pro kapli Božského srdce Páně v Kotvrdovicích (1970)
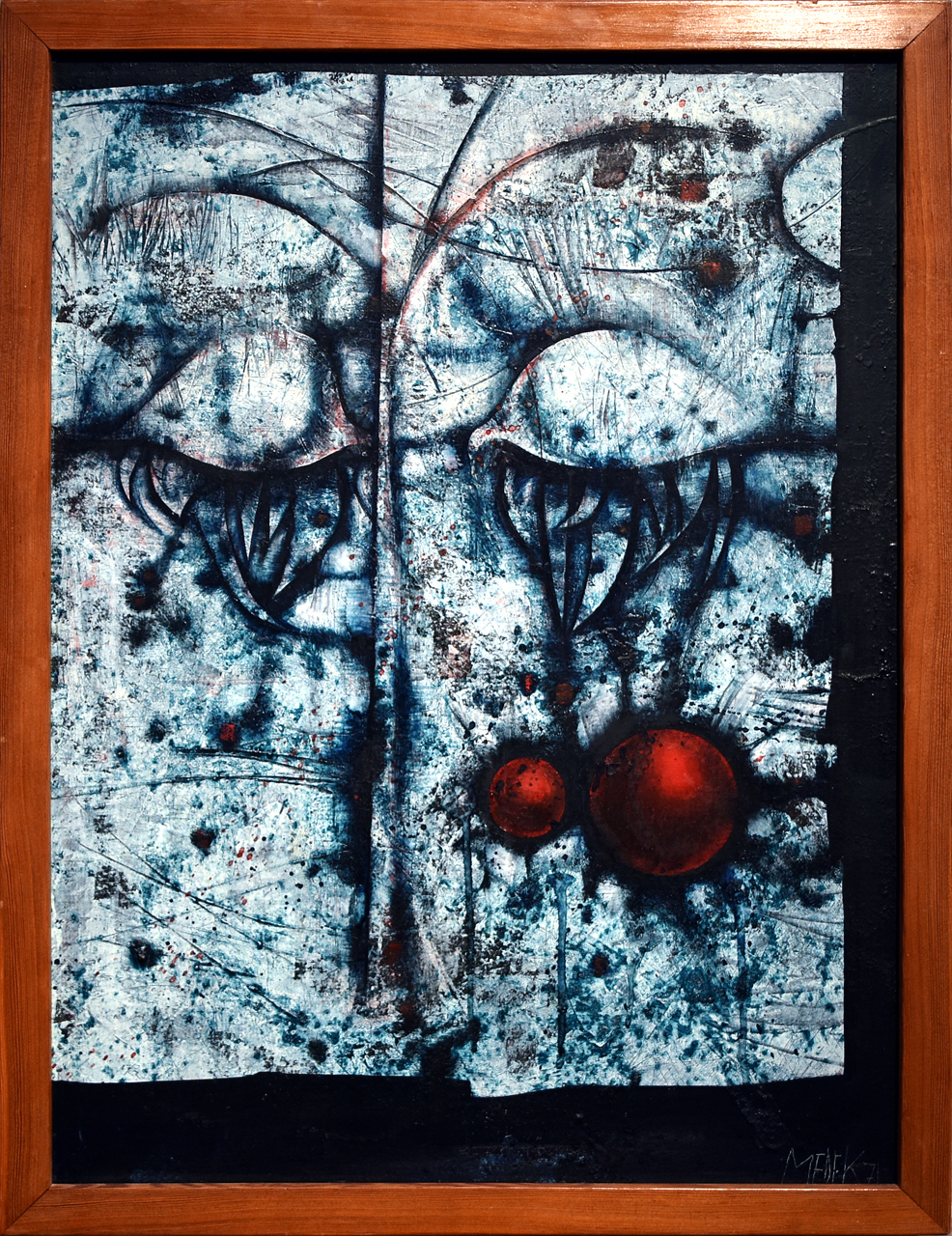
Mikuláš Medek, Modrá rouška I (1971)
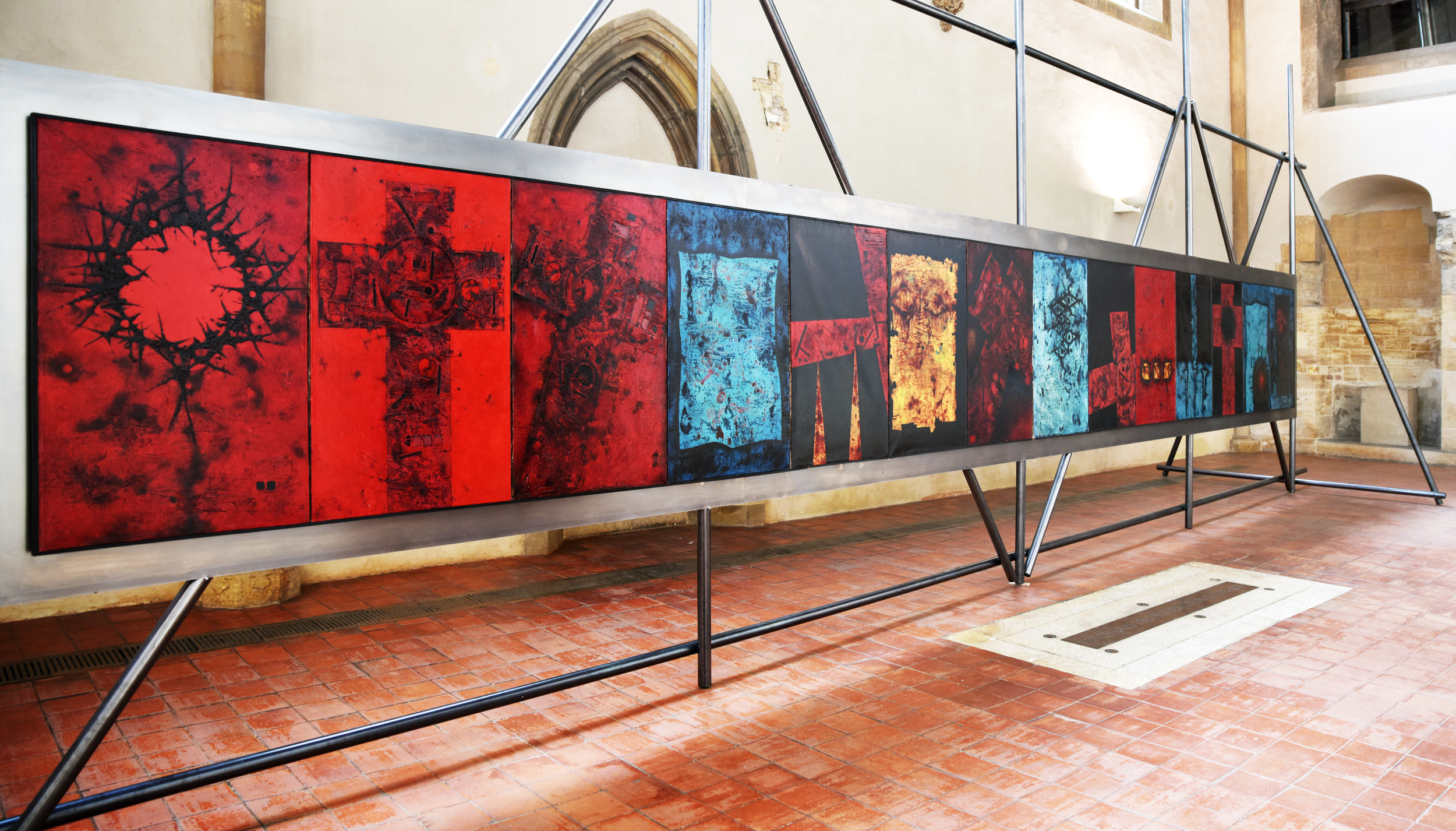
Mikuláš Medek, 14 zastavení Křížové cesty pro kostel sv. Josefa v Senetářově (1971)
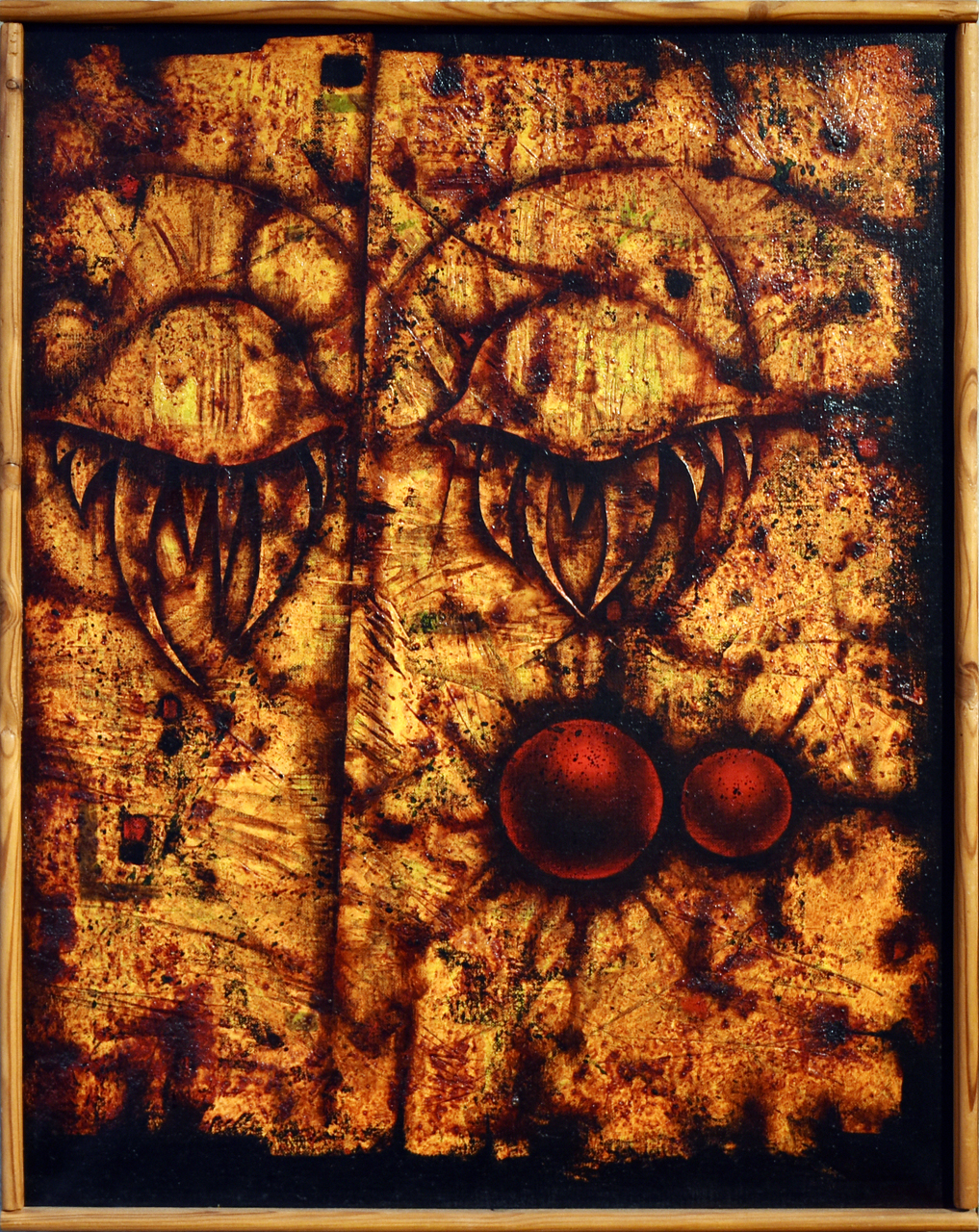
Mikuláš Medek, Rouška I (1972)

### Knižní ilustrace
- Evelyn Waugh, Drazí zesnulí, Světová literatura č. 4, 1957 (pod pseudonymem Dagmar Kozáková)
- Tage Aurell, Tři povídky, Světová literatura č. 2, 1962
- Jorge Luis Borges, Bábelská knihovna, Labyrint (Výbor západních vědecko-fantastických povídek ), SNKLU, Praha 1962
- Taidžun Takeda, Světélkující mech, Světová literatura č. 5, 1964
- Otokar Březina, Ruce, Nakladatelství Blok, Brno 1965
- Vladimír Holan, Smrt a sen a slovo (Z Máchova kraje), Severočeské krajské nakladatelství, Liberec 1965
- Bolest (verše z let 1949–1955), Československý spisovatel, Praha 1966
- František Langer, Malířské povídky (svazek I.), Československý spisovatel, Praha 1966
- Magnetická pole, KPP, Československý spisovatel, Praha 1967
- Zdeněk Lorenc, Dutá lampa, Československý spisovatel, Praha 1967
- Vladimír Holan, Babyloniaca, Odeon, Praha 1968
- Rio Preisner, Kapiláry, Blok, Brno 1968
- Jiří Mahen, Měsíc (Fantazie), Odeon, Praha 1968
- Boris Pasternak, Doktor Živago (úryvky), Světová literatura č. 1, 1969
- Jiřina Hauková, Letorosty (Výbor z poezie 1940–1965), Československý spisovatel, Praha 1970
- Franz Werfel, Píseň o Bernadetě, Nakladatelství Vyšehrad, Praha 1989 (roku 1972 vydáno bez připravených ilustrací)

#### Nepublikované
- Alfred Jarry, Nadsamec, 1947
- Lautréamont, Zpěvy Maldororovy, 1947
- Leonard Frank, Zpěv pátého května, 1949
- Karel Hynek, Ikarské hry, 1951
- Henry Miller, Obratník Raka, 1968

### Výstavy

#### Autorské
- 1963 Obrazy a sochy Jana Koblasy a Mikuláše Medka z let 1959–1963, Oblastní vlastivědné muzeum, Zámek Teplice
- 1965 Mikuláš Medek: Obrazy 1947–1965, Galerie Nová síň, Praha
- 1966 Mikuláš Medek: Obrazy 1961–1966, Jednotný závodní klub ROH, Ústí nad Orlicí
- 1966 Mikuláš Medek: Dvacet dosud nevystavených obrazů z let 1960–65, Oblastní galerie Liberec
- 1967 Mikulás Medek, Galleria La Bertesca, Janov
- 1969 Mikuláš Medek: Kresby a ilustrace, Malá galerie Československého spisovatele, Praha
- 1969 Mikuláš Medek, Museen der Stadt Regensburg, Řezno
- 1969 Mikuláš Medek, Galleria La Bertesca, Janov
- 1969 Mikuláš Medek: Projektanti věží, Galerie Václava Špály, Praha
- 1969 Mikuláš Medek: Obrazy 1944–1969, Krajská galerie, Hradec Králové
- 1970 Mikuláš Medek, Kunstkreis Leinfelden, Leinfelden-Echterdingen
- 1975 Mikuláš Medek: Pohyblivé hroby, Ateliér Mikuláše Medka, Praha
- 1976 Mikuláš Medek, Galerie ASA AG, Curych
- 1976 Mikuláš Medek 1926–1974, Museum Bochum
- 1988 Mikuláš Medek: Obrazy 1944–1974, Galerie výtvarného umění, Roudnice nad Labem
- 1989 Mikuláš Medek, Městské muzeum, Aš
- 1990 Mikuláš Medek: Souborné malířské dílo, Dům umění města Brna
- 1990 Mikuláš Medek: Souborné malířské dílo, Městská knihovna Praha
- 1990 Mikuláš Medek: Výběr z tvorby. Obrazy, Alšova jihočeská galerie v Hluboké nad Vltavou
- 1990/1991 Mikuláš Medek: Výběr z tvorby. Obrazy, Oblastní galerie Vysočiny v Jihlavě
- 1991 Mikuláš Medek, Galerie výtvarného umění v Ostravě
- 1991 Mikuláš Medek: Výběr z tvorby. Obrazy, Kabinet grafiky, Olomouc
- 2002 Mikuláš Medek, Galerie Rudolfinum, Praha
- 2012 Mikuláš Medek: ČSA Košice 1963–64, Dvorak Sec Contemporary, Praha
- 2014 Mikuláš Medek: Pohyblivé hroby, Galerie Zdeněk Sklenář Chambre à part, Praha
- 2016 Mikuláš Medek: Portrét Jiřiny Haukové, 1967, Muzeum východních Čech v Hradci Králové
- 2017 Mikuláš Medek: Slavík k večeři, Galerie Gema, Praha
- 2018/2019 Mikuláš Medek, Galerie moderního umění, Roudnice nad Labem
- 2019 Hommage à Mikuláš Medek, Galerie Zdeněk Sklenář, Praha
- 2020 Mikuláš Medek: Nahý v trní, Valdštejnská jízdárna, Veletržní palác, Anežský klášter, Národní galerie v Praze[68]

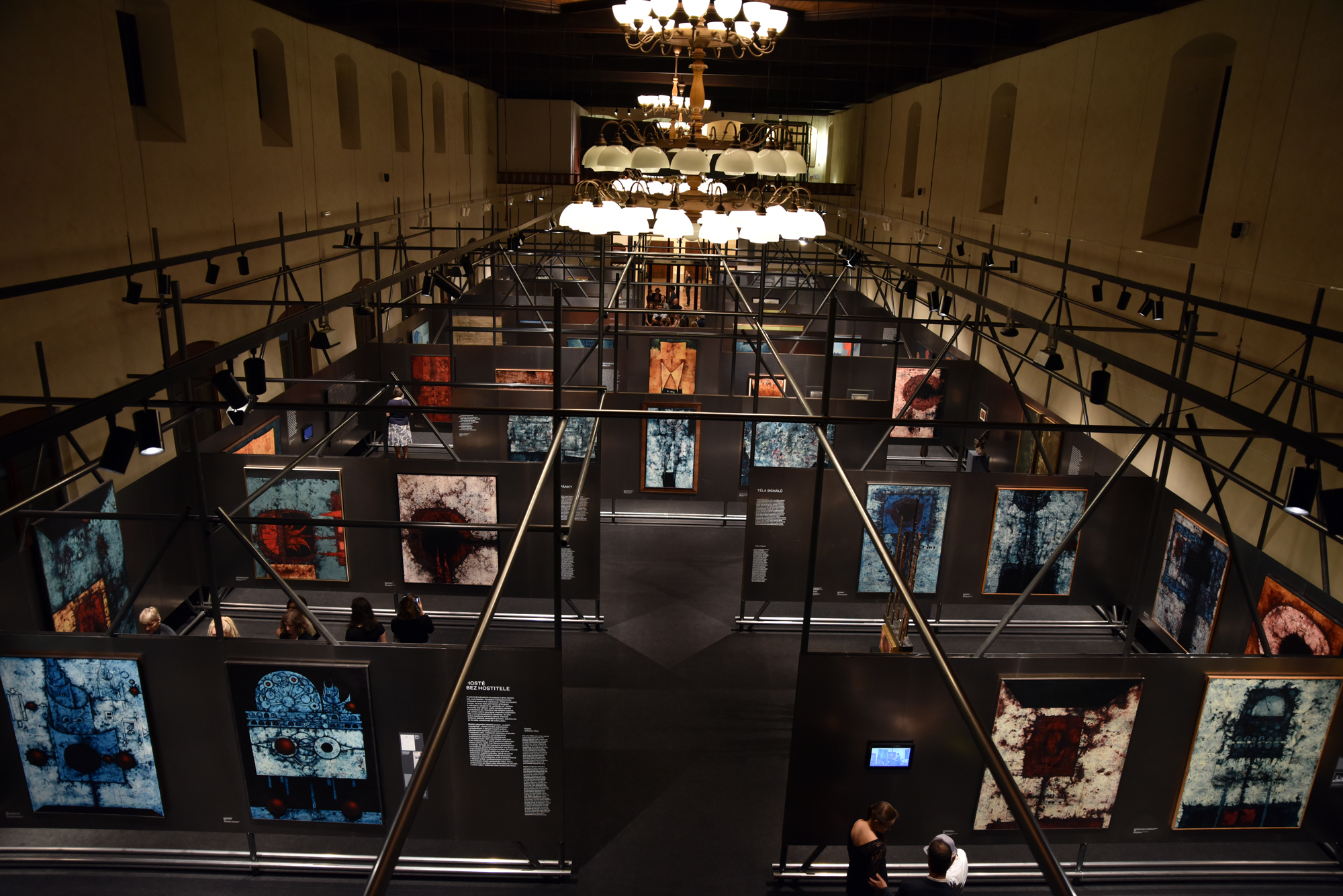
Mikuláš Medek, Nahý v trní, Valdštejnská jízdárna (2019) I
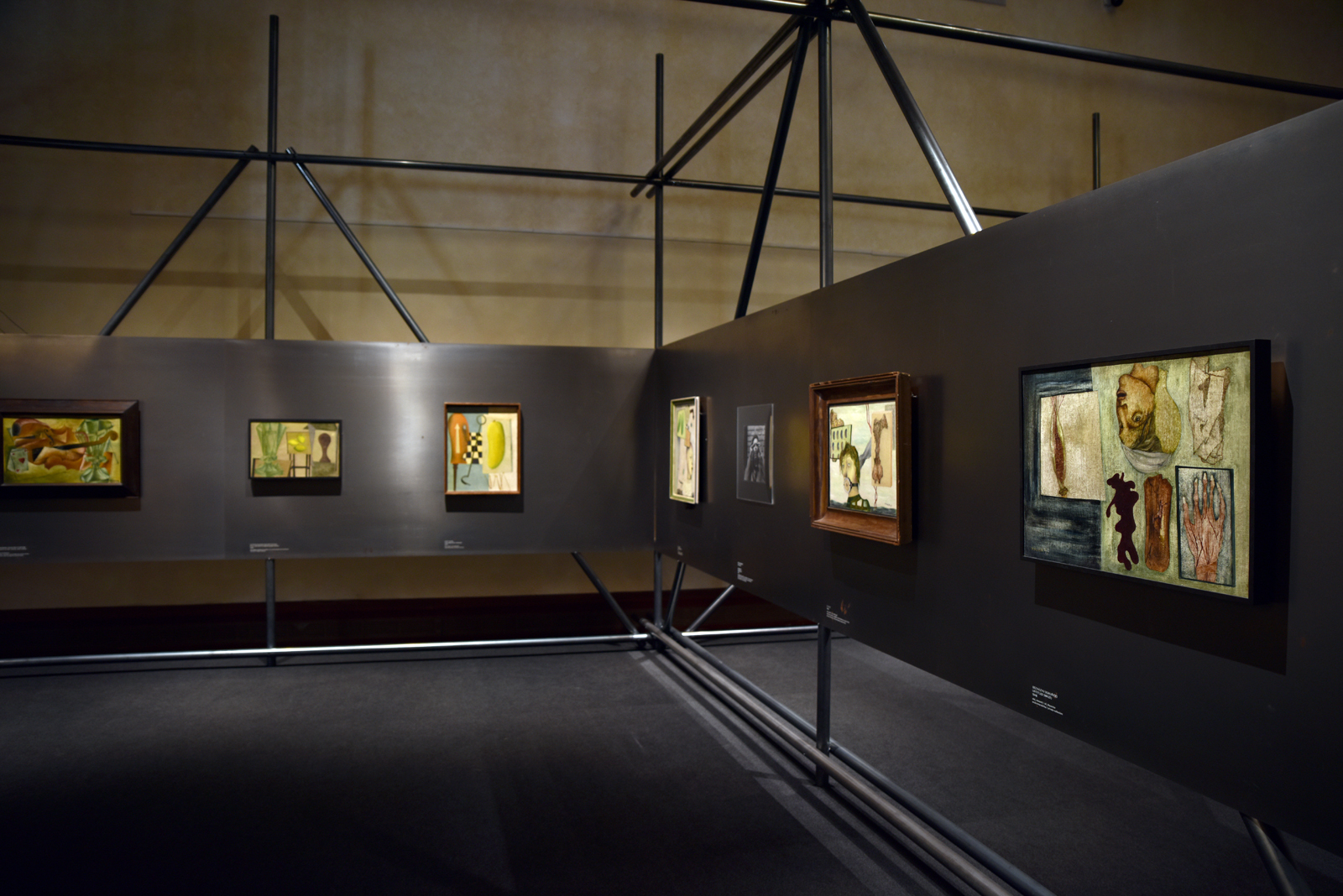
Mikuláš Medek, Nahý v trní, Valdštejnská jízdárna (2019) II
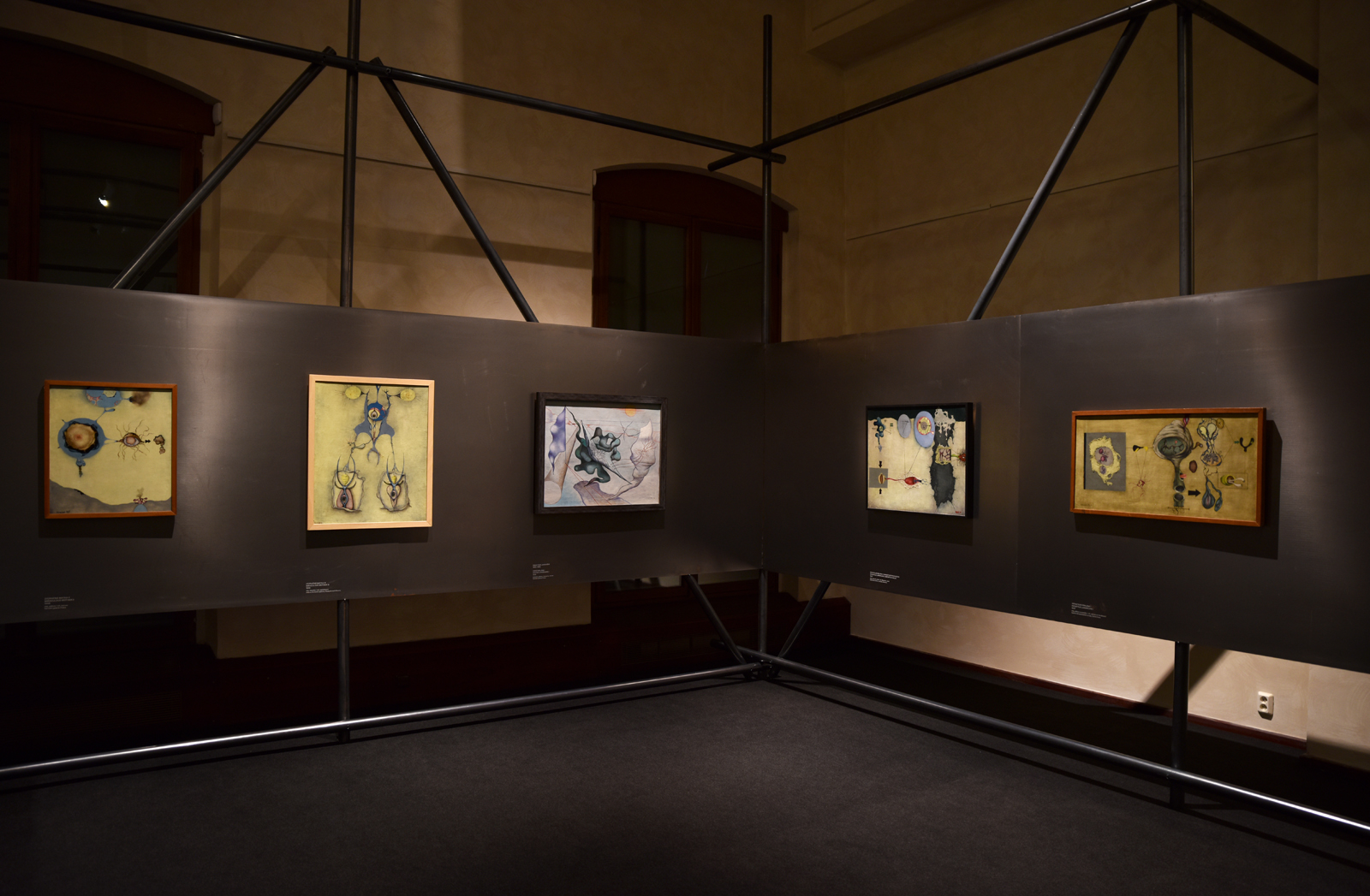
Mikuláš Medek, Nahý v trní, Valdštejnská jízdárna (2019) III
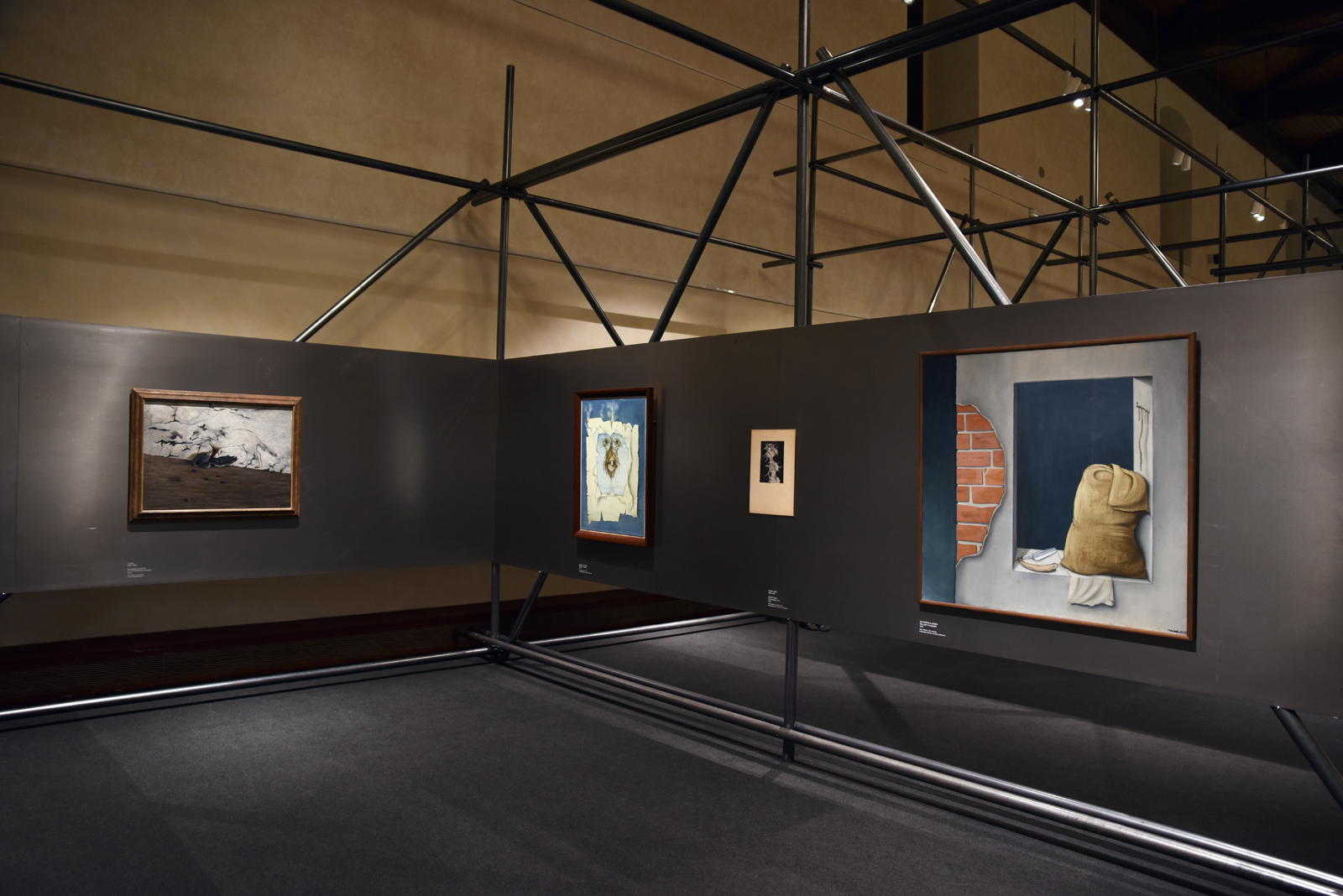
Mikuláš Medek, Nahý v trní, Valdštejnská jízdárna (2019) IV
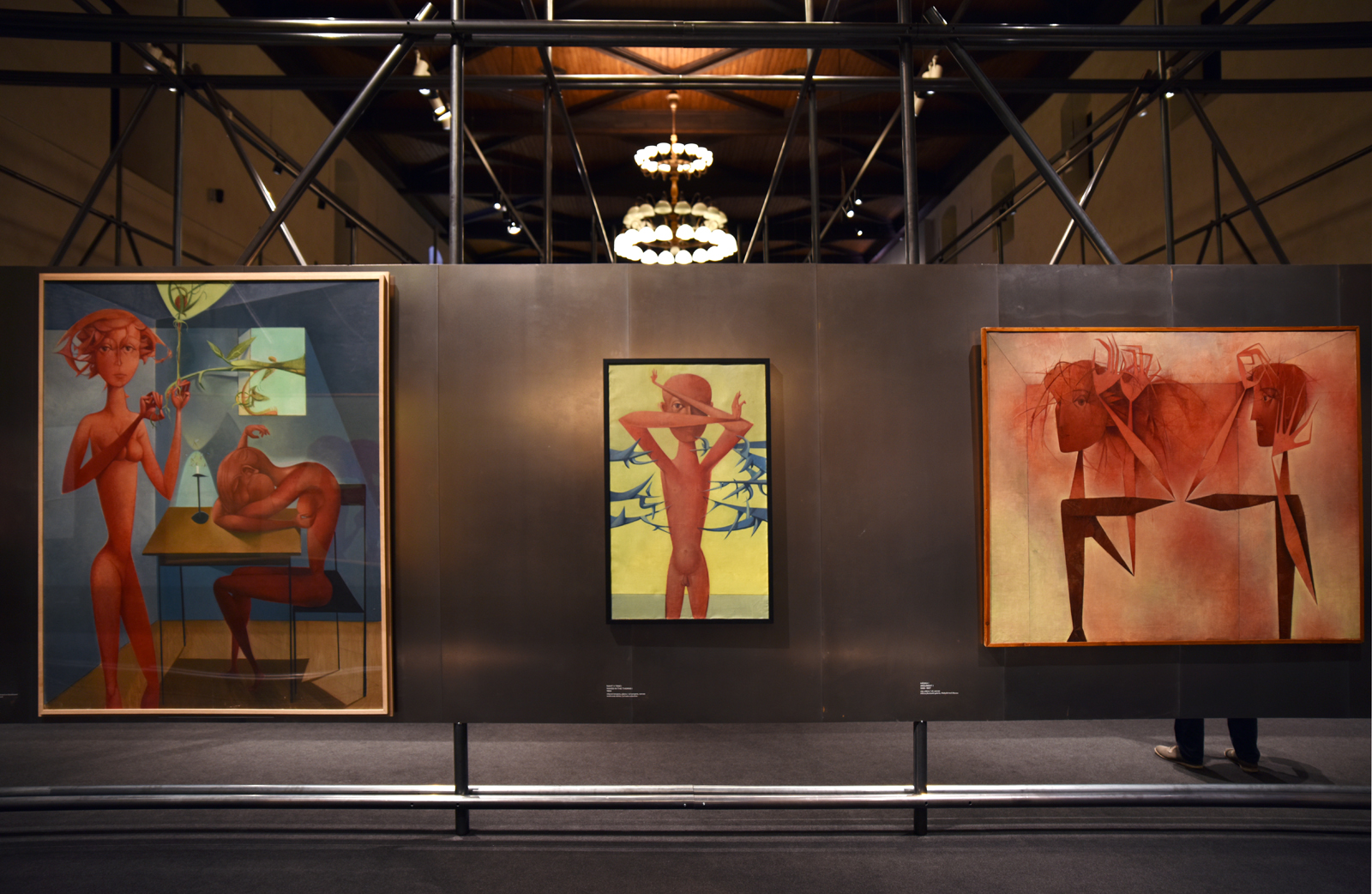
Mikuláš Medek, Nahý v trní, Valdštejnská jízdárna (2019) V
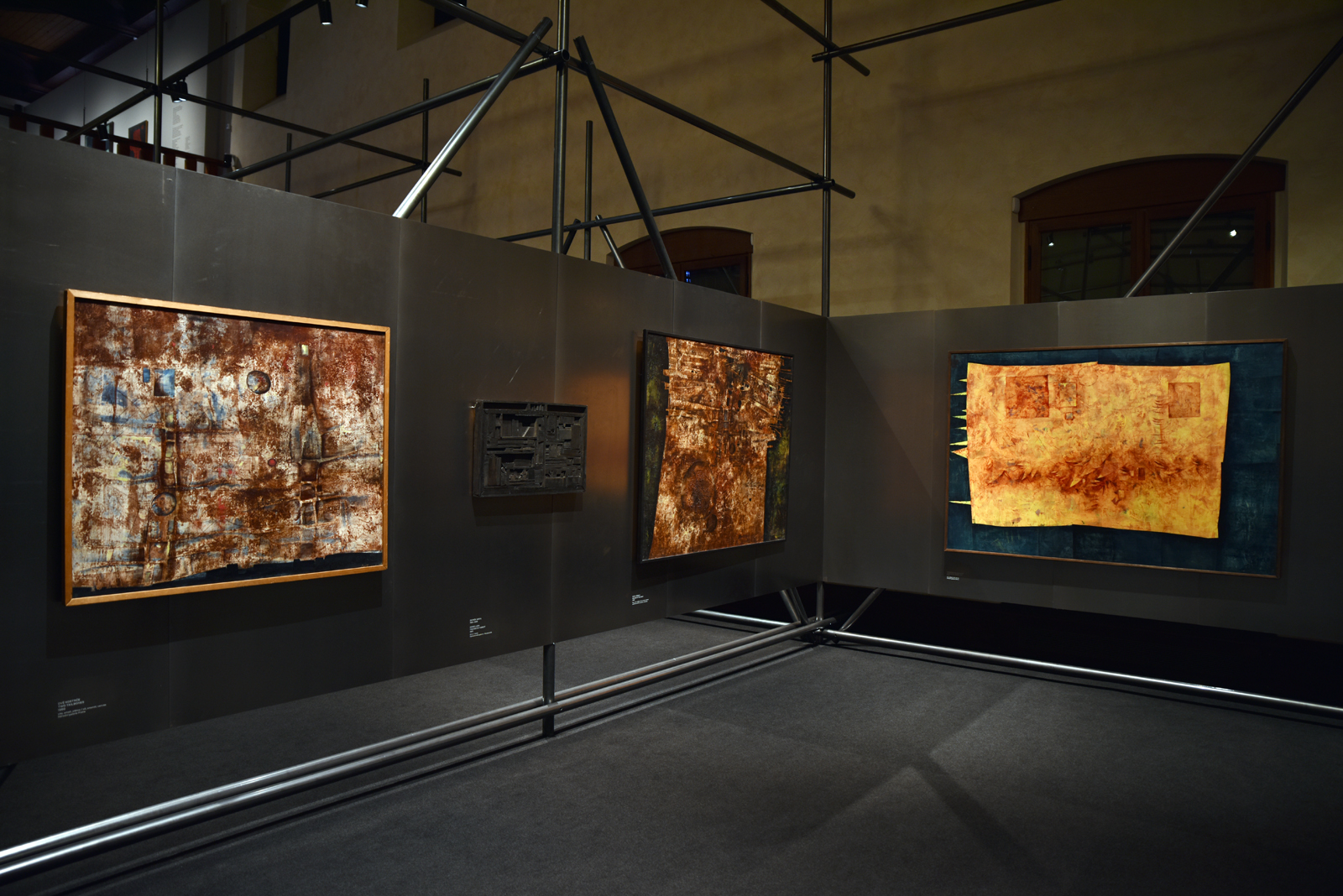
Mikuláš Medek, Nahý v trní, Valdštejnská jízdárna (2019) VI
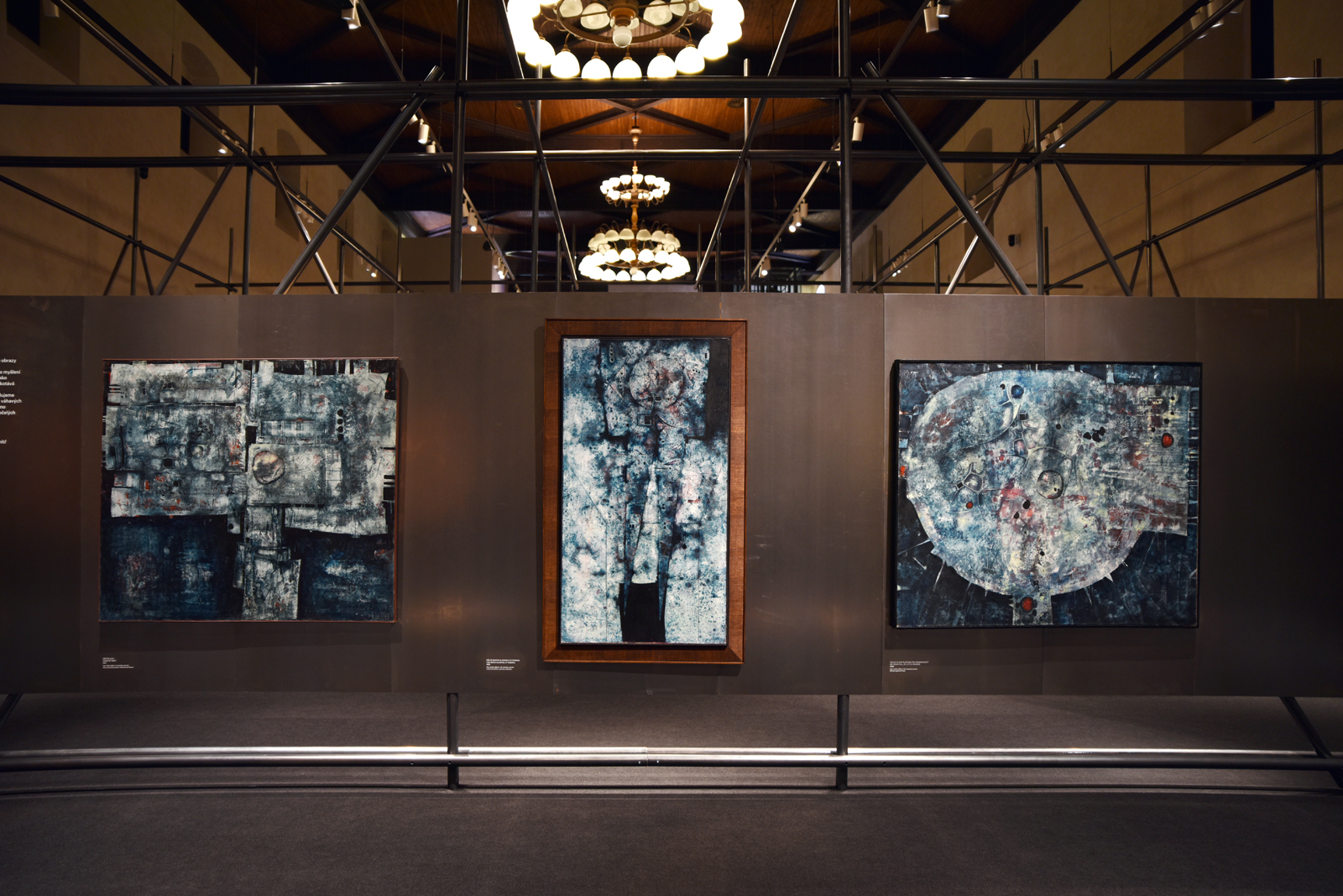
Mikuláš Medek, Nahý v trní, Valdštejnská jízdárna (2019) VII
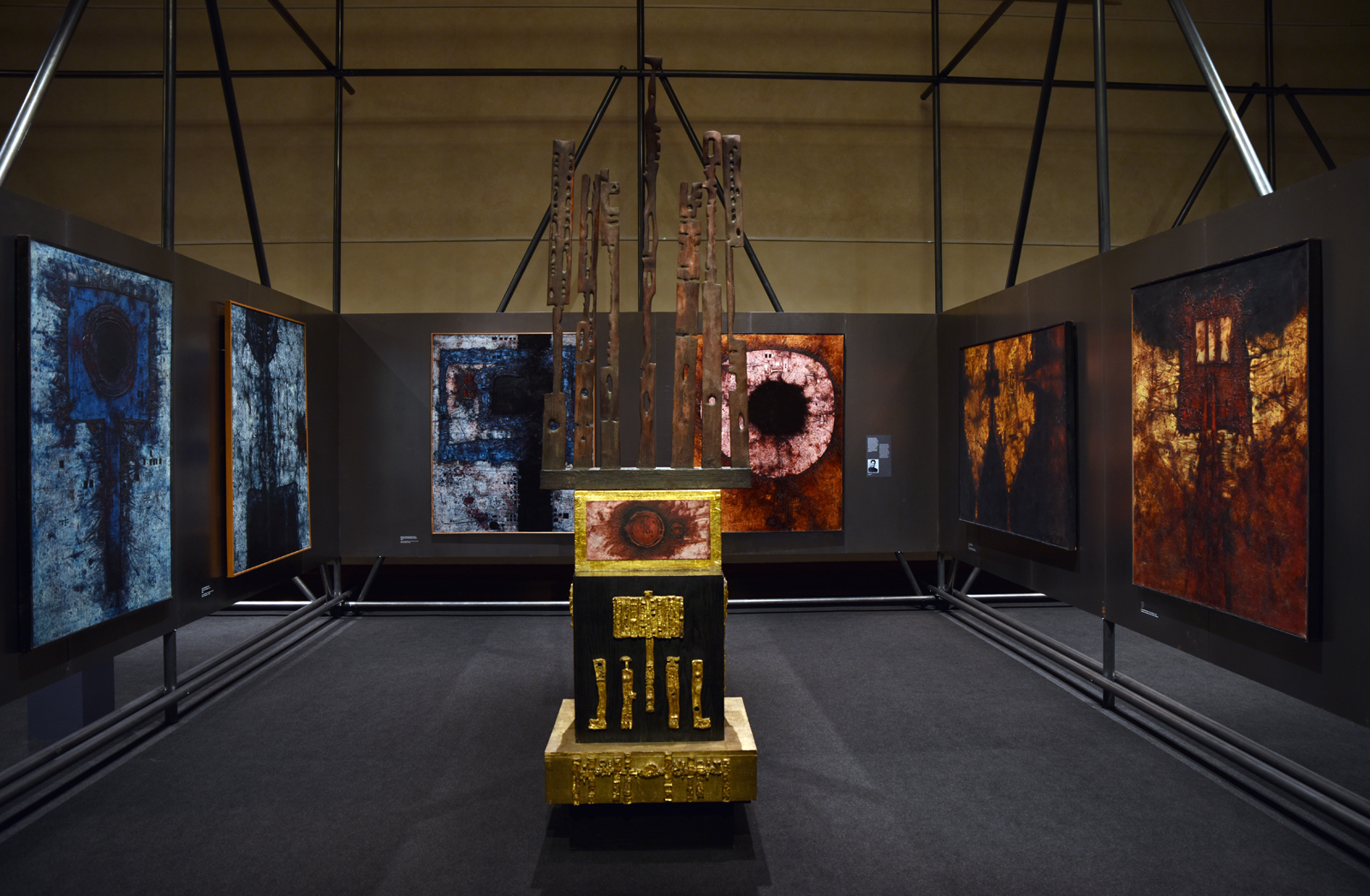
Mikuláš Medek, Nahý v trní, Valdštejnská jízdárna (2019) VIII
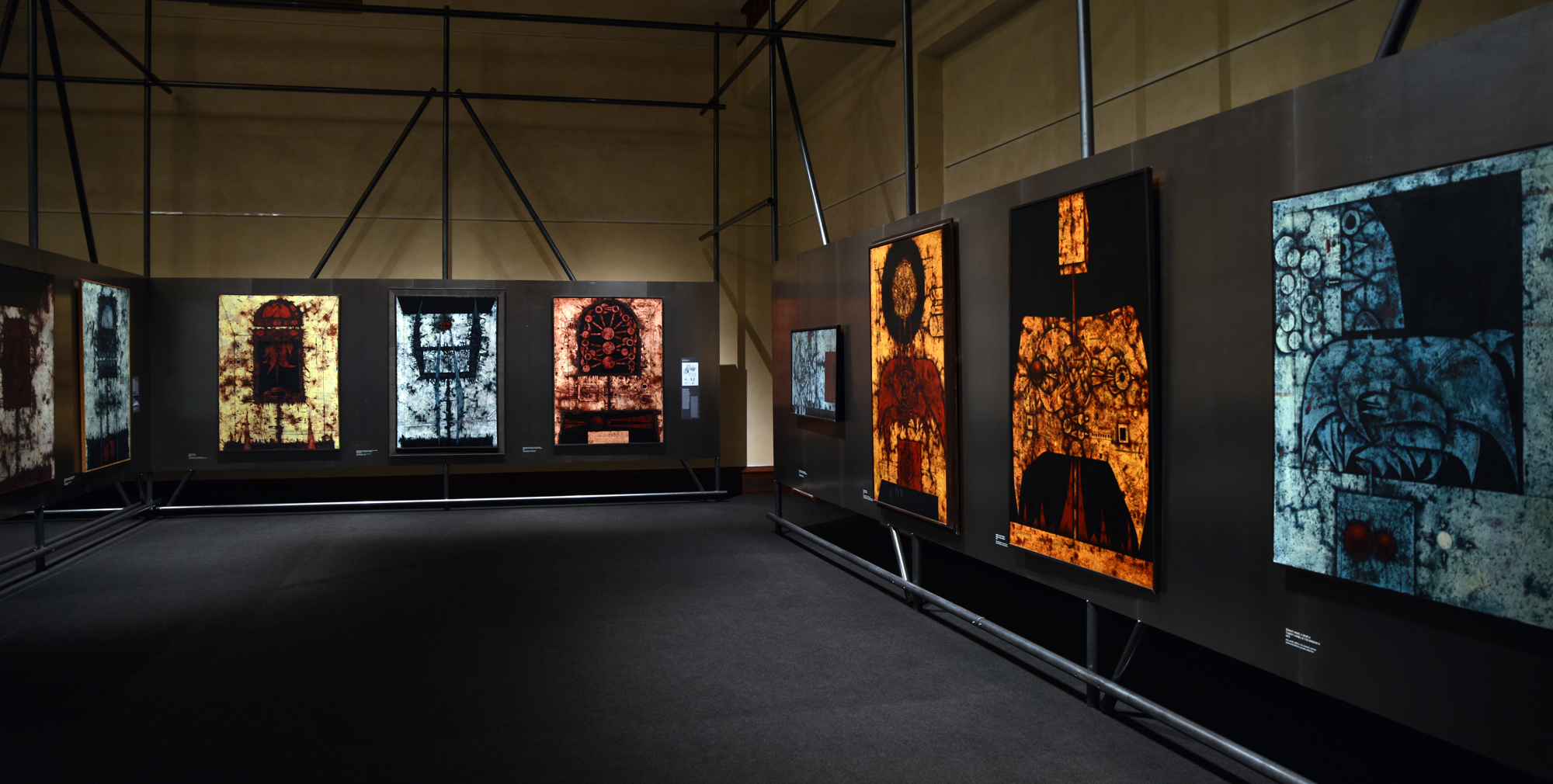
Mikuláš Medek, Nahý v trní, Valdštejnská jízdárna (2019) IX
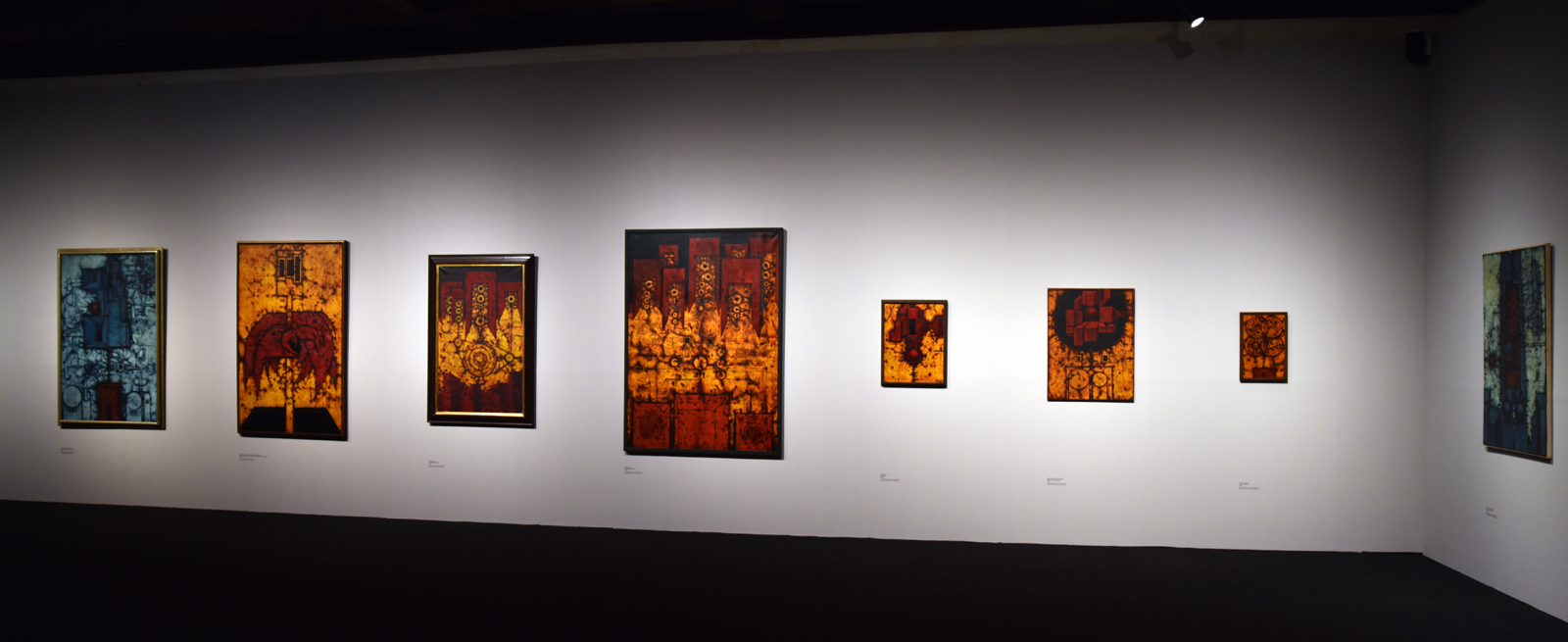
Mikuláš Medek, Nahý v trní, Valdštejnská jízdárna (2019) X
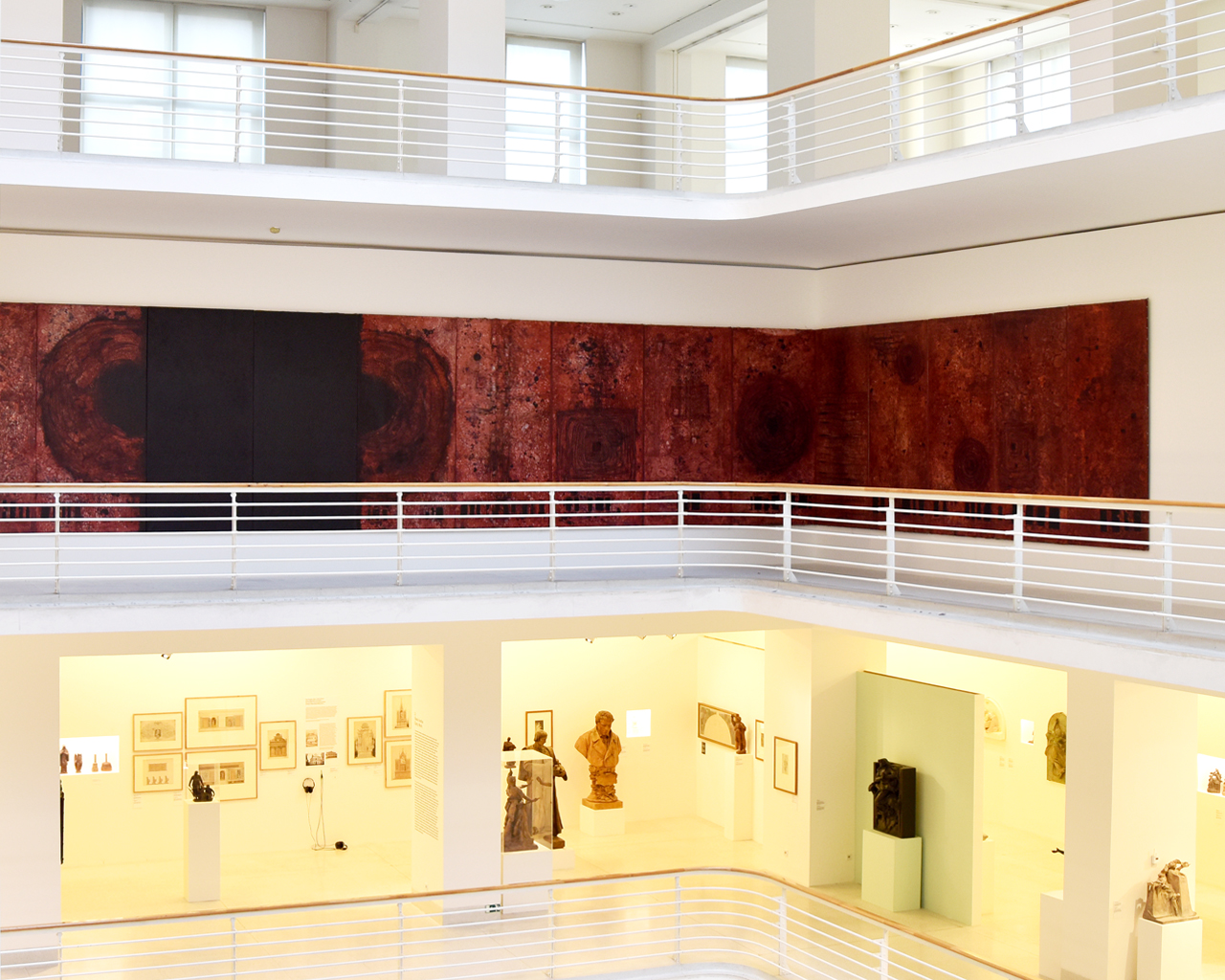
Mikuláš Medek, Čtrnáctidílné nástěnné pano, letiště Košice (1964)
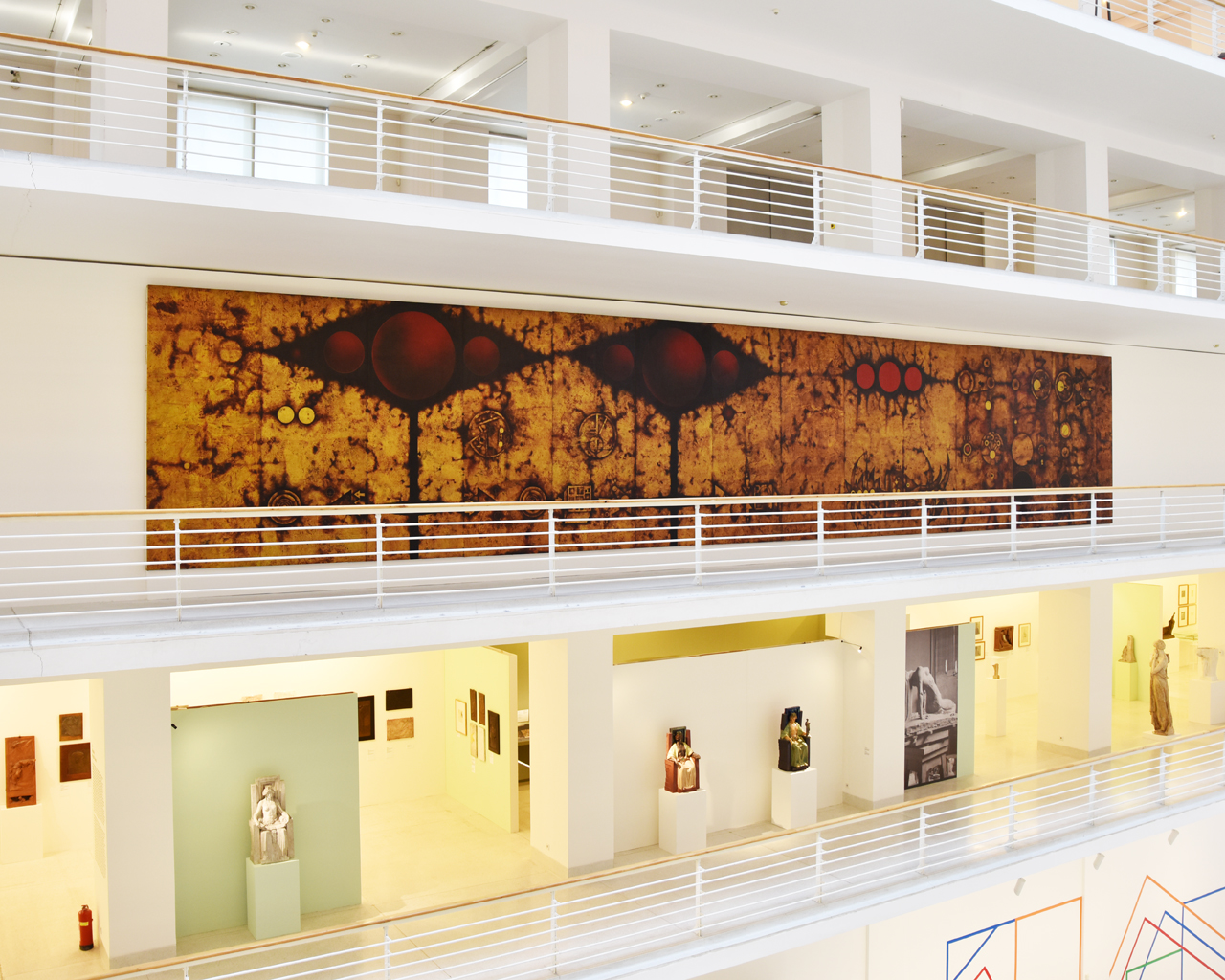
Mikuláš Medek, Signály, letiště Praha Ruzyně (1969)

### Monografie
- Bohumír Mráz, Medek, 178 s., nakl. Obelisk, Praha 1970
- Mikuláš Medek – Texty, 1995, 436 s., Torst, Praha, ISBN 80-85639-56-4
- Antonín Hartmann, Mikuláš Medek, 211 s., Gema Art Group, Praha 2002 ISBN 80-86087-34-4

### Katalogy
- Mikuláš Medek: Výběr obrazů z let 1947–65, Antonín Hartmann, Bohumír Mráz, 40 s., SČSVU Praha 1965
- Mikuláš Medek: Obrazy 1961–1966, Antonín Hartmann, Bohumír Mráz, 7 s., Jednotný závodní klub ROH, Ústí nad Orlicí 1966
- Mikuláš Medek: Dvacet dosud nevystavených obrazů z let 1960/65, Čestmír Krátký, 24 s., Oblastní galerie Liberec 1966
- Mikulás Medek, Antonín Hartmann, Silvio Ceccato, Germano Beringheli, 56 s., Galleria La Bertesca, Janov 1967
- Mikuláš Medek: Peintures, Paintings, Bilder 1958 – 1967, Antonín Hartmann, 52 s., Art Cenrum, Praha 1968
- Mikuláš Medek: Projektanti věží, Libor Fára, Bohumír Mráz, 12 s., SČSVU Praha 1969
- Mikuláš Medek: Kresby a ilustrace, 4 s., 1. výstava Tváře 1969
- Mikuláš Medek: Obrazy 1944 – 1969, Bohumír Mráz, 48 s., Art Centrum, Krajská galerie, Hradec Králové 1969
- Mikuláš Medek, 6 s., Ausstellung Regensburg, Museum d. Stadt 1969
- Mikuláš Medek Prag, Im Kunstkreis Leinfelden, Christoph Wilhelmi, 8 s., Leinfelden-Echterdingen 1970
- Mikuláš Medek: Výstava obrazů, 1 list, Výstava obrazů Mikuláše Medka v jeho ateliéru v Praze 7, Letohradská 5, ve dnech 20. – 22. září 1975
- Mikuláš Medek 1926 – 1974, Jan Koblasa, Mikuláš Medek, Bohumír Mráz, Petr Spielmann, Milan Nápravník, 32 s., Museum Bochum 1976, ISBN 3-8093-0027-6
- Mikuláš Medek: Vybrané obrazy z let 1944/1974, Hartmann Antonín a kol., 1988, katalog výstavy, 52 s., GMU Roudnice nad Labem; 1990 Dům umění Brno
- Mikuláš Medek: Obrazy, Výběr z tvorby, Berinhelli G a kol., 1990, kat. 86 listů, OGVU Olomouc
- Mikuláš Medek: Obrazy (Výběr z tvorby), Jan Koblasa a kol., 77 + 9 s., Alšova jihočeská galerie v Hluboké nad Vltavou 1990
- Mikuláš Medek: Malířské dílo 1942–1974, Effenberger Vratislav a kol., kat. 60 s., DU města Brna 1990
- Mikuláš Medek: ČSA Košice 1963–64, Karel Srp, 48 s., Dvorak Sec Contemporary (DSC Gallery), Praha 2012
- Mikuláš Medek: Pohyblivé hroby, Karel Srp, Věra Linhartová, Josef Topol, 59 s., Galerie Zdeněk Sklenář, Praha 2014, ISBN 978-80-87430-42-2
- Mikuláš Medek: Nahý v trní, Karel Srp, Lenka Bydžovská (eds.), 204 s., Národní galerie v Praze 2020, ISBN 978-80-7035-761-3